# あんさんぶるスターズ!!
『あんさんぶるスターズ！！』は、Happy Elements カカリアスタジオ が提供するスマートフォンゲーム。公式略称は「あんスタ」。ライターは現在非公開につき不明。
同じくHappyElementsが提供し、元メインライターである日日日がシナリオを担当する「あんさんぶるガールズ!」とは一部の設定が共通している。2018年6月にDMM版が配信され、ブラウザに対応している。
2020年3月以前のバージョンである『あんさんぶるスターズ!』についても本項で扱う。

## ストーリー

### あんさんぶるスターズ！
男子アイドル育成に特化した高校、私立夢ノ咲学院。プレイヤーは、試験的に新設されたプロデュース科にたったひとり転入してきた女子生徒（転校生）として、個性豊かなアイドルたちをプロデュースしつつ青春の日々を送っていく。
第一部では、転校生は、同学年の明星スバルらが所属するユニット『Trickstar』と関わるうちに、夢ノ咲学院の現状を知る。そこでは圧倒的な権力をもつ生徒会が、アイドルの力量を競いあうドリフェスを利用し、学院に都合のいいアイドルのみ優遇する体制を敷いていた。『Trickstar』は他のユニットの支援を受けながら生徒会勢力に立ち向かうが、生徒会長の天祥院英智に解散を命じられて一度バラバラになってしまう。しかし再び集結すると、英智が率いる『fine』を退けて【DDD】で優勝し、もっとも権威のあるドリフェス『SS』に学院代表として出場する権利を獲得する。
第二部では、『SS』での優勝筆頭候補と目される他校のユニット『Eden』が、『Trickstar』の前に立ち塞がる。『Trickstar』は各々の欠点を認めつつも、学院の支援を得て実力をつけ、『SS』に出場する。『SS』本番中、『Eden』の所属するコズミックプロダクションの上層部は、『Trickstar』を陥れるべく虚偽の放送を流す。放送の内容は、明星スバル及び彼の今は亡き父の犯罪行為を暴露するものだった。『Trickstar』は『Eden』と協力関係を結び、コズミックプロダクション上層部を糾弾するとともに明星親子の身の潔白を証明する。その後『Trickstar』は『Eden』との決勝戦を制し、『SS』優勝を果たす。
第三部では、夢ノ咲学院の教師にしてかつてのスーパーアイドル・佐賀美陣が、雑誌企画「Project-Saga（サガ計画）」にて、現役の高校生アイドルとユニットを組んで活動することになる。陣は、『Trickstar』の氷鷹北斗をはじめとした学院の生徒たち三人と『Rain-bows』を結成。『Rain-bows』を主役とするサガ計画は人気を博すが、その裏では、一年後のあんさんぶるスターズ!!につながる「計画」が始動していた。北斗の父にして現役最後のスーパーアイドル・氷鷹誠矢の助力もあって、「計画」は着実に進行し、物語の舞台はあんさんぶるスターズ!!へと移っていく。

### あんさんぶるスターズ!!
あんさんぶるスターズ！から一年後の世界。夢ノ咲学院の卒業生が中心となって建てられた真新しいビルディング、「アンサンブルスクエア（ES）」には四つの芸能事務所が集まり、アイドル業界の中心となっていた。プレイヤー（あんさんぶるスターズ！における転校生と同一人物）は、ESのアイドルをプロデュースするための『P機関』に所属し、アイドルたちのサポートを行う。
第一部では、ESのスターメイカープロダクションに所属する「劣等生」のユニット『ALKALOID』が、自分たちの有用性を証明して解雇を免れるべく、夏の一大イベント【MDM】で結果を出すことを目指す。『ALKALOID』はESのアイドルたちと交流しつつ、ときには彼らの支援を受けながら成長していく。一方、コズミックプロダクションに所属する「問題児」のユニット『Crazy:B』は、【アイドルロワイヤル】にてESを根底から揺るがすような悪事を働く。しかし『Crazy:B』側の事情や真意を理解した『ALKALOID』は、解雇候補として絶体絶命の『Crazy:B』を守るため行動を開始する。
第二部では、年末の『SS』本戦に向けて日本全国を舞台に予選会が開催される。『SS』運営委員会では、『ゲートキーパー』を自称する人物が陰謀を張り巡らせていた。全国各地に配置されたESのアイドルたちは、『SS』運営委員会によって与えられた『指令』と『裏指令』が原因で数々の困難に直面する。本戦においては、出場アイドルが『紅組』と『白組』に分かれてのライブ対決が展開される。しかし『fine』の天祥院英智らは、このまま『ゲートキーパー』の思惑どおりに『SS』本戦が進行していくと、ESのアイドルたちが取り返しのつかない不利益を被ることを察知していた。一方、『Eden』は"託宣"と名付けた手紙を配り、とある目的のために動きだす。
第三部では、『Thunderbolt Entertainment』のナイスPが主催のオーディション番組、【THUNDERBOLT CHALLENGE 4piece】（以後4piece表記）が開催された。この4pieceに参加するアイドルはそれぞれ「王子城」「美食街」「双鶏塔」「闘技場」の4会場に割り振られる。現時点（2024年7月下旬現在）で参加が確定しているのはES2年目から登場する新アイドルの冴霧笑主、滝維吹、名都神無、花群冬芽、宝丈萊香の5人と、既存アイドルからは既にイベントに登場している月永レオ、衣更真緒、明星スバル、朱桜司（以上は笑主・冬芽と共に王子城会場に参加）、守沢千秋、天満光、巴日和、礼瀬マヨイ、朔間凛月（以上は萊香と共に美食街会場に参加）に加え、開会宣言のプロモーションビデオに出ている天城一彩は参加が確定している（動画内でゼッケン付きのオーディション衣装を着ている）。また、美食街イベントの巴日和のミニトーク内で、Edenから他に漣ジュンと七種茨の参加が明言されている為、この二人も参加が確定している。
オーディションでは4つの会場に割り振られたアイドルたちがそれぞれの会場にて審査され、勝ち進んだアイドルはナイスPがプロデュースする『ドリームユニット』を結成する。現時点では、どの会場から何人選出されるかはわかっていない。なお、審査の得点は4pieceの公式X（旧Twitter）内で一部が虫食いになった状態で公開される。

## ゲームシステム

### あんさんぶるスターズ！
ジャンルはアイドル育成ゲーム。Live2Dに対応しており、キャラクターは首を傾げる、腕組みをするなど多彩なモーションを取る。
プレイヤーは「私立夢ノ咲学院」初の女子生徒という立ち位置でアイドルたちのプロデュースを通し、彼らと交友を深めていく。なお、ユーザー設定でストーリー中のプレイヤー名とゲーム内のユーザー名を個別に設定することができる。
ユニットと呼ばれる5人1組のチームになるようにカードを組み、プロデュースコースでレッスンすることで経験値とジュエル（赤、青、黄の三色）を入手できる。なお、ユニットには同名のキャラクターのカードを2枚以上入れることはできない。ジュエルはカードごとに設定されたアイドルロードを進める時に使用する。アイドルロードには、ジュエルもしくは課金アイテムであるダイヤで解放できるマスが設定されており、解放することでスキルの強化や能力値の向上、才能開花が可能。衣装や背景、ストーリーとボイスなどが解放される場合もある。なお、才能開花を行うとグラフィックが変化し、能力値も上がる。2018年10月31日に才能開花の上位概念となる虹色開花が実装された。虹色開花を行えるのは才能開花済みのカードだけであり、専用のアイテムを集める必要がある。
ゲーム内のストーリーは、「メインストーリー」「キャラクターストーリー」「イベントストーリー」に分かれている。「メインストーリー」はユーザーランクを上げることで解放される。「キャラクターストーリー」はキャラクターごとに設定された指定の親愛度の到達やカードの育成により解放される。「イベントストーリー」は定期的に開催されるイベントおよび復刻イベントでの指定ポイントの獲得やスカウト（ガチャ機能）で入手可能なカードの育成により解放される。担当ライターおよび登場キャラクターはストーリー詳細で確認できる。
2017年5月まではパートボイス仕様であったが、同年6月に「メインストーリー」のみフルボイス化された。フルボイス化された後は期間限定で規定レベルに達していなくともストーリーが全て閲覧できるようになっていた。期間終了後も規定レベルに達すればストーリーはそれ以前と同じく閲覧可能。

### あんさんぶるスターズ!! Basic
2020年3月15日に、「！」をアップデートする形でリリース。基本的な仕様は「！」と同じで、「！」のカードを引き継げる。ただし一部のアイテムの名称が異なる他、「！」のカードの性能が制限されている。
「！」及び「!!」のストーリーはダイヤ（課金アイテム）を使うことで開放可能である他、「！」のプロデュース機能、イベント復刻を行うことができ、過去のランキングなども閲覧できる。「！」のシステム内では「！」のカードしか使用できない。
ストーリー検索機能では、キャラクター・ストーリーの種類・作者を指定して検索することができる。
親愛度の概念はなくなり、代わりにアイドルランクがある。過去のストーリーはダイヤを使うことで解放できる。

### あんさんぶるスターズ!! Music
2020年3月15日リリース。仕様が「！」とは大きく異なり、「！」とのアカウント連携はできない。音楽ゲームであり、任意のキャラクターを3Dモデルで踊らせることができる。ストーリー及びスチルは「Basic」と同一だが、「！」のストーリーを読むことはできない。属性の数が「Basic」とは異なるため、カードのスチルが同じでも属性が異なることがある。「Basic」同様アイドルランクを上げることができる。音楽ゲームの他に「お仕事」機能があり、作中通貨L＄を貯めて部屋の模様替えを行うことができる。「！」及び「Basic」とは全くの別ゲーム。

## 登場人物
声は声優、演は舞台版における俳優。
『あんさんぶるスターズ！』ではメインキャラクターの大半が夢ノ咲学院の生徒。キセキシリーズ（メインストーリー第二部）以降、玲明学園、秀越学園の生徒も登場した。『あんさんぶるスターズ!!』では一年時が進み、各学校の一部の生徒は卒業しているほか、前述した三校いずれにも在籍していない新キャラクターも追加された。また、ユニットのメンバーは全て変わっていないが、一部リーダーが交代したユニットも存在する。『!!』ではアンサンブルスクエア（ES）に所属するアイドルをプロデュースする。ESには四つの芸能事務所があり、アイドルは「スターメイカープロダクション」「コズミックプロダクション」「リズムリンク」「ニューディメンション」のいずれかに所属する。

### STARMAKER PRODUCTION（スターメイカープロダクション）
ESビルの20階に拠点を構える事務所。新興事務所だが経営状態は良好。夢ノ咲学院の出身者が多く、努力をすれば必ず正統派アイドルになれるシステムを完備している。略称は「スタプロ」。

#### fine（フィーネ）
『！』で人気・実力共に学院最強とされるユニット。リーダーの天祥院英智が病弱なため、活動頻度は多くなく、英智を除く3人で活動を行うこともある（羽ばたき！雛鳥と皇帝の凱旋）。一年前に五奇人を討伐し学院を改革した後、英智以外のメンバーが全員入れ替わっている。『！』の頃は強引な手段を使うことが多く、一般生徒から恨まれたり、彼らの努力を無にすることも少なくなかった。以前の所属メンバーは現『Switch』の青葉つむぎ、玲明学園に在籍する『Eve』及び『Eden』の巴日和、秀越学園に在籍する『Adam』及び『Eden』の乱凪砂に英智を加えた4人。『！』のテーマカラーは白と金、『!!』のテーマカラーはアイボリー。2018年8月のストーリープレゼンキャンペーンで1位になったユニットストーリーは「ノエル＊天使たちのスターライトフェスティバル」。
『!!』では「スターメイカープロダクション」に所属し、ビッグ3の一角を担っている。『fine』だけの祝日として一週間に一度の「英智デー」を定めており、多忙すぎる英智を休ませるようにしている。
天祥院 英智（てんしょういん えいち）
声 - 緑川光
演 - 前山剛久（あんステフェスまで） → 笹森裕貴（第5弾から）
身長：179cm / 体重：59kg / 誕生日：1月10日 / 血液型：O型 / 所属学年・クラス：夢ノ咲学院3-A（『！』） / 部活：紅茶部 / サークル：スポーツサバイバー・ティーパーティー（フレイヴァー）（『!!』） / キャッチフレーズ：夢ノ咲に君臨する病弱の皇帝（『！』）→夢奏でるアイドルの指揮者（コンダクター）（『!!』）
生徒会長にして、『fine』リーダー。アイドルをこよなく愛し、アイドルという概念を更なる高みに引き上げることを目標としている。
物腰は柔らかだが、策略家であり、上昇志向の強い努力家でもある。病弱で長期入院していたことで、体力がないことが欠点だが、それを理由に親しい人に同情されることを嫌う。大財閥の令息で学院や芸能界にも影響力を持ち、人の上に立つことに慣れている。
当初、友達とは互恵関係にある取引相手だと認識していたが、『！』年度末には考えを改めていく。旧『fine』を結成する前から日々樹渉に憧れ、執着している。クラスメイトの蓮巳敬人とは幼馴染で、対等でありたいと望んでいる。守沢千秋とは病弱仲間。青葉つむぎは2年時、学級委員としてたびたび英智を見舞っており、それが縁で最初の『fine』を結成した。
月永レオとは入院中に知り合い親しくなったが、抗争期に一時疎遠になり、レオ復帰後は再び交友関係にある。朔間凛月を「朔間零の弟」と扱ったため初対面時に殴られたが、紆余曲折あって親交を深め、一緒に紅茶部を立ち上げるに至った。部活動中は凛月と一緒に紫之創をからかうことが多い。創と姫宮桃李のことは弟か我が子のように可愛がっている。他者を名字で呼ぶことが多いが、親しい相手は名前を呼び捨てで呼ぶ。卒業の頃には「ES計画」を進めている。「皇帝」「皇帝陛下」と呼ぶ者もいる。
かつて腐敗していた学院に生徒会長として君臨し、アイドルの評価を点数化する現在のドリフェスの仕組みを整えた。神話をモデルにした『五奇人』を学院を挙げて応援するアイドルとして設定した後で、彼らへの反感を煽り、ドリフェス制度の下で自らの手で追い落とした。『fine』は元々『五奇人』を追い落とし学院に活気をもたらす存在として英智が定義した存在。レオを五奇人に含めなかったのは英智の私情。元メンバーのつむぎ・日和・凪砂とは契約満了までのビジネスライクな関係だった（と、英智は思っていた）。なお、当時の『fine』は日和・凪砂が二枚看板、つむぎがリーダーだった。
『!!』ではESの創立者にしてスタプロの実質的なトップ。サミットにおけるスタプロの代表。ESビル内では転校生を『プロデューサー』と呼ぶよう通達した。スタプロの「劣等生」にリストラを言い渡し、「アイドルとは、何だ？」と疑問を投げかけた天城一彩に『Trickstar』のライブ鑑賞を推奨した。明星スバルにESの紹介の仕事を依頼している他、アイドルとしてのスバルに全幅の信頼を置いている。仁兎なずなに「全体のことだけを考えている」と評されているが、学院時代に比べれば自分が取りこぼした者のことも考えるようになってはいる。期待している相手にほど厳しい試練を与える傾向があり、複数人にその姿勢を指摘されている。「恋をしたことがない」と語った際には渉に驚かれた。
事務所横断企画である『シャッフル企画』では、ES1年目は『Ring.A.Bell』（リングアベル）として翠、真緒、敬人、レオと共に参加した。
星奏館では白鳥藍良・朔間零と同室で、部屋は3階にある。『SS』予選会における『指令』及び『裏指令』は、英智自身の権限により与えられていない。
姫宮 桃李（ひめみや とうり）
声 - 村瀬歩
演 - 星元裕月（あんステフェスまで） → 副島和樹（第5弾のみ）
身長：152cm（『！』）→153cm（『!!』）→154cm（ES2年目） / 体重：49kg / 誕生日：1月13日 / 血液型：B型 / 所属学年・クラス：夢ノ咲学院1-B（『！』）→2-A（『!!』） / 部活：テニス部 / サークル：アーカイブス（漫画会）・プリティ5（『!!』） / キャッチフレーズ：天使？悪魔？お坊ちゃま！（『！』）→みんなのかわいい桃李さま！（『!!』）
生徒会書記。尊大な口調で、わがままで子供っぽい面もあるが、相応の誇りを持っている。伏見弓弦とは、幼少の頃から屋敷住まいの使用人と主人の関係。実家は玩具企業を持っている金持ちだが、旧家の出身である同じクラスの朱桜司からは「成金」と呼ばれるなど、家自体の歴史は浅い。昔の『fine』に憧れ、学院への入学を決意した。一年前の『fine』のファンで、当時のメンバーを名前＋「さま」付けで呼ぶ。巴日和とは幼いころ、家同士のパーティーで会ったことがあるものの、日和には忘れられていた。渉には「姫君」と呼ばれ、アイドルとしての指導をつけられている。寂しがり屋な一面もあり、友達を作るのが苦手だった。紫之創とは衣装交換のレッスンをして以来仲良くなる。司とは幼いころから家ぐるみの付き合いがあり、顔を合わせるたびに仲良く口喧嘩をしている。生徒会の一員として働くうち、衣更真緒や蓮巳敬人とは漫画の貸し借りを行うようになる。氷鷹北斗と守沢千秋とはサガ計画でのユニット活動を通して仲良くなる。テニス部繋がりで、瀬名泉の遊木真に対する態度には引き気味だが、後輩として桃李を構う泉のことは嫌ってはいない様子。キングと名付けたゴールデン・レトリバーを飼っている。
『!!』では卒業した敬人の後任として副会長になっている。英智の仕事をサポートしており、サミットではスタプロの補佐役として出席することもある。クリスマスの事務所横断企画では、臨時ユニットの仲間たちとかけがえのない時間を過ごす。年末の『SS』本戦では、英智たちから大事なことを共有してもらえない自身の未熟さに悩んで倒れてしまうが、これから強く立派に成長して誇れる自分になることを改めて誓う。『SS』予選会における『指令』は、英智の権限により与えられていない。【MDM】後、実家から星奏館へ引っ越し、1階の部屋で伏見弓弦と同室になる。
事務所横断企画である『シャッフル企画』では、ES1年目は『Branco』（ブランコ）として藍良、宙、創と共に参加した。
伏見 弓弦（ふしみ ゆづる）
声 - 橋本晃太朗
演 - 野嵜豊（劇団番町ボーイズ☆）（第4弾まで）→ 渡邉駿輝（あんステフェスから第5弾まで）→ 飯山裕太（新シリーズ第1弾から）
身長：175cm / 体重：60kg / 誕生日：10月18日 / 血液型：A型 / 所属学年・クラス：夢ノ咲学院2-B（『！』）→3-A（『!!』） / 部活：弓道部 / サークル：ニキズキッチン・ES講座 敬人塾（『!!』） / キャッチフレーズ：毒舌召使い（『！』）→あなたのために尽くすアイドル （『!!』）
礼儀正しく、年下やクラスメイトに対しても物腰が低いが、秋の修学旅行ではクラスメイトとの間を縮め高校生らしい振る舞いをした。姫宮桃李の使用人であり、桃李の入学と同時に夢ノ咲学院に転入した（つまり、プレイヤーと同時期の転入）。桃李に対して慇懃無礼なところもあり、付き合いの長さゆえか雑に扱う面があるが、忠義は本物であり、桃李が他の誰かに危害を加えられている様子であればレッスン中でもすぐに割って入る。蓮巳敬人に役員ではないものの能力の高さを買われ、たびたび生徒会の雑務を手伝っている。主に掃除を好んで行っているが、日々樹渉に「その場を支配したいから」と分析をされ苛つく面も。絵と犬が苦手で、特に画力に関しては様々な人物から酷評を下されているが、高峯翠には逆に惚れこまれ「画伯」と呼ばれている。『Adam』の七種茨とはかつて民間軍事会社に所属していた際に知り合っており、師弟関係にある。昔は後ろの髪を長く伸ばして一つに結っていた。右目の下に泣きぼくろがある。
『!!』では天祥院英智の仕事をサポートしている。サミットでは必要に応じてスタプロの補佐役として出席することがある。副会長に昇任した桃李の後任として生徒会で書記を務めている。六月初旬、映画【桃源郷偶像拳】の撮影にて隠された演技の才能を発揮し、主演の遊木真と共にES映画事業の成功例を生み出した。年末の『SS』本戦にて桃李が『Eden』に誘拐された際は、桃李を大事に思うあまり、決して深刻な事態ではないと察しつつも暴走。何か知っていそうな茨を急襲してサブミッションをキメる。『SS』予選会における『指令』は、英智の権限により与えられていない。
星奏館では姫宮桃李と同室で、部屋は1階にある。
事務所横断企画である『シャッフル企画』では、ES1年目は『Flambé！』（フランベ）として燐音、友也、スバル、茨と共に、ES2年目は『M∀N∀』（マナ）としてニキ、零、斑、つむぎと共に参加した。
日々樹 渉（ひびき わたる）
声 - 江口拓也
演 - 安井一真（劇団番町ボーイズ☆）（あんステフェスまで） → 萩尾圭志（第5弾のみ）→ 安井一真（劇団『ドラマティカ』ACT1から）
身長：179cm（『！』）→180cm（『!!』） / 体重：63kg / 誕生日：2月21日 / 血液型：AB型 / 所属学年・クラス：夢ノ咲学院3-B（『！』） / 部活：演劇部（『！』） / サークル：劇団『ドラマティカ』・いきものクラブ（アニマルズ）（『!!』） / キャッチフレーズ：愛と驚きの変態仮面 （『！』）→愛と驚きの表現者（『!!』）
かつて『五奇人』と呼ばれ、今は『三奇人』と呼ばれるうちの一人。『三奇人』の中ではアマテラスに相当する。気まぐれでつかみどころがない性格。声帯模写、突然手品を披露する、鳩を出す、気球（アニメでは飛行船）を飛ばすなど、周囲を驚かせることを趣味にする。同じユニットである天祥院英智とは仲が良く、学生時代から現在まで交換ノートを続けている。自ら道化ぶる言動や仮面をつけていることから、演劇部の部員からは「変態仮面」と呼ばれることもある。演劇部部長で、渉の奇行の影響で現在の演劇部の部員は渉・氷鷹北斗・真白友也の3人だけ。2年時はソロで活動していたが、北斗を舞台に誘うこともあった。よく学院内で友也に女装などを強要して追い回している他、飼っている鳩を友也の元に飛ばすこともある。『Valkyrie』が活動を停止していた時期の仁兎なずなに友也を紹介し、『Ra*bits』結成の切っ掛けを作った人物。他人を滅多に名前で呼ばない（自ら「人の名前をあまり覚えたくない」と語っている）が、性格になぞらえた役割で呼ぶことは多い（執事さん（伏見弓弦）、右手のひと（蓮巳敬人）など）。自分を拾ってくれた両親や周囲に対し芸をして喜ばせていたものの、芸を磨きすぎて「高尚すぎて理解できない」と言われるようになってしまったという「笑い話」を涙と共に友也に対して語ったことがある。その際「この世から遠ざかろうとした自分を英智が必死にこの世に繋ぎ止めてくれた」と語った。現在は芸を覚えたら真っ先に英智に見せ、次に姫宮桃李・弓弦の反応を確認するという。口癖の「Amazing☆」は英智の考えたストーリーの登場人物「日々樹渉」のキャラ付けとして発していた。『fine』加入の前後で髪型を変えている。『五奇人』としての最後の舞台の日、北斗を同じ舞台に立たせたことについて、北斗は「革命の種を蒔く意図があったのではないか」と指摘している。そのうえで北斗から「主人公に相応しい実力と華があるにもかかわらず、英雄に倒される怪物になることを望む」理由を問われると、「自ら主役になるよりも主役と交歓したい」と返している。
『！』と『!!』を繋ぐストーリー（Link♪ここから始まるシンフォニア）にて英智に自分が大切にしている仮面を贈り、「あなたを愛しているから今後も一緒にいます」と発言し、それがアイドルを続ける理由でもあると表明した。『SS』予選会では一時的に記憶喪失の状態になり、五歳児のころの人格で友也と交流した。この際、友也に名前を教えられるまで自身が「日々樹渉」であることを忘れており、英智が唱えた「時よ止まれ、おまえは美しい」という呪文で記憶を全て取り戻した。なお、これはゲーテの「ファウスト」のセリフである。『SS』予選会において与えられた『指令』は「『ゲートキーパー』の命令には絶対服従しなければならない」。
星奏館では明星スバル・春川宙・三毛縞斑と同室で、部屋は1階にある。
事務所横断企画である『シャッフル企画』では、ES1年目は『Puffy☆Bunny』（パフィーバニー）としてひなた、忍、一彩、みかと共に参加した。
ES2年目に行われたオーディションTHUNDERBOLT CHALLENGE 4pieceでは【双鶏塔】に配属され、ナイスドリームユニット【PIKAPIKA】に選ばれる。
「S1」のうちの一つ。10月31日（ハロウィン）に行われる。転校生が企画した。七夕以上の規模になった。仮装することが参加条件で、観客もアイドルも何らかの仮装を求められる。当日はアイドルは早朝に準備し、日が暮れるまで学院内を歩いて観客と交流。日が落ちてから順番にステージでライブを行う。サイリウムはカボチャの形をしている。ウェブアンケートから投票も行えるが、公式の勝敗はつかない。校内で生徒が手作りしたお菓子なども入手できる。10月末日を含むため、本ゲームでは11月上旬のイベントとなる。担当ライターは日日日。

#### Trickstar（トリックスター）
『！』では、凝り固まった学院の体制に革命を起こすべく、「打倒生徒会」を掲げ立ち上がった新進気鋭のユニット。プレイヤーが最初に関わり、協力していくこととなる。 メインストーリー第一部の後は、年末の『SS』に向けて学院内外で研鑽を重ねる（第二部）。『！』のテーマカラーは赤と青、『!!』のテーマカラーはオレンジ。メンバーは全員同学年で、高校2年の間は毎日交代で転校生を家まで送っていく当番を作っていた。2018年8月のストーリープレゼンキャンペーンで1位になったユニットストーリーは「奇跡☆決勝戦のウインターライブ」。
『!!』では「スターメイカープロダクション」所属。『SS』出場ユニットとして知名度を上げ、それなりに稼いでいるが、自由にライブを行うためL$保持量ランキングでは中の下。【BIGBANG】ライブを主催し、L$を派手に使った。【MDM】では『ALKALOID』と共演しようとしたものの、資金難であったため『Knights』の誘いに乗る形になった。
氷鷹 北斗（ひだか ほくと）
声 - 細谷佳正（2017年5月まで）→前野智昭（2017年6月以降）、市ノ瀬加那（幼少期）
演 - 山本一慶
身長：172cm（『！』）→173cm（『!!』） / 体重：55kg（『！』、『!!』）→56kg （ES2年目）/ 誕生日：12月17日 / 血液型：A型 / 所属学年・クラス：夢ノ咲学院2-A（『！』）→3-A（『!!』） / 部活：演劇部 / サークル：劇団『ドラマティカ』・クラフトモンスター（『!!』） / キャッチフレーズ：クールな瞳に秘めたるパッション（『!』）→情熱の流し目王子（『!!』）
『Trickstar』のリーダー。努力家、完璧主義な性格だが、時折天然ボケな一面も見せる。冷静沈着に見えるが思い込んだら一直線で、売られた喧嘩はまず買うし、挑発にもすぐに乗る。四角四面な性格だが、メインストーリー第一部での特訓を通じて漫才スキルを身につける。演劇部員でかつて『五奇人』（現・『三奇人』）であった日々樹渉と旧『fine』の戦いにおいて、渉の味方側として同じ舞台に立っていた。演劇部入部時に自己が強すぎて演劇に向いていないことを指摘されているものの、数を重ねるうちに「王子さま」役だけはこなせるようになった。『Trickstar』のメンバーを集め、学院の革命を目指したきっかけの人物。追憶の時期に旧『fine』に敗れ、『！』第一部にて『Trickstar』を解散させられそうになった経験から、天祥院英智を信頼していない。『！』のストーリーにおいて常に『Trickstar』に勝利をもたらす転校生のことを「勝利の女神」として頼りにしている。 父は現役最後のスーパーアイドル・氷鷹誠矢（後述）で、母も現役の大女優。幼い頃から両親の存在を意識しアイドルとしてのレッスンを受けていた。幼少期を祖父母の家で過ごしたため、おばあちゃんっ子。祖母の影響で和菓子が好きで、金平糖を持ち歩いている他、祖母の言葉を素直に受け入れる一面もある。両親が幼少期から家に芸能人を招待しているため、元アイドルである担任教師・佐賀美陣に対しては親戚のおじさんのような扱い。両親からは「ほっちゃん」と呼ばれているが、特に父親へのあたりは強い。
『!!』では頻繁にライブを行い、ライブの誘いがあれば積極的に受けている。『Crazy:B』の【アイドルロワイヤル】や『ALKALOID』の【MDM】でもいち早く共演の意思表示をしたが、諸事情により叶わなかった。『SS』予選会では、とある事情から敵に回った『ALKALOID』によって窮地に立たされたにもかかわらず、【MDM】であまり力になれなかったことのお詫びとして『ALKALOID』の手助けをする。
事務所横断企画である『シャッフル企画』では、ES1年目は『月都スペクタクル』として日和、巽、奏汰、嵐と共に、ES2年目は『EVIL NUM+』（イービルナンバー）として夏目、ひなた、創、凛月と共に参加した。
星奏館では紫之創・蓮巳敬人と同室で、部屋は3階にある。『SS』予選会において、シード権を得ているため『指令』は与えられなかったが、「決して運営側に逆らってはならない」という『裏指令』を与えられる。『裏指令』に逆らった場合の罰則は「大事なものを奪う」。
明星 スバル（あけほし すばる）
声 - 柿原徹也、貫井柚佳（幼少期・アニメ版）、戸松遥（幼少期・ゲーム版）
演 - 小澤廉（第7弾まで） → 竹中凌平（新シリーズ第1弾から）
身長：170cm（『!』）→171cm（『!!』） →172cm（ES2年目）/ 体重：55kg（『！』、『!!』）→56kg（ES2年目） / 誕生日：6月22日 / 血液型：O型 / 所属学年・クラス：夢ノ咲学院2-A（『！』）→3-A（『!!』） / 部活：バスケ部 / サークル：いきものクラブ（アニマルズ）・スポーツサバイバー（『!!』） / キャッチフレーズ：キラキラ笑顔の一等星（『！』）→キラキラ輝く一番星☆（『!!』）
漫画版の主人公。明るくムードメーカーな性格。行動的な面もあり、たびたびユニットのメンバーとの衝突を引き起こすが、彼の行動が『Trickstar』をユニットとして存続させた。小銭などキラキラした物が好き。主に同級生や後輩に特異なあだ名をつける癖があるが、1年時から仲のいい逆先夏目のことはなぜか「夏目」と呼び捨てで呼んでいる。後輩の紫之創と親交があり、お互いの最初のファン。バスケ部繋がりで守沢千秋とも仲良しで、彼を最初に「ヒーロー」と呼んだ人物。留年したため同学年である朔間凛月を「凛月先輩」と呼ぶ。天才肌だが、その才能ゆえに1年時はクラスで浮いており、誰かと仲良くアイドル活動をすることを望んでいた。自分の持つ才能のことを「余分な臓器のようなもの」と語る。後輩に対し父や兄のように接する千秋は、スバルの描く父親像に影響を与えている。根っからの天才肌であるため、努力できない/する気がない/努力の仕方が分からない相手とは相性が悪い。3月に天祥院英智から「夢ノ咲学院のトップアイドル」の肩書きを譲り受ける。『！』メインストーリー第一部では転校生と共に主人公ポジション。『！』メインストーリー第二部で、芸能人だった父親についての詳細が判明する。名前の由来は父親が好きだった星の名前で、髪型は父の真似。アイドルを目指す理由も、父親のようになりたかったから。母親思いで、1年時は家にお金を納めるために割の良いソロでの活動を選び、『Trickstar』になってからもライブの準備を行う際、他のメンバーが学院に泊まり込むような場面であってもできるだけ家に帰っている。大吉と名付けた柴犬を飼っている。
『!!』ではESの紹介の仕事を英智から個人的に請け負う。ファンの顔はだいたい覚えている様子で、『SS』で観客席にいた天城一彩のことも認識していた。『SS』以降、過保護なファンが増えたらしい。春ごろにスバルの自主トレの様子を見た衣更真緒は心中で、独りでいるときのスバルは怖いくらい神々しいと評している。メインストーリー第一部では「アイドルとは、何だ？」と問いかけた一彩に対し、スバルなりの答えを返したうえで、一彩に自分でも考えるよう促した。
事務所横断企画である『シャッフル企画』では、ES1年目は『Flambé！』（フランベ）として燐音、友也、弓弦、茨と共に参加した。
星奏館では日々樹渉・春川宙・三毛縞斑と同室で、部屋は1階にある。『SS』予選会における『指令』は、シード権を得ているため与えられていない。
遊木 真（ゆうき まこと）
声 - 森久保祥太郎、南央美（幼少期）
演 - 松村泰一郎
身長：173cm（『！』）→174cm（『!!』） / 体重：58kg / 誕生日：4月30日 / 血液型：O型 / 所属学年・クラス：夢ノ咲学院2-A（『！』）→3-A（『!!』） / 部活：テニス部 / サークル：クラフトモンスター・神秘部（『!!』） / キャッチフレーズ：トークも眼鏡もダテじゃない?!（『！』）→レンズ越しは僕の世界♪（『!!』）
ユニット内では明るいひょうきんなキャラクターを演じているが、実は冷静沈着で客観的に周囲を見ることが出来る性格。放送委員であるため電子機器の扱いに慣れており、ユニットに必要な情報を収集し、解析、傾向と対策を練るポジションを果たす場面も多い。ゲーマーで、ゲーム研究部の二人と親交があり、ゲーム研究部で開発したゲームのテストプレイなども参加している。ユニット内ではボケ・いじられ担当だったが、北斗が漫才スキルを伸ばしているため、ボケ担当の地位が危ぶまれている。高一の頃は成績優秀だったが高二では何故か学業不振で、スバルとセットで「アホコンビ」を自称することもある。同学年の大神晃牙に一時期レッスンの師事を受けていた。  キッズモデル出身で、モデル活動は休止中だった。カメラにトラウマがあったが、『Trickstar』の活動を通して克服していく。瀬名泉とはモデルの頃から先輩後輩の関係だが、同じくモデル経験者である鳴上嵐とは学院に入るまで面識がなかった（後述）。春の時点では泉の距離の近さに戸惑うが、秋から冬にかけて落ち着いて対処するようになる。幼い頃から芸能活動を行っていたため、他者の望むように振る舞う能力に長けており、その延長上として演技力に長けている（「軌跡★電撃戦のオータムライブ」「スカウト！胡蝶の夢」）。モデルとしての容姿の良さは学外でも認められている。
『!!』ではモデル活動を再開している。また、ESの情報部の部長も務めている。六月初旬には、映画【桃源郷偶像拳】の主演に抜擢される。撮影中、キッズモデル業界において神童と呼ばれた自分のモデルとしての実力を自覚すると、モデルの経験を活かした演技によってES映画事業の成功例の創出に貢献した。九月中旬にも映画【真夜中のBUTLERS】のオーディションを通過し、主役を演じ切る。その撮影中、あるワンシーンでの泉のアドリブに（その台詞は、まさしくマタンが言いたかった言葉だよね）と“マタン”（泉）の思いにひとりの役者として、後輩として応えた。
事務所横断企画である『シャッフル企画』では、ES1年目は『XXVeil』（ヴェール）として泉、HiMERU、なずな、颯馬と共に参加した。
星奏館では守沢千秋・乙狩アドニスと同室で、部屋は2階にある。『SS』予選会における『指令』は、シード権を得ているため与えられていない。鳴上嵐とは幼少期に出会っており、夜のデパートで言葉を交していたものの時間が経ち忘れてしまっていた。逮捕されていたらしい父親も元モデルであり、父親のことはユニットメンバーにも話していないとのこと。『遊木』の姓は母親のもの（「スカウト！PORTRAIT」）。
衣更 真緒（いさら まお）
声 - 梶裕貴、井上麻里奈（幼少期）
演 - 谷水力
身長：169cm（『！』、『!!』）→171cm（ES2年目） / 体重：54kg（『！』、『!!』）→55kg（ES2年目） / 誕生日：3月16日 / 血液型：O型 / 所属学年・クラス：夢ノ咲学院2-B（『！』）→3-A（『!!』） / 部活：バスケ部 / サークル：アーカイブス（漫画会）・バンド『BB』（『!!』） / キャッチフレーズ：厄災まといし天才肌（『！』）→みんなと face to face!（『!!』）
世話焼きでしっかり者の性格が災いし、厄介ごとに巻き込まれることも多い。生徒会の会計でありながら、生徒会を倒すために結成された『Trickstar』に所属している。天才肌ではない努力家の人間。乱凪砂から「自分が星だと勘違いした懐中電灯」と評された際は思い悩むも、「努力によって懐中電灯では本来ありえない熱量を大爆発させて、『Trickstar』の仲間たちと同じ星になる」ことを決意し吹っ切れる。ただし、「懐中電灯」というワード自体はその後もかなり引きずっている様子が見受けられる。明星スバルからは「何でもできる魔法使い」と捉えられ、強く信頼されている。忍者同好会設立時に力を貸したため、仙石忍に慕われている。クラスメイトの朔間凛月とは家が近所で、幼なじみの間柄。先端恐怖症だが克服しようと努力している（なお、先端恐怖症になったのは幼いころに凛月が真緒を遠ざけようと噛みついてきたのが原因）。凛月が朔間零を遠ざけていたため、学院に入学するまで凛月に兄がいることを知らなかったが、真緒を生徒会に勧誘したのは零。バスケ部副部長。少年漫画が好きで姫宮桃李に貸す場面もある。妹が反抗期らしく、学院に泊まり掛けでレッスンした後は部屋が妹に占領されているらしい。ユニット内では他3人の漫才をあきれつつ見守るが、基本的にツッコミに徹している。英智の卒業にあたり、次期生徒会長に任命される。また、守沢千秋の卒業によりバスケ部の部長に就任する。
『!!』では、周りのひとを笑顔にできるような生徒会長になることを目指している。春ごろには、スバルの抱える漠然とした負の感情を読み解き、『Trickstar』が自分たちらしさを曲げずに全力で輝ける企画【BIGBANG】の実現に貢献した。
事務所横断企画である『シャッフル企画』では、ES1年目は『Ring.A.Bell』（リングアベル）として翠、敬人、レオ、英智と共に参加した。
星奏館では斎宮宗・鬼龍紅郎・瀬名泉と同室で、部屋は3階にある。『SS』予選会における『指令』は、シード権を得ているため与えられていない。
ES2年目に行われたオーディションTHUNDERBOLT CHALLENGE 4pieceでは【王子城】に配属され、ナイスドリームユニット【MODE/D】に選ばれる。

#### 流星隊（りゅうせいたい）
戦隊ヒーローをモチーフにしたユニット。AV室を拠点にしている。伝統のあるユニットで、代替わりして何代も続いている。学院最古の歴史を誇る強豪ユニットであり、学院で最初にできたユニットとも伝えられる。現在はアイドルとしての活動だけでなく、「正義の味方」としてのボランティア活動も行っている。メンバーそれぞれにテーマカラーがあり、リーダーが代々レッドを受け継ぐ（赤色以外の色は固定されていない）。お祭りやテーマパークの仕事を依頼された際は、ライブ以外にも屋台を出す。かつて三毛縞斑が「流星パープル」として所属していた。また、教師かつOBである佐賀美陣は在学中「流星レインボー」を名乗ったことがある。2018年8月のストーリープレゼンキャンペーンで1位になったユニットストーリーは「バトンタッチ！涙と絆の返礼祭」。メンバーそれぞれに「〇い炎（グリーンのみ『緑の炎』）は〇〇の証！（自分の色にちなむ一言）！　流星〇〇、（名前）！」という口上が存在する。
『!!』では「スターメイカープロダクション」所属。春から九月中旬までは『流星隊M』と『流星隊N』に分かれており、『流星隊M』が守沢千秋をレッドとするES所属のユニット、『流星隊N』は南雲鉄虎をレッドとする夢ノ咲学院のユニットだった。『流星隊N』は多く新人を抱え込んでおり、流星隊Mの二軍扱いを受けていた。
九月中旬以降は、事務所からの指示によって『流星隊M』と『流星隊N』が統合され、『流星隊M』の五人を正式なメンバーとした『流星隊』が再構築される。『流星隊N』の新人たちは、『流星隊』の子会社のような新設ユニットに振り分けられた。
守沢 千秋（もりさわ ちあき）
声 - 帆世雄一
演 - 佐伯亮
身長：175cm / 体重：60kg（『！』、『!!』）→61kg（ES2年目） / 誕生日：9月18日 / 血液型：O型 / 所属学年・クラス：夢ノ咲学院3-A（『！』） / 部活：バスケ部（『！』） / サークル：スポーツサバイバー・武道家『心』（『!!』） / キャッチフレーズ：正義を背負う灼熱の戦士！（『！』）→笑顔を守る、情熱ヒーロー！（『!!』）
『流星隊』リーダーにして、流星レッド。バスケ部部長。猪突猛進で誰にでも分け隔てなく接するが、スキンシップが過剰な面がある。子供の頃からヒーローに憧れており、特撮番組を好む。特撮グッズも集めている。在学中に流星レインボーを名乗っていたことがあり、特撮番組に出演したこともある佐賀美陣を慕っている。アイドル活動以外に、スタントマンとしてのアルバイトもしている。かつては翠のような性格で、2年時は眼鏡をかけて地味な服装をしていた。バレンタインデーのチョコレートは母親からしかもらったことがなかったらしい。料理に関しては、材料を計量せず、湯煎すらまともにできないというレベル。前年度から『流星隊』に所属し続ける唯一のメンバーで、天祥院英智の革命の中、どんな環境であっても「正義の味方」として振る舞い続けた。『流星隊』のリーダーとして気負いすぎる場面もあり、生来の病弱な体質やスタントマンのアルバイトも相まって保健室の常連でもある。英智とは幼いころに病院で仲良くなった。後輩に対しては「父や兄のように慕って欲しい」と宣言している。『流星隊』が腐敗していた昨年度に一度スバルを流星隊に勧誘しており、「（三毛縞）斑や千秋の代で流星隊を立て直し、まだスバルが自分の入るユニットを見つけられなかったら、もう一度スバルを流星隊に誘う」という約束をした。【DDD】で『Trickstar』が解散の危機に陥った際に約束を守ってスバルを流星隊に勧誘し、断られると笑ってスバルの背中を押した。自他共に認める努力家。茄子とお化けが苦手。プライベートでは眼鏡をかけることもある。
『!!』では『流星隊』以外の仕事も多くこなしており、特撮系のアイドルとして女性ファンも増やしている。関係者に酒の席に誘われることもあるが、未成年であるため極力断っている。夏休み明けの【モーターショウ】では『流星隊N』の後輩達を密かに見守ろうと偶然を装って会場に行き、普通にバレた。『流星隊N』がメインのステージでは赤以外の色を身につけるが、あまり似合っていない。
事務所横断企画である『シャッフル企画』では、ES1年目は『√AtoZ』（ルートエートゥジー）として薫、夏目、ニキ、光と共に参加した。
星奏館では遊木真・乙狩アドニスと同室で、部屋は2階にある。『SS』予選会において与えられた『指令』は「定期的に一定時間、流星隊の元から離れなければならない」、『裏指令』は「三毛縞一族の人間に助けを求めてはならない（一族から勘当されていると主張する長男・斑についても同様である）」、『裏指令』に逆らった場合の罰則は「流星隊に所属したことがあるすべてのアイドルの、ESからの除籍（追放）」。
ES2年目に行われたオーディションTHUNDERBOLT CHALLENGE 4pieceでは【美食街】に配属され、ナイスドリームユニット【MODE/D】に選ばれる。
南雲 鉄虎（なぐも てとら）
声 - 中島ヨシキ
演 - 小西成弥（第6弾まで） → 中西智也（第8弾から）
身長：168cm（『！』）→170cm（『!!』）→172cm（ES2年目） / 体重：55kg（『！』、『!!』）→57kg（ES2年目） / 誕生日：6月15日 / 血液型：A型 / 所属学年・クラス：夢ノ咲学院1-A（『！』）→2-A（『!!』） / 部活：空手部 / サークル： 武道家『心』・ES講座 茨塾（『!!』） / キャッチフレーズ：燃え上がるは不屈の黒い炎（『！』）→拳に込めたアイアンハート！（『!!』）
流星ブラック。真面目で一生懸命な性格。空手部部長の鬼龍紅郎を「大将」と呼び慕っている。元々は『紅月』に入ろうとしていたが、オーディションに通らなかった（蓮巳敬人が生徒会の暗部である『紅月』に新入生を入れるつもりがなかった）ため、守沢千秋の誘いを受けて『流星隊』に加入した。『流星隊』1年3人の中では最もアイドルとしての活動に積極的であり、流星隊の口上も一番に名乗りを上げることが多い。料理の腕に関しては、調理をすると火柱が立ち、オーブンを使うと爆発するなど壊滅的に悪い。しかし、本人は火を使うことを好んでいる他、料理を「趣味」としている。「男のなかの男」になることを目指した結果、鳴上嵐に女装させられたことがある。【龍王戦】を空手部の伝統と信じており、春に行われた【龍王戦】の司会を務める。返礼祭では次代「流星レッド」に指名されるが、自身は「流星ブラック」としてステージに立った。 『!!』で『流星隊N』のレッドとなり、空手部の部長に就任する。自身が所属ユニットを選ぶ際に苦労した経験から『流星隊N』の入隊試験をかなり緩くした結果、多数の新入隊員が加入したり、加入したものの辞める新人が出たりした。『流星隊N』のレッドとしてネガティブになることもあるが、深海奏汰は「自分の弱さを隠さない点は、千秋より立派」と評し、「じまんのあとつぎむすこ」と言っている。
『!!』では千秋の影響を受け、戦隊ものに詳しくなっている。忍者同好会における礼瀬マヨイの態度を不審に思っているものの、仙石忍が楽しそうなので声をかけるにとどめている。ヒーローであろうとする流星隊の姿勢に泥を塗った天城燐音に怒り、『紅月』と共に『流星隊N』として【アイドルロワイヤル】に乗り込んだ。『SS』本戦では、（九月中旬の『流星隊』の再構築を受けて）英智から「負けてボロボロになってからの大逆転に期待している」と激励されると、「言われるまでもない」と返した。
事務所横断企画である『シャッフル企画』では、ES1年目は『舞闘会』（ぶとうかい）として紅郎、斑、アドニス、ジュンと共に参加した。
星奏館ではHiMERU・鳴上嵐と同室で、部屋は1階にある。『SS』予選会において与えられた『指令』は「暴力をふるってはならない」。
高峯 翠（たかみね みどり）
声 - 渡辺拓海
演 - 村川翔一（あんステフェスまで） → 一ノ瀬竜（第6弾のみ） → 松井勇歩（劇団Patch）（第8弾から）
身長：178cm（『！』）→179cm（『!!』） / 体重：64kg （『！』、『!!』）→63kg（ES2年目）/ 誕生日：8月29日 / 血液型：O型 / 所属学年・クラス：夢ノ咲学院1-A（『！』）→2-A（『!!』） / 部活：バスケ部 / サークル： アーカイブス（漫画会）・ガーデニア（『!!』） / キャッチフレーズ：できるなら、小柄に生まれたかった…（『！』）→すくすく育つ憂鬱グリーン（『!!』）
流星グリーン。特に望んでもいないのに長身で顔がいいこと、入学試験の際に間違えてアイドル科を受験してしまったこと、間違えて入ったのに守沢千秋に目をかけられ、強豪ユニット『流星隊』に所属していること、自分からアイドル活動をやめる気にもなれないことなどに罪悪感を抱いており、アイドル活動に関してはあまり前向きではない。ゆるキャラをこよなく愛している。ちまちました作業が好き。実家は八百屋で、学院に野菜を納入している。伏見弓弦の絵のファンで、彼のことを「（伏見）画伯」と呼んでいる。千秋に非常に構われており、そのことを苦々しく思っているが、感謝もしている。中学までは女子にモテていた様子。流星隊では貴重な料理が普通にできる常識人。『流星隊』の決めゼリフは恥ずかしがって毎回即興でごまかしていたが、返礼祭で流星グリーンの正しい口上が明らかになった。 『!!』ではESビルの社員食堂にも野菜を納入するようになる。『流星隊N』の一番の稼ぎ頭であり、雑誌の巻頭グラビアを単独で飾るなど、モデルのような仕事が来ているが、本人は服に関心がなく戸惑っている。苺狩りの仕事で大富豪の子女が翠に一目惚れし、着せ替え感覚で仕事をたくさん回しているらしい。流星グリーンの正しい口上を口にするようになっている。
事務所横断企画である『シャッフル企画』では、ES1年目は『Ring.A.Bell』（リングアベル）として真緒、敬人、レオ、英智と共に参加した。
星奏館では七種茨・天満光・青葉つむぎと同室で、部屋は2階にある。『SS』予選会において与えられた『指令』は「ゆるキャラに触ってはならない」。
仙石 忍（せんごく しのぶ）
声 - 新田杏樹
演 - 深澤大河
身長：159cm（『！』）→160cm（『!!』）→161cm（ES2年目） / 体重：50kg / 誕生日：6月9日 / 血液型：AB型 / 所属学年・クラス：夢ノ咲学院1-B（『！』）→2-A（『!!』） / 部活：忍者同好会 / サークル：いきものクラブ（オーシャンズ）・あそび部（『!!』） / キャッチフレーズ：今日もニンニン（『！』）→任務遂行、忍者アイドル！（『!!』）
流星イエロー。人見知りだが、根は明るい。忍者に憧れており、自ら忍者同好会を設立し、日々忍者修行に明け暮れている。それに伴い、一人称が「拙者」、口調も「〜でござる」など忍者口調だが、神崎颯馬とは違いカタカナ語に詰まる様子はない。焦ると素の口調になる。忍者が好きすぎて中学までは周囲から浮いていた。忍者同好会設立の際に面倒を見てもらったことがあり、真緒に懐いている。忍者修行の一環として蛙を2匹飼っている（名前はモモッチ、サンダー）。学院中の抜け道に詳しく、放送委員会や『流星隊』のために諜報活動を行うこともある情報通。『流星隊』1年生で何かトラブルがあると、適切な上級生に助けを求めに行く役回りになる。和の文化つながりで颯馬と親交があるほか、衣装交換のレッスンを受けたことのあるクラスメイトの葵ゆうたと仲が良い。料理に関しては兵糧丸なら作れる。 『!!』では生徒会長となった衣更真緒の後任として生徒会の会計に就任する。夏ごろに忍者同好会が活動停止の危機に瀕した際は、『流星隊』全員で忍者同好会の宣伝ライブを考案し、忍はセンターとして誰よりもかっこいいアクションを披露した。ライブの甲斐あって獲得した新入部員・礼瀬マヨイから「お頭」と呼ばれ、忍者同好会のメンバーが増えたことを純粋に喜んでいる。南雲鉄虎や高峯翠のネガティブな愚痴やマヨイの奇行を笑顔で受け入れる器の広さを持つ。
事務所横断企画である『シャッフル企画』では、ES1年目は『Puffy☆Bunny』（パフィーバニー）として渉、ひなた、一彩、みかと共に参加した。
星奏館では神崎颯馬・朱桜司と同室で、部屋は3階にある。『SS』予選会において与えられた『指令』は「舞台上で『ござる』などの忍者言葉を使用してはならない」。
深海 奏汰（しんかい かなた）
声 - 西山宏太朗、名塚佳織（幼少期）
演 - 石井祐輝（第2弾のみ）→堀海登（Candy Boy）（第4弾から第6弾まで）→井澤巧麻（第8弾から）
身長：176cm / 体重：60kg / 誕生日：8月30日 / 血液型：B型 / 所属学年・クラス：夢ノ咲学院3-B（『！』） / 部活：海洋生物部（『！』） / サークル：いきものクラブ（オーシャンズ）・神秘部（『!!』） / キャッチフレーズ：大海に浮かぶ深海魚☆（『！』）→ぷかぷか見守る海の使者（『!!』）
『三奇人』及び元『五奇人』の一人にして、流星ブルー。おっとりしたマイペースな性格。学院の敷地内の噴水でよく水浴びをしている。海が好きだが、カナヅチの為、泳ぐことができない。発言およびカード名は基本的に全て平仮名で表記される（ただし、全てのキャラに設定されている一部の恒常カードとキャンペーンカードにはそれ以外の文字が使われている場合もある。また、守沢千秋に教わった「ヒーロー」だけは片仮名で言える）。『UNDEAD』の羽風薫と仲良し。海洋生物部部長で、部室で深海魚を飼っている。海に関連するものが（飼育・飲食・微生物などを問わず）好き。海の近くで歌うと海の生き物が寄ってくる。千秋とは学院に入ってから親交を深め、様々な物事を教わった。実家が寺である蓮巳敬人と仲が悪い（本人曰く「あそこの『おてら』とはむかしから『いんねん』がある」）。実家の事情が複雑で、親しい人に「家のことは忘れて欲しい」と願う場面もある。『流星隊』には「家庭の事情を詮索しない」という条件で加入した。基本的におっとりしているが、行動や発言が時々不穏なことがある。 代々「悪いもの」を鎮める「神さま」を排出する家の出で、奏汰も幼いころから「神さま」として育てられていた。他者の願いを叶えることだけを教えられ、学院入学後も奏汰に願いを言うと願いが叶うと有名になり（実際は周囲の信奉者が動いていた）、本人が意図しないうちに信者が膨れ上がっていた。2年時に生徒会に問題視され、「海神戦」と名付けられたドリフェスで『紅月』に『五奇人』として討伐されることで、神様を辞めてヒーローになった。三毛縞斑の家は奏汰の信者の家系で、斑は奏汰を家から逃がそうとしたことがある。神崎家も奏汰の家の関係者で、神崎颯馬は無意識に奏汰を尊重しがちだった。敬人を嫌うのは「海神戦」が理由。アイドル科に入った理由は、幼い頃斑が持ち込んだ雑誌に載っていたアイドルが、「かみさま」と似ているように感じたから。天祥院英智の定めた『三奇人』の中ではスサノオに対応する。
『!!』では、実家は水族館を経営している。春から夏にかけては家庭の方でごたついているため、アイドル活動にはあまり参加できていないものの、必要であれば参加する。【MDM】のころには信者を自分の意志で動員できるほどに実家と和解している。『SS』予選会では、「神さま」としてではなく「『たすけ』をもとめるひとを『みごろしにできない』ヒーロー」として神事を執り行う。
事務所横断企画である『シャッフル企画』では、ES1年目は『月都スペクタクル』として日和、巽、北斗、嵐と共に参加した。
星奏館では巴日和・天城燐音と同室で、部屋は3階、部屋番号はスチルから「303」と判明。『SS』予選会において与えられた『指令』は「ユニットの方向性を決めなければならない」。

#### ALKALOID（アルカロイド）
『!!』から登場した。スタプロの「劣等生」のユニット。天城一彩が率いる、四人組のエッジの利いた音楽隊ユニット。トランプのスートがモチーフで、メンバー4人がそれぞれのスートを担当している。「劣等生」の集まりで、八月末の【MDM】に向けて七月中旬に結成された。結成直後に星奏館の旧館で共同生活を送ることになり、また部屋代や衣装代・楽曲代を借金として背負い込むことになるも、周囲に助けられて困難を乗り越えていく。2019年11月9日に発表され、2020年3月15日に『!!』リリースと共に実装された。テーマカラーはターコイズ。『!!』のメインストーリー第一部は彼らを中心に進行する。
天城 一彩（あまぎ ひいろ）
声 - 梶原岳人、伊瀬茉莉也（幼少期）
身長：174cm / 体重：57kg / 誕生日：1月4日 / 血液型：A型 / 所属学年・クラス：夢ノ咲学院2-B / サークル：武道家『心』・ES講座 敬人塾 / キャッチフレーズ：大空切り裂く真っ赤なツバメ
モチーフスートはスペード。『ALKALOID』のリーダーで、『Crazy:B』のリーダー・天城燐音の弟。前向きで純情、情熱的な性格。田舎の出身で、武道の経験がある（燐音曰く、一彩を倒すには十五人必要）。人の気配に敏感。「アイドルを滅ぼす」と口にするも、アイドルとは何なのかをよく理解していない。ストーリー内で燐音から「故郷から追放する」と命令されて以降、自分の頭で物事を考えるようになり、『ALKALOID』の君主（リーダー）としての意識を育んでいく。 日本国内の君主制が残る地域の出身で、君主の息子として生まれた。『!!』の前年末、父が病に倒れ、後継者としての教育を受けている燐音を故郷に連れ戻すために都会に来た。「アイドル」が兄を惑わせていると感じており、兄を連れ戻すためにアイドルを滅ぼそうとしていた。社会にとって正しい事を善であると信じている節があり、弟は兄に絶対服従するよう教育されていた。教育は両親や師匠から受けており、学校生活を異世界のもののように感じている。運動神経に優れ、ダンサーとしての才能を持っている。故郷では天照大神拳という武道の実力者。世間知らずのわりに学業成績は非常に優秀。『SS』予選会では、独りで何もかも抱えこむ巽に【MDM】の時期の兄を重ね、以前自分にそうしてくれたように巽に寄り添いたいと告げる。巽からは「（一彩の真っ直ぐさは）昔の自分に似ている」と言われ、それを光栄に思った。【MDM】後は星奏館本館に引っ越し、2階の部屋で葵ひなた・椎名ニキと同室になる。
2019年12月に放送されたアニメ版あんさんぶるスターズ最終話にて観客席でSSを観覧している描写が存在しており、現行の『!!』からの登場人物としては唯一アニメ登場経験を持つ。
事務所横断企画である『シャッフル企画』では、ES1年目は『Puffy☆Bunny』（パフィーバニー）として渉、ひなた、忍、みかと共に参加した。
『SS』予選会において与えられた『指令』は「故郷の人間（天城燐音も含む）と連絡を取ってはならない」、『裏指令』は「『SS』の予選会で5位以内に入る」、『裏指令』に逆らった場合の罰則は「故郷を潰す」。
ES2年目に行われたオーディションTHUNDERBOLT CHALLENGE 4pieceでは【双鶏塔】に配属され、ナイスドリームユニット【TearS】に選ばれる。
白鳥 藍良（しらとり あいら）
声 - 天﨑滉平
身長：167cm / 体重：53kg / 誕生日：11月27日 / 血液型：B型 / 所属学年・クラス：夢ノ咲学院1-A / サークル：プリティ5・ES講座 敬人塾 / キャッチフレーズ：トゲあるラブリー
モチーフスートはハート。仏日ハーフの母を持つクォーター。明るい色の髪と緑の瞳を持つ社交的な少年。アイドルオタクで、アイドルについて無知な一彩に出会った人物を解説したり、ツッコミをしたりするほか、電子機器に疎い一彩・巽に対して操作を教えたりと世話を焼く一面もある。チョコレートが好物。初対面のアイドルに出会うと、感動して嬉しそうな表情のまま口を閉ざしたり、当人の前で口に出し握手をねだったりする。また、何かしら好ましい存在や出来事に直面してテンションが上がると「ラブい」と言う癖がある。夢ノ咲学院ではESでアイドル活動をしていれば「登校した」と見なされるため、あまり学院に通っていない。アイドルグッズを「お宝」として寮室に持ち込み、一彩が手を出すと激しくキレた。ラブスワンという名前で「アイドルハイジャック」というラジオにお便りを送っていた。スバルの父親の大ファン。勉強が苦手のようで、一彩に因数分解を教えられた際に怒り、ケチャップをボトル一本丸ごと浴びせた。駆け出しのアイドルとして、ファンとの交流を重視している。こはくとはかつてインターネットを通じて交友していた。クリスマスの事務所横断企画では、大好きな先輩アイドルたちにただ憧れるだけの存在から脱却し、臨時ユニットのメンバーと「本当の仲間」になることができた。その事務所横断企画である『シャッフル企画』では、ES1年目は『Branco』（ブランコ）として桃李、宙、創と共に参加した。イベント【幻影飛行船】でゲーム内の瀬名泉をイズくんと呼んだ。【MDM】後は星奏館本館に引っ越し、3階の部屋で天祥院英智・朔間零と同室になる。また、学院に戻り、バスケットボール部に入部している。
『SS』予選会において与えられた『指令』は「体重を一定値に維持しなければならない」。
礼瀬 マヨイ（あやせ まよい）
声 - 重松千晴
身長：174cm / 体重：55kg （『!!』）→54kg（ES2年目）/ 誕生日：6月6日 / 血液型：O型 / 所属学年・クラス：夢ノ咲学院3-B / サークル：スイーツ会・お泊まりレジャー隊 / キャッチフレーズ：アナタとオカルティックナイト
モチーフスートはクローバー。自らを怪しいと称する臆病で卑屈な性格。後ろ髪をお下げに結っている。ESビルの隠し通路に詳しい。天井裏を移動することもある。地下の住人を自称し、「吸血鬼一族の『朔間』」の話がトラウマになっている。幼少期に遺伝的な死病を患っており、自宅通学や通信教育で知識を身に付けた。夢ノ咲学院に在籍しているが、登校したことは一度もない。一昔前の月永レオの曲のファン。夢ノ咲学院やESで七不思議のように囁かれる『怪人』の正体で、夜になると、夢中でレッスンしている者の元に訪れ、姿は見せずアドバイスだけを残して去って行っていた。愛した人とは絶対結ばれない呪いにかかっているらしい。『怪人』であるがゆえに、聖職者の巽のことは当初「清らかすぎて怖い」と思っていたが、『ALKALOID』の仲間として絆を育むうちに「頼もしくて格好良い」と思うようになる。忍者同好会所属で、気配を悟らせることなく忍をストーキングすることも可能。小さなものや愛らしいものが好きで、自分の好みの人物を見ると不穏なことを口走る。『五奇人』に思うところがある様子。【MDM】後は星奏館本館に引っ越し、1階の部屋で真白友也と同室になる。
事務所横断企画である『シャッフル企画』では、ES1年目は『La Mort』（ラ モール）として零、凛月、こはく、凪砂と共に参加した。
『SS』予選会において与えられた『指令』は「『ALKALOID』が正式に引き受けた、すべての仕事に参加しなければならない（たとえ体調不良でも）」。
風早 巽（かぜはや たつみ）
声 - 中澤まさとも
身長：177cm / 体重：58kg / 誕生日：12月28日 / 血液型：A型 / 所属学年・クラス：玲明学園3-B / サークル：ティーパーティ（フレイヴァー）・ガーデニア / キャッチフレーズ：遅咲きのニューホープ
モチーフスートはダイヤ。実家は名義上神社だが教会。かつてソロアイドルとして活躍していたが長期の療養に伴い活動を休止しており、『ALKALOID』結成時はアイドルに復帰したばかりだった。療養のために高校を1年留年している。足に持病を抱えている。運転免許を持っているが運転はかなり荒いようで、『ALKALOID』の面々を車に乗せて半日海岸線沿いを暴走したことがある（通称:昇天ドライブ）。元はコズプロに所属し、ソロで活躍。実績を上げながらも特待生の座を固辞し、一般生に自分が仕事で得た利益を分配したため、『玲明学園の革命児』『聖人』と呼ばれていた。しかし巽を旗印にした制度改革の末、特待生が独占していた仕事を出来の悪い一般生が行うようになると、彼らが失敗を重ねることでコズプロの評判は急落。期待していた幸福が得られずやる気をなくした一般生たちに代わり、巽は身を粉にして働き続けるが、無理が祟って体を壊してしまった。ソロ活動時代、HiMERUとはライバルのような間柄だった。玲明学園の巴日和と漣ジュンとは旧知の間柄で、巽のアイドルとしての実力は両者から高く評価されている。特にかつて一般生であったジュンからは、一般生に希望を与えてくれた恩人として尊敬されている。日和とは事務所横断企画にて共に活動する機会があり、その際、自分が去ったあとに転入してきた日和が玲明学園の新たな道標となったことへの感謝を伝えている。その事務所横断企画である『シャッフル企画』では、ES1年目は『月都スペクタクル』として日和、北斗、奏汰、嵐と共に参加した。【MDM】後は星奏館本館に引っ越し、1階の部屋で大神晃牙と同室になる。部屋は2階にある。
『SS』予選会において与えられた『指令』は「『SS』運営委員会長の指示に従わなければならない」。

### COSMIC PRODUCTION（コズミックプロダクション）
ESビルの18階を拠点とする芸能事務所。競争が激しいが、才能と実力があれば必ず報われ、大儲けもできる事務所。成果主義であり、系列校では才能ある生徒を『特待生』として優遇する。『！』第二部（『!!』前年度の年末）では不祥事が明るみに出て上層部が入れ替わった。偶数人のユニットが多い。略称は「コズプロ」。

#### Eden（エデン）
メインストーリー第二部から登場する『SS』の優勝候補ユニット。『Eve』と『Adam』は『Eden』のそれぞれの片割れ。テーマカラーは黒。「コズミックプロダクション」所属。
『!!』ではビッグ3の一角に数えられている。コズプロの秘蔵っ子と言われている。

##### Eve（イヴ）
玲明学園から登場するライバルユニット。巴日和は、かつて夢ノ咲学院のユニット『fine』の二枚看板の一人であった。キャッチコピーは「甘い囁きで虜にするトラップユニット」。テーマカラーはアイボリーとライムグリーン。サガ計画においてはリーダーの氷鷹誠矢と『Eve』を合わせた三人で『Lilith』が結成され、サガ計画終了後も『Lilith』は定期的に活動している。
巴 日和（ともえ ひより）
声 - 花江夏樹
演 - 宮城紘大
身長：177cm / 体重：61kg / 誕生日：7月24日 / 血液型：AB型 / 所属学年・クラス：玲明学園3-S（『！』） / 部活：華道部（『！』） / サークル：ティーパーティ（フレイヴァー）・プリティ5（『!!』） / キャッチフレーズ：陽光の貴公子（『！』）→輝くノーブルスマイル（『!!』）
『Eve』のリーダー。天真爛漫で他人の話にはあまり興味を持たない生まれつきの王侯貴族体質。かつては『fine』に所属していたが、メンバーの天祥院英智とは家同士の確執があり不仲だった。夢ノ咲学院から玲明学園に転入後、燻っていたジュンを見いだして拾う。ジュンに下の名前もしくは渾名で呼ぶように持ちかけ、ジュンからは「おひいさん」と呼ばれるようになった。寮の部屋はジュンと同室。ジュンと共に捨て犬のヨークシャー・テリアを拾い、ブラッディ・メアリと名付けて寮の自室で飼っている（玲明学園の寮はペット禁止であるため、周囲に露見しないようこっそり飼っている）。巴財団の御曹司だが、跡継ぎではないため悠々自適の暮らしをしている。本人によれば、（『Eden』の他のメンバーとは異なり）複雑で哀しい経緯は一切辿っていないという（が、ジュンから「聞くひとや語り口によっては陰鬱な生い立ち」だと指摘されている）。中学生くらいのころ、養父を亡くしたばかりの凪砂と出会い、凪砂のお兄さんとして彼を見守ることを決意。一時的に巴家へ引き取られた凪砂に、人間として生きるための基本的な知識を教えた。アイドルを目指す凪砂を見て、自分も共にアイドルを目指すことを決める。茨のことは、個人としては「毒蛇」と呼んで嫌っているが、ユニットの仲間＝家族として認めている。
『!!』では春ごろ、ジュンに対し、兄の引き立て役となるために「愛らしいだけのお姫さま」としての生き様を選んだことを話す。夏ごろに『ALKALOID』と遭遇した際には、騒動の裏で茨が糸を引いているという推察を伝えた。年末の『SS』本戦を巡る騒動においては凪砂の計画に協力し、事態の収束に貢献する。事務所横断企画にて巽と共に活動した際、玲明学園の新たな道標となったことについて巽から感謝されると、「救われるのは個人の自由で、自分は明るく前向きにアイドルとして活動を続けただけ」と返した。その事務所横断企画である『シャッフル企画』では、ES1年目は『月都スペクタクル』として巽、北斗、奏汰、嵐と共に参加した。星奏館では、深海奏汰、天城燐音と同室で、部屋は3階、部屋番号は星4カード［自己表現指南］のスチルから「303」と判明。『SS』予選会における『指令』は、シード権を得ているため与えられていない。
ES2年目に行われたオーディションTHUNDERBOLT CHALLENGE 4pieceでは【美食街】に配属され、ナイスドリームユニット【MODE/D】に選ばれる。
漣 ジュン（さざなみ じゅん）
声 - 内田雄馬
演 - 岸本勇太
身長：173cm（『！』、『!!』）→174cm（ES2年目） / 体重：61kg（『！』、『!!』）→62kg（ES2年目） / 誕生日：8月16日 / 血液型：O型 / 所属学年・クラス：玲明学園2-S（『！』）→3-S（『!!』） / 部活：テニス部 / サークル：アーカイブス（漫画会）・あそび部（『!!』） / キャッチフレーズ：影の従僕（『！』）→ワイルドハイエナ（『!!』）
『Eve』所属。自由気ままなリーダー・巴日和に振り回されつつも、言われたことはこなす真面目な性格。日和から下の名前もしくは渾名で呼ぶように持ちかけられ、日和を「おひいさん」と呼ぶようになる。寮の部屋は日和と同室。日和と共に捨て犬のヨークシャー・テリアを拾い、ブラッディ・メアリと名付けて寮の自室で飼っている（玲明学園の寮はペット禁止であるため、周囲に露見しないようこっそり飼っている）。元アイドルの父親からアイドルを目指すことを強要され、中高一貫の玲明学園に入学した。しかし芽が出ず、ずっと一般生として特待生に抑圧されながら生きてきたため、一般生に希望を与えてくれた風早巽を尊敬している。日和に見いだされて拾われ、特待生に昇格できたことを有り難く思う一方、恵まれない状況から自分だけが脱却できたことに後ろめたさを感じている。また、父親と同年代にスーパーアイドルとして活躍していた佐賀美陣に対しわだかまりを抱えている。しかしサガ計画を経て、どちらの葛藤も解消された。遊木真とは【サマーライブ】後に連絡先を交換し、交流を持っている。
『!!』では、アイドルとして誰よりも前に出たいという気持ちが芽生えはじめている。また、父親や佐賀美陣ではなく『Eden』の仲間たちを最優先事項として捉えるようになっている。『Adam』の二人との交流も目立つようになり、凪砂と本好き同士で本の話題に花を咲かせたり、茨と軽口を叩いたりしている。夏ごろに『ALKALOID』と遭遇した際には、巽の力になって恩返しがしたいと伝えた。年末の『SS』本戦を巡る騒動においては、何が起きているか把握できない自分自身に歯がゆさを覚えつつ、日和が遠い存在であることを改めて思い出す。玲明学園の寮でも、【MDM】後に引っ越した星奏館本館でも、桜河こはくと同室。星奏館の部屋は1階にある。事務所横断企画である『シャッフル企画』では、ES1年目は『舞闘会』（ぶとうかい）として紅郎、斑、鉄虎、アドニスと共に参加した。『SS』予選会における『指令』は、シード権を得ているため正式には与えられていないが、何者かが面白がって嘘の指令（「佐賀美陣の名前を出してはならない」）を吹きこんでいた。
ES2年目に行われたオーディションTHUNDERBOLT CHALLENGE 4pieceでは【闘技場】に配属され、ナイスドリームユニット【TearS】に選ばれる。

##### Adam（アダム）
秀越学園から登場するライバルユニット。乱凪砂は、かつて夢ノ咲学院のユニット『fine』の二枚看板の一人であった。キャッチコピーは「侵略と支配のルーラーユニット」。テーマカラーは青とダークグレー。
乱 凪砂（らん なぎさ）
声 - 諏訪部順一
演 - 松田岳
身長：178cm / 体重：62kg / 誕生日：10月27日 / 血液型：B型 / 所属学年・クラス：秀越学園3-S（『！』） / 部活：考古学研究部（『！』） / サークル：劇団『ドラマティカ』・アーカイブス（ビブリオン）（『!!』） / キャッチフレーズ：望むままの万能神（『！』）→千変万化の万能神（『!!』）
『Eden』及び『Adam』のリーダー。あらゆる力を自分のものにすることができる天才。博愛主義者で積極的な行動は取らないが、七種茨のマネージメントにより舞台上では「俺様キャラ」を演じ、真価を発揮している。常に何か未知なことをしていたいため、自分が知らないことを教えてくれる茨に感謝している。秀越学園にある『Adam』専用のダンスルーム兼応接室にて、茨が恣意的に定めた趣味に没頭している。基本的には茨の意のままに動くが、茨が調子に乗って凪砂を便利に扱ってきた際には、しっかりと釘を刺している。かつては夢ノ咲学院に通っており、旧『fine』の一員として天祥院英智の革命に協力していた。当時は現在よりかなり自我が薄かったように見える（が、『!!』にて、英智が倒れた際には打算的なことも考えていたと明かしている）。口調も現在と少々異なり、訥々と敬語を話していた。また、青葉つむぎが世話を焼いていたらしく、現在も分からないことがあるとつむぎに連絡を取っている。幼少期は、芸能界の裏の支配者だった養父に半ば幽閉され、アイドルとしての英才教育を受けていた。養父の死後は一時的に巴家へ引き取られ、巴日和と共に過ごしながら人間としての基本的な知識を身につける。このときから、日和との間には強い絆が育まれている。養父の死後も彼の言葉を守り、「アイドルであるために生まれた完璧なアイドル」として自身を捉えている。
『!!』では、以前よりも自我が強くなっている様子が見受けられる。「俺様キャラ」を演じることはやめたにもかかわらず、『SS』予選会にて共演した三毛縞斑から、かつての「俺様キャラ」＝「万物を支配する神さま」に雰囲気が近づいていると評された。年末の『SS』本戦を巡る騒動においては、策を講じて養父の後継者をおびき寄せ、憎い敵として制裁を加える。そのうえで、芸能界の新たな裏の支配者としての地位を獲得するが、権能をどのように行使するかはまだ決めていない。星奏館では、葵ゆうた、羽風薫と同室で、部屋は2階にある。事務所横断企画である『シャッフル企画』では、ES1年目は『La Mort』（ラ モール）として零、凛月、こはく、マヨイと共に参加した。『SS』予選会において、シード権を得ているため『指令』は与えられなかったが、「他のアイドルからの正式な依頼を断ってはならない」という『裏指令』を与えられる。『裏指令』に逆らった場合の罰則は「凪砂が『ゲートキーパー』の養子になる（戸籍などを正式な手続きを元に変え、養子縁組を行う）」。
七種 茨（さえぐさ いばら）
声 - 逢坂良太
演 - 橋本真一
身長：172cm （『！』、『!!』）→173cm（ES2年目）/ 体重：60kg（『！』、『!!』）→61kg（ES2年目） / 誕生日：11月14日 / 血液型：A型 / 所属学年・クラス：秀越学園2-S（『！』）→3-S（『!!』） / 部活：情報部 / サークル：ニキズキッチン・ES講座 茨塾（『!!』） / キャッチフレーズ：七色タクティシャン（『！』）→侵略のタクティシャン（『!!』）
『Adam』所属。学生実業家。腰は低いが言いたいことはストレートに伝える性格。学生実業家でマネージメントが得意。建設会社も経営している。赤ん坊のころ、親に民間軍事会社の施設に捨てられ、そこで軍人としての一通りの訓練を受けてきた。乱凪砂の養父のひ孫にあたり、中学生になりたてのころ、凪砂の養父の遺産である会社などをいちぶ引き継いだ。遺産などを活用して成功するうえで「都合が良かった」という理由でアイドルになったが、アイドルとしての能力も優秀で、漣ジュンからは「自分たちの世代の出世株」「天才児くん」と評されている。現『fine』の伏見弓弦とは民間軍事会社時代からの知り合いで、当時は師弟関係だった（弓弦のほうが地位が上だったため「教官殿」と呼んでいた）。現在でも軍人気質が染みついており、口調も軍人風であるほか、『Adam』の三箇条である「突撃」「侵略」「制覇」を唱えると落ち着くらしい。凪砂のことは「閣下」、巴日和のことは「殿下」と呼び、従順に動いている（が、日和からは嫌われている）。特に凪砂のことは、敬愛し仕えるべき主にして『Eden』の最終兵器と捉えており、「命懸けで御してみせる」と語っている。天祥院英智を「猊下」、青葉つむぎを「陛下」と呼び、慇懃無礼な態度で夢ノ咲学院との協調路線を崩さないが、隙を見てはコズプロを夢ノ咲学院より上の地位につけようとする。
『!!』ではコズプロの副所長に就任し、情報部にも所属している。サミットではコズプロの代表。『Eve』の漣ジュンとの交流も目立つようになり、軽口を叩いたり愚痴をこぼしあったりしている。夏ごろは『Crazy:B』の各面々の弱みを握り、他の事務所のユニットを攻撃するよう指示を出していた。バラエティ番組【ボギータイム】にてツーマンセルを組んだ紫之創からは、「大事なことを教わった」と考えている。年末の『SS』本戦では、創が所属していることを理由に、良い子側の『Ra*bits』もファン的な目線では好きだと語った。星奏館では、高峯翠、天満光、青葉つむぎと同室で、部屋は2階にある。事務所横断企画である『シャッフル企画』では、ES1年目は『Flambé！』（フランベ）として燐音、友也、スバル、弓弦と共に参加した。『SS』予選会における『指令』は、シード権を得ているため与えられていない。

#### Valkyrie（ヴァルキュリー）
格式高く情熱的なユニット。活動率は高くないが統率と規律を重んじ、どこよりも繊細な表現に拘るためコアなファンが多い。かつては学院で最も実力のあるユニットとして外部でも精力的に活動していた。ドリフェス制度の整備によりパフォーマンスの優劣を点数化、成績に反映するようになってからは、難解な世界観に観客の評価が分かれ、凋落した。『！』の一年前までは仁兎なずなも所属していた。手芸部の部室で活動していることが多い。『！』のテーマカラーは赤紫と黒、『!!』のテーマカラーはワインレッド。2018年8月のストーリープレゼンキャンペーンで1位になったユニットストーリーは「演舞　天の川にかける思い」。
『!!』では『コズミックプロダクション』に所属しており、何度もSNSを炎上させては端末の機能を制限されている。コズプロに所属した理由は利害の一致であり、「下手をうつと独立しかねない」と目されている。宗がインターネットの書き込みなどに反応して炎上するため、情報へのアクセスが制限されている。
斎宮 宗（いつき しゅう）
声 - 高橋広樹、石橋桃（幼少期）
演 - 山崎大輝
身長：177cm / 体重：59kg（『！』、『!!』）→60kg（ES2年目） / 誕生日：10月30日 / 血液型：A型 / 所属学年・クラス：夢ノ咲学院3-A（『！』） / 部活：手芸部（『！』） / サークル：劇団『ドラマティカ』・クラフトモンスター（『!!』） / キャッチフレーズ：気高き琴線の独奏者（『！』）→気高きアーティストアイドル（『!!』）
元「五奇人」の一人にして、『Valkyrie』リーダー。几帳面な完璧主義者。神経質で短気な性格だが、聡明さも併せ持つ。金髪碧眼の西洋人形に「マドモアゼル」と名付け、行動を共にしている（マドモアゼルを腹話術でしゃべらせて自分の気持ちを代弁させることもある）。ユニットメンバーのみかから「お師さん」と呼び慕われている。鬼龍紅郎とは幼馴染で、裁縫は紅郎と共に彼の母から学んだ。衣装やライブの準備に熱中しすぎて倒れたり風邪を引いたりしている。月永レオとは芸術家同士お互いの芸術論をぶつけあう喧嘩仲間（互いのお気に入りの芸術〈瀬名泉と仁兎なずな〉とも互いに親交がある）。かつてユニットに所属していたなずなとわだかまりを抱えていたが、後に和解した。『Ra*bits』メンバーなど可愛らしい下級生の容姿を気に入っている。同じ『五奇人』の一人である逆先夏目を弟のように可愛がっており、夏目が可愛がっている春川宙のことも孫のように面倒を見ている。夏目が率い、宙と青葉つむぎが所属する『Switch』とは共演の機会が多く、友好的な関係を築いている。ただし、手芸を愛好する友と信じていたにもかかわらず旧『fine』として『Valkyrie』を傷つけたつむぎのことは、裏切り者として苦々しく思っている。つむぎ以外の旧『fine』メンバーにも敵対的で、特に当時「黒幕」の立場にいた天祥院英智のことは強く敵視している。料理や製菓に関しては、何事もきっちり計量するためおいしいものを作れるタイプ。手芸部部長。レオ曰く「あいつは挑発して怒らせて、憎悪を煮詰めさせたほうがいい」「そのほうが、ちょっと普通の人間にはつくれない凄絶な作品を仕立てあげる」とのことで、実際、英智に煽られて久しぶりに参加した【七夕祭】では、学院トップである現『fine』を脅かした。秋ごろから卒業の時期にかけてみかとの関係性が大きく変化していき、【返礼祭】では、みかに「人形」をやめて「人間（芸術家）」になることを求めた。確固たる自分の芸術を持っているため、宗の舞台は万人受けを目指すドリフェス制度自体と相性が悪い。インターネット上で自分の悪口を見かけた際に、パソコンの画面を斧で叩き割ったことがある。
『!!』ではフランスのパリに留学している。九月ごろ、対等な芸術家としてのみかに期待して【JNLC】での舞台の構想を任せた際、不安のあまり過去の成功体験に縋ったみかに一瞬失望しかける。しかし、その行為はみかが人間らしく成長した証でもあると気づくと、人形師としてではなく芸術家の先達としてみかを導いていった。冬の『SS』予選会及び本戦では、自分以上に過去に縛られていると感じていた夏目の成長を目の当たりにし、嬉しく思っている。星奏館では衣更真緒・鬼龍紅郎・瀬名泉と同室で、部屋は3階にある。事務所横断企画である『シャッフル企画』では、ES1年目は『BLEND+』（ブレンドプラス）としてつむぎ、晃牙、司、ゆうたと共に参加した。『SS』予選会において与えられた『指令』は「東北地方及び現地人の悪口を言ってはならない（悪口かどうかの判定は『SS』運営側がする）」、『裏指令』は「『SS』予選会を途中でボイコットしてはならない（終了時刻まできちんと何らかの活動をすべし）」、『裏指令』に逆らった場合の罰則は「フランス政府をとおして、宗に対する国外追放の命令を出す」。
影片 みか（かげひら みか）
声 - 大須賀純
演 - 猪野広樹
身長：171cm（『！』、『!!』）→172cm（ES2年目） / 体重：54kg（『！』、『!!』）→55kg（ES2年目） / 誕生日：12月26日 / 血液型：B型 / 所属学年・クラス：夢ノ咲学院2-B（『！』）→3-A（『!!』） / 部活：手芸部 / サークル：プリティ5・ES講座 敬人塾（『!!』） / キャッチフレーズ：陽気で寂しがりやなカラス（『！』）→駆け出しのアーティスト（『!!』）
男性が苦手で人見知りをするが、一度仲良くなれば人懐っこく接する。右目が黄色、左目が青のオッドアイと自身の女の子のような名前がコンプレックス。関西弁で話す。可愛いものとホラーなどのグロテスクなものが好き。クラスメイトの鳴上嵐とは1年生のころから仲良し。ユニットリーダーの宗を「お師さん」と呼び慕い、彼が行動を共にする「マドモアゼル」を「マド姉ェ」と呼び敬愛している。仁兎なずなのことは彼が『Valkyrie』に所属していた当時から、脱退した現在も変わらず「なずな兄ィ」と呼んでいる。ユニットメンバーを家族のように慕い、誰よりも『Valkyrie』の存続に熱心。孤児院の出身で、ハロウィンでは新幹線に乗って孤児院の子ども達が訪れた。宗在学中は彼の家に下宿していたが、宗卒業後は一人暮らしを始める。『Valkyrie』の資金繰りのために校内アルバイトに精を出した結果、体力がついた。自ら衣装を作成する描写はないが、時折デザインセンスの片鱗を見せる。自分の芸術を貫く宗に比べて柔軟性があり、社交的。貪欲で向上心がある。人形やぬいぐるみが好きで、ゴミ捨て場に捨てられているぬいぐるみを拾って補修・リメイクする趣味があり、壊れかけたものを直すのが得意。宗を絶対視するあまり彼になんでも従おうとするきらいがあり、その歪さを数人から指摘されている。【返礼祭】にて、今後は「人形」をやめて「人間（芸術家）」になることを宗から求められ、宗と並び立てるような芸術家を目指すようになる。
『!!』では宗を師とする芸術家として日本で活動している。なずなには未だ思うところがあるものの、関係は改善し、『Ra*bits』とも仲良く会話をするようになっている。当初は星奏館が告知される前に契約してしまったアパートに一人で暮らしていたが、【JNLC】の準備で生活が全くできなくなっていたことを見咎めた宗に強制的に解約され、以降は星奏館に居住している。星奏館では朔間凛月と同室で、部屋は1階にある。宗の留学によりソロ活動をするようになった結果人気が上がったが、その結果として出身の施設にキャパシティを超える入所者が発生、さらにそこに付け込んだ悪徳アイドルスクールにより孤児院が金銭的な危機に陥っていたが、宗や七種茨の助けで持ち直した（その後、元凶は『Double Face』による制裁を受けたことが示唆されている）。事務所横断企画である『シャッフル企画』では、ES1年目は『Puffy☆Bunny』（パフィーバニー）として渉、ひなた、忍、一彩と共に参加した。『SS』予選会において与えられた『指令』は「宗を『お師さん』と呼んではならない」。

#### 2wink（トゥウィンク）
シンクロしたパフォーマンスが売りの、双子のテクノポップユニット。『！』では1年生であるため学院内での活動はまだ浅いものの、卓越したアクロバティックなパフォーマンスを得意とし、早くも注目を浴びている。DDDではTrickstarを支援する際にペナルティーを負ったが、3年生卒業後は校内では敵なしの強豪ユニットになった。テーマカラーはネオン。2018年8月のストーリープレゼンキャンペーンで1位になったユニットストーリーは「招福＊鬼と兄弟の節分祭」。
『!!』では『コズミックプロダクション』所属。コズプロ内では『Eden』『Valkyrie』に次ぐ実力。「在り方がソロアイドルに近い」と巴日和に評される。「二人で一つ」であることが【節分祭】で周知されたため、夢ノ咲学院出身者の庇護欲の対象になっている。2023年9月に開催された『表裏◆LiesアンドTruthの2×2』のイベント終了後には立ち絵が変化し、公式サイトなどにも反映された。
葵 ひなた（あおい ひなた）
声 - 斉藤壮馬
演 - 山中健太
身長：168cm（『！』）→170cm（『!!』） / 体重：54kg（『！』、『!!』）→ 55kg（ES2年目）/ 誕生日：3月5日 / 血液型：AB型 / 所属学年・クラス：夢ノ咲学院1-A（『！』）→2-B（『!!』） / 部活：軽音部 / サークル：ガーデニア・バンド『BB』（『!!』） / キャッチフレーズ：明るく照らすいたずらな太陽（『！』）→お日さま色のチアフルスター☆（『!!』）
『2wink』リーダー。葵ゆうたの双子の兄。いたずら好きでやんちゃな性格。ユニット活動を独断専行してしまいがちで、弟でありメンバーのゆうたと兄弟げんかすることもある。同級生の春川宙とは仲良し。ゆうたに比べて体力がある。父親とわだかまりを抱えており、ゆうたに対して兄だけでなく父親の代わりを自負している。幼い頃からゆうたと路上で大道芸をして稼いでいた。ゆうたとは異なり「甘いもの」が好きだとしているが、実はそれほど得意でもない（詳細な経緯は「招福＊鬼と兄弟の節分祭」のストーリーを参照）。双子の片方だけがいる場面では、真っ先に「兄の方」と名乗る。軽音部部長である朔間零には、孫のように可愛がられており、零卒業後に零の学院の情報源を引き継いでいる。晃牙の開墾した畑の一部で農作物を育てている。ピンク色のヘッドホンとヘアピンをしている。
『!!』では天城燐音と意気投合し、燐音の紹介したナイトクラブで臨時で働いたりしている。父親に対してはその他の大勢と同じように対応すると割り切っている。冬の『SS』予選会では、ゆうたの気持ちが理解できなくなってきたことを怖く思う様子を見せる。しかし、予選会にて共に困難を乗り越えた羽風薫の言葉を受け、ゆうたと一緒に幸せになるため努力することを誓った。星奏館では天城一彩、椎名ニキと同室で、部屋は2階にある。
事務所横断企画である『シャッフル企画』では、ES1年目は『Puffy☆Bunny』（パフィーバニー）として渉、忍、一彩、みかと共に、ES2年目は『EVIL NUM+』（イービルナンバー）として夏目、北斗、創、凛月と共に参加した。『SS』予選会において与えられた『指令』は「予選会の期間中、葵ゆうたと入れ替わってはならない」、『裏指令』は「他のユニット（特に『UNDEAD』）の企画に相乗りする形で参加してはならない（何らかの活動をする場合、必ず『2wink』主体の企画でなくてはならない。『SS』運営側が用意した企画、『SDS』や動画配信ならば問題ない）」、『裏指令』に逆らった場合の罰則は「『2wink』を解散させる。その後、ひなたとゆうたを異なるユニットに所属させる」。
ES2年目に行われたオーディションTHUNDERBOLT CHALLENGE 4pieceでは【闘技場】に配属され、ナイスドリームユニット【PIKAPIKA】に選ばれる。
葵 ゆうた（あおい ゆうた）
声 - 斉藤壮馬
演 - 山中翔太
身長：168cm（『！』）→170cm（『!!』） / 体重：54kg（『！』、『!!』）→ 55kg（ES2年目）/ 誕生日：3月5日 / 血液型：AB型 / 所属学年・クラス：夢ノ咲学院1-B（『！』）→2-B（『!!』） / 部活：軽音部 / サークル：バンド『BB』・あそび部（『!!』） / キャッチフレーズ：自分の輝きを求めるいたずらな月（『！』）→夕陽色のナチュラルスター☆（『!!』）
葵ひなたの双子の弟。明るく元気だが、繊細さも併せ持った性格。双子の兄であるひなたが保護者としての役割を果たそうとして、自己犠牲的に振る舞うことを心配している。ひなたに比べるとインドア派で、ゲームが好きで体力がない。辛いものが好き。衣装交換のレッスンを受けたことで同じクラスの忍と仲良くなる。瀬名泉と交流がある。ミントグリーンのヘッドホンとヘアピンをしている。
『!!』の星奏館では乱凪砂・羽風薫と同室で、部屋は2階にある。HiMERUと交友がある。父親に対して恨みに似た気持ちを抱えている。『ショコラ♥ハートで彩るLove Letter』からは髪をハーフアップにまとめるようになり、ひなたとの外見での見分けがよりつきやすくなったが、イベント終了後に開催された『スカウト！バンド『BB』』と『SHUFFLE×憩う一杯とカフェテリア』、この二つのストーリーは時系列が【ショコラフェス】前（ES1年目の秋）ということもあり、ハーフアップにまとめる前の姿で登場している。事務所横断企画である『シャッフル企画』では、ES1年目は『BLEND+』（ブレンドプラス）としてつむぎ、宗、晃牙、司と共に参加した。冬の『SS』予選会では、表向きには運営側を欺くために仕方なく、しかし実際には本気で『UNDEAD』を陥れて潰そうとする。年末の『SS』本戦では、自分たちが一線を越えてしまったという事実と向き合う。予選会において与えられた『指令』は「中国地域に配置されたユニット以外とは連絡を取ってはならない（先方のSNSを一方的に見る程度なら問題ない）」。

#### Crazy:B（クレイジービー）
『!!』から実装された「問題児」ユニット。天城燐音が率いる、四人組のエモーショナルなパーティユニット。飛び回る自由な蜜蜂がモチーフ。「コズミックプロダクション」所属。2019年11月9日に発表され、2020年3月15日に実装された。テーマカラーはイエロー。『!!』のメインストーリー第一部では『ALKALOID』のライバルユニットとして対比される。
天城 燐音（あまぎ りんね）
声 - 阿座上洋平、田村睦心（幼少期）
身長：181cm / 体重：61kg（『!!』）→63kg（ES2年目） / 誕生日：5月18日 / 血液型：A型  / サークル：あそび部・クラフトモンスター / キャッチフレーズ：スリリングギャンブラー
趣味も人生もギャンブルのように生きるアイドル。『Crazy:B』のリーダーで、『ALKALOID』のリーダー・天城一彩の兄。ニキとは元コンビ。故郷では君主の跡継ぎとして教育を受けたものの、個人より社会を大切にする姿勢に疑問を抱き、自分自身を大切にするよう故郷で演説した後に都会に出てニキと出会った。ニキに対して「アイドルになりたい」と語り、伝手をたどってコズプロに所属、ニキとコンビでアイドル活動を行うようになる。ニキがアイドル活動から手を引いてからはソロで活動していたが、『SS』でコズプロ上層部が凋落した煽りをくらい、仕事が激減。ES設立後は七種茨に脅され『Crazy:B』で他のユニットを攻撃するよう指示され実行するも、ESの姿勢やサミットの存在を告発し、『Crazy:B』が行った物事の責は全て自分にあり他の3人は被害者であると述べた。故郷に戻ろうとするも途中で連れ戻され（メインストーリー第一部 第五章156話・168話・202-203話より）、『流星隊』や『ALKALOID』の活躍もあり、再び『Crazy:B』としてアイドルに復帰した。アイドル業界を半ば牛耳っているESの方針に反発し、自分のなりたいアイドルになることを望んでいた。たった一人でアイドル業界を背負うようなスーパーアイドルに憧れていた。【MDM】後は星奏館に引っ越し、深海奏汰・巴日和と同室になる。部屋は3階にあり、部屋番号はスチルから「303」と判明。事務所横断企画である『シャッフル企画』では、ES1年目は『Flambé！』（フランベ）として友也、スバル、弓弦、茨と共に参加した。『SS』予選会において与えられた『指令』は「弟（天城一彩）と連絡をとってはならない」、『裏指令』は「『SS』予選会終了時点において、『Knights』以上のSSL$を保有していなければならない」、『裏指令』に逆らった場合の罰則は「桜河一族の皆殺し」。
HiMERU（ひめる）
声 - 笠間淳
身長：178cm / 体重：56kg （『!!』）→57kg（ES2年目）/ 誕生日：7月7日 / 血液型：O型 / 所属学年・クラス：秀越学園3-S / サークル：スイーツ会・ES講座 茨塾 / キャッチフレーズ：君のハートにHiMERUシークレット
元々ソロ活動をしていたアイドル。丁寧語など少し距離を取った話し方をするが、「他人に敬称をつけて呼ぶのはHiMERUのキャラクターではない」と言っている。風早巽のことは「生涯においてもう二度と聞きたくなかった名前で、顔を見るのも、声を聴くのも忌まわしい」と思っているなど確執がある様子。『追憶＊遊色が奏でるオブリガート』にて、その原因が明らかとなる。｢俺」には異母兄弟の弟・十条要（とうじょう かなめ）がいる。要は巽と玲明学園の革命を志すが、非特待生達の不満が爆発し、ステージ上にて暴行される。要は入院し、今も意識が戻らない。そのため、要のアイドル活動を裏からサポートしていた｢俺」は、要の代わりに、｢HiMERU」として活動をする。｢俺」と要の父はゴッドファーザーの血縁で、｢俺」は｢神父」とも面識があり、変装技術などを学ぶ。要の母はスバルの父の大ファンで、スバルの父とその妻との熱愛報道が報じられると、裏切られたと恨み、ステージ上にいたスバルの父に掴みかかる。それが原因で彼女は死亡し、スバルの父は殺人を疑われ獄中死することとなる。大学を飛び級で卒業している。アイドルをやめるとは、考えたこともないとのこと。以前のようなソロ活動のアイドルに戻りたいと思っている。一人称が「俺」の時と「HiMERU」の時があり、本名で呼ばれることを嫌う。【MDM】後は星奏館本館に引っ越し、1階の部屋で南雲鉄虎・鳴上嵐と同室になる。事務所横断企画である『シャッフル企画』では、ES1年目は『XXVeil』（ヴェール）として泉、真、なずな、颯馬と共に参加した。『SS』予選会において与えられた『指令』は「化粧をしてはならない」。
桜河 こはく（おうかわ こはく）
声 - 海渡翼、中原麻衣（幼少期）
身長：168cm / 体重：51kg（『!!』）→52kg（ES2年目） / 誕生日：2月5日 / 血液型：B型 / サークル：ティーパーティー（Kaori）・スイーツ会 / キャッチフレーズ：艶やかな煌めき桜花
京都弁のような口調と「コッコッコ」という独特の笑い方が特徴のアイドル。朱桜家の分家である桜河家の出身。実家では和服で過ごしていたため、初めはユニット衣装の着方も分からなかったとのこと。自分の名前については「儚く散る桜と、虫とか閉じこめた樹液が流れる河」だと思っている。学校に通ったことがなく、義務教育を受けていなかった。インターネットでの情報収集が得意。戦闘能力がある様子。怒りの沸点が少々低く、怒った時の口調もかなり荒っぽい。藍良とはかつてインターネットを通じて交流しており、お互いに正体を認知してからは彼の事をSNSのユーザーネームから「ラブはん」と呼ぶようになる。「家の仕事」が裏社会に近いものであることが暗示されており、同じく表立っては言えない活動をしている『Double Face』の相方の斑にはそれなりの親近感を覚えている。『SS』予選会のストーリーにて、十年前の幼少期における朱桜司との交流が明らかになった。玲明学園の寮でも、【MDM】後に引っ越した星奏館本館でも、漣ジュンと同室になる。星奏館の部屋は1階にある。事務所横断企画である『シャッフル企画』では、ES1年目は『La Mort』（ラ モール）として零、凛月、凪砂、マヨイと共に参加した。『SS』予選会において与えられた『指令』は「人を殺してはならない」。
椎名 ニキ（しいな にき）
声 - 山口智広
身長：176cm（『!!』）→177cm（ES2年目） / 体重：61kg / 誕生日：10月5日 / 血液型：AB型 / サークル：ニキズキッチン・お泊まりレジャー隊 / キャッチフレーズ：心にニキの栄養スマイル
料理人としても活躍するアイドル。空腹になると気性が荒くなる。燐音とは元からのコンビ。ESビル内のカフェ『シナモン』で働いている。また、同ビルの社員食堂でも料理を提供している。アイドルをやめたがっているが、ESに所属しているとL$（後述）で食材が安く調達できるというメリットがあるため、そこだけは惜しいと思っている。父親はテレビにも出たことのある料理人だったが、テレビ局と諍いを起こしたことがあり、芸能界を嫌っている家庭だった。上京したばかりの燐音を拾い、アイドルになるための情報を集めては燐音に提供した。飲食店に来た芸能関係者に頼み込んで燐音と組んでアイドルになったが、家族がいい顔をしなかったためアイドル活動に消極的になっていった。ES設立後、『Crazy:B』に参加した。自分が拾った燐音に対して最後まで責任を取るつもりだった。【MDM】後は星奏館本館に引っ越し、2階の部屋で天城一彩・葵ひなたと同室になる。事務所横断企画である『シャッフル企画』では、ES1年目は『√AtoZ』（ルートエートゥジー）として薫、千秋、夏目、光と共に、ES2年目は『M∀N∀』（マナ）として弓弦、零、斑、つむぎと共に参加した。『SS』予選会において与えられた『指令』は「粉モノを食べてはならない」。

### Rhythm Link（リズムリンク）
ESビルの12階に事務所を構える、ESの中では最も老舗の事務所。古き良きアイドル像を大切にしており、ベテラン勢が地盤を支える中、着実に活動を行える。所属人数が最も多く、アイドルだけではないマルチな音楽活動のプロデュースを行っている。「音楽特区」再興計画に関わっており、かつてのアイドルが再び活躍する場を整えている。略称は「リズリン」。

#### UNDEAD（アンデッド）
背徳的かつ過激なパフォーマンスが特徴のユニット。『！』では癖の強いメンバーが多いためライブへの参加頻度は低く、全員の力が100%発揮されるパフォーマンスは稀だった。3年生卒業後はそれぞれで活動、2年生の卒業後に合流し、再度4人で『UNDEAD』として活動する方針。『！』のテーマカラーは黒と紫、『!!』のテーマカラーは紫のみ。2018年8月のストーリープレゼンキャンペーンで1位になったユニットストーリーは「衝突！思い還しの返礼祭」。
『!!』では『リズムリンク』所属。派手に稼ぎ派手に使うためL＄の貯金額を争うランキングには反映されていないが、『UNDEAD』こそが最強と言う熱狂的なファンも多い。
朔間 零（さくま れい）
声 - 増田俊樹、小清水亜美（幼少期）
演 - 小南光司
身長：179cm（『！』、『!!』）→180cm（ES2年目） / 体重：61kg （『！』、『!!』）→62kg（ES2年目）/ 誕生日：11月2日 / 血液型：B型 / 所属学年・クラス：夢ノ咲学院3-B（『！』） / 部活：軽音部（『！』） / サークル：バンド『BB』・神秘部（『!!』） / キャッチフレーズ：夜闇を統べる魔王（『！』）→夜闇に誘う魔王（『!!』）
『三奇人』及び元『五奇人』の一人にして、『UNDEAD』リーダー。『三奇人』の中ではツクヨミに相当する。年寄り染みた言動で、面倒見がいい。日差しが苦手で、昼間は棺桶の中で睡眠をとる自称「吸血鬼」（ただし血は苦手でトマトジュースを好む）。棺桶は逆先夏目が作ったもの。一年間留学していた関係で留年している（高2を2回経験している）。朔間凛月の兄で、朔間家の次期当主。年始には一族の聖地であるトランシルヴァニアに向かう他、イースターに他者の血を飲む儀式・復活祭を取り仕切る。蓮巳敬人とは昔からの友人。軽音部部長。ジャズ、ロック、オペラなどに手当たり次第に手を出した時期がある。かつては敬人や大神晃牙と「デッドマンズ」というユニットを組んでいた（追憶＊それぞれのクロスロード および追憶セレクション クロスロードでは鬼龍紅郎を含むデッドマンズの描写あり）。先代生徒会長だが、当時の生徒会は敬人が復活させたばかりの形式的なものであり、基本的に放任主義な零の性格も相まって、学院を荒れるに任せる形となった。「助けを求める者を救う」性格であるため海外の同胞を救っている最中に学院が荒れ、生徒会長の座を英智に奪われた。悩み事を打ち明けたくなる雰囲気を持っている。自らの影響力の大きさを自覚しており、自らが積極的に動くことはほとんど無いが、あちこちに情報源を持っている。卒業にあたり情報源の一部を葵ひなたに引き継いだ。メインストーリーでは軽音部に働きかけ、『Trickstar』の革命に手を貸した。全力を出すと周囲から崇拝されることが多く、人としてファンを喜ばせることができる羽風薫にアイドルとして憧れている。アラビアのあたりで恩師から預けられた乙狩アドニスのことを大切に思っており、アドニスのほうも零を尊敬している。『五奇人』時代と現在とで髪型や口調を意図的に変えており、極稀に往年の髪型・口調になることがある。また、公的な場などにおいては「私」という一人称にて敬語で話すこともある。
『!!』では星奏館で生活しており、天祥院英智・白鳥藍良と同室。部屋は3階にある。サミットではリズリンの補佐役だが、基本的に成り行きに任せている。最近は老人口調や『五奇人』時代の口調以外に、「零くん良い子にしてゆ～♪」などといった幼児口調をたまに用いる。晩春ごろの【御前試合】では、「子供のころと同じように敬人と遊びたい」という"気分"だけで世界を動かしてしまう超人的な一面を見せた。
事務所横断企画である『シャッフル企画』では、ES1年目は『La Mort』（ラ モール）として凛月、凪砂、こはく、マヨイと共に、ES2年目は『M∀N∀』（マナ）として弓弦、ニキ、斑、つむぎと共に参加した。『SS』予選会において与えられた『指令』は「夜に寝て朝に起きて昼に活動するという、規則正しい生活をすべし」、『裏指令』は「『2wink』の命令には絶対に従うべし」、『裏指令』に逆らった場合の罰則は「ESビルおよび星奏館を破壊する（なるべく被害者が多くなる時刻を選ぶ）」。
羽風 薫（はかぜ かおる）
声 - 細貝圭
演 - 奥谷知弘（Candy Boy）
身長：178cm / 体重：63kg / 誕生日：11月3日 / 血液型：B型 / 所属学年・クラス：夢ノ咲学院3-A（『！』） / 部活：海洋生物部（『！』） / サークル：アーカイブス（ビブリオン）・いきものクラブ（オーシャンズ）（『!!』） / キャッチフレーズ：気ままに漂う愛の使者（『！』）→気ままに愛を運ぶ風（『!!』）
自由奔放でマイペースな性格。厳格な家庭で育った為、縛られることを苦手とする。趣味としてサーフィンを嗜む。母を早くに亡くしたためか、フェミニストな面がある。地元のライブハウスの顔役。同じ部活の深海奏汰とは（男嫌いな薫としては珍しく）家庭事情を共有するほどに仲が良く、友人だと思っている。仁兎なずな・神崎颯馬・紫之創らを女性と間違えてナンパしたことがある（そして男と分かった瞬間に手のひらを返す）。転校生に対しては、女性ということもあり常に友好的だが、初対面の際の行動が原因で長らく避けられてしまう。一部の天才が屋台骨となりその他大勢が埋もれていた頃の夢ノ咲学院をよく知っているがゆえに、【DDD】の時点ではあまりアイドル活動に積極的ではなかったが、一年間を通して『UNDEAD』の一員として・朔間零の相棒としての自覚を持つようになる。夏頃まではユニットの後輩のことにもあまり関心を抱いておらず、名前も正確に覚えていなかったが、徐々に自分の後輩として可愛がるようになる。アイドルとしてのスタンスは、陣と同じくファンに恋をさせるタイプ。零と薫のコンビは『UNDEAD』の二枚看板と評される。
『!!』では零と共に仕事を行う回数が増えた。星奏館に居住しており、乱凪砂・葵ゆうたと同室。部屋は2階にある。事務所横断企画「A to Z」では「デートプラン考え隊」の隊長を務めた。その事務所横断企画である『シャッフル企画』では、ES1年目は『√AtoZ』（ルートエートゥジー）として千秋、ニキ、夏目、光と共に参加した。『SS』予選会において与えられた『指令』は「女性との会話や連絡を禁じる（舞台上から一方的に呼びかける程度なら問題ないがなるべく控えるべし）」。
大神 晃牙（おおがみ こうが）
声 - 小野友樹
演 - 赤澤遼太郎
身長：174cm（『！』）→175cm（『!!』） / 体重：58kg / 誕生日：7月18日 / 血液型：A型 / 所属学年・クラス：夢ノ咲学院2-B（『！』）→3-B（『!!』） / 部活：軽音部 / サークル：いきものクラブ（アニマルズ）・バンド『BB』（『!!』） / キャッチフレーズ：孤高の荒くれオオカミ（『！』）→爪立て牙剥け！狼ロック！（『!!』）
短気でせっかちな性格。「孤高の一匹狼」を自称しており、鼻がよく利く。犬好きでレオンと名付けたウェルシュ・コーギーを飼っており、犬に好かれる描写も多い。かつては朔間零や蓮巳敬人と「デッドマンズ」というユニットを組んでいた。零の熱心なファンで、零を追いかけて同じ学校・部活・ユニットに所属し、口調も昔の零を真似ている。零を軽んじられると我がことのように怒る。ロックが好きで、権力者には基本反抗する。春に鬼龍紅郎と龍王戦で戦い、後に「学院最強」の座を譲り受けた。スバルとは犬派仲間。「眼鏡モヤシ」（遊木真）、「リッチ～」（朔間凛月）など独特のあだ名を付ける癖がある。学院内に畑を開墾しており、トマトやニンニクを育てている。零の卒業後は凛月に話しかける回数が増えた。周囲と馴れあうタイプではないが、乙狩アドニスのことは友人だと断言するようになる。
『!!』では星奏館に引っ越し、1階の部屋で風早巽と同室になる。『UNDEAD』が過激で背徳的なイメージから乖離することを忌避している。事務所横断企画である『シャッフル企画』では、ES1年目は『BLEND+』（ブレンドプラス）としてつむぎ、宗、司、ゆうたと共に参加した。冬の『SS』予選会では、葵ゆうたが本気で裏切ってきたことに「野生の勘」で気づいてしまい、狼狽する。『SS』予選会において与えられた『指令』は「人間以外の動物に触ってはならない」。
乙狩 アドニス（おとがり あどにす）
声 - 羽多野渉、加隈亜衣（幼少期）
演 - 瑛
身長：178cm / 体重：64kg （『！』、『!!』）→65kg（ES2年目）/ 誕生日：8月29日 / 血液型：A型 / 所属学年・クラス：夢ノ咲学院2-A（『！』）→3-B（『!!』） / 部活：陸上部 / サークル：スポーツサバイバー・ティーパーティー（Kaori）（『!!』） / キャッチフレーズ：小さきものは守り抜く（『！』）→ひとと世界にLOVE&PEACE（『!!』）
寡黙で真面目で優しい性格。姉が3人いる。ハーフであるがゆえに差別された経験があり、同じ小さいものやひ弱そうな人をたびたび気にかける。陸上部副部長であり、天満光とは親子のように仲良し。祖国の家族と朔間零が顔見知りで、零の留学中に知り合い、夢ノ咲学院に留学生として転入した。零のことは深く尊敬している。砂漠が多く寒暖の差が激しく、歴史上永らく政情が不安定で、周辺諸国に敵の多い国の出身。父親は祖国ではお大尽とのことで、暗殺や誘拐を危惧する身分。母親はどんな危険な戦場にも足を運び一時の安らぎを与えた歌姫だったが、喉を悪くしたため現在は活動を停止している。現在は母の跡を継ぎ、世界中で歌うことが夢。夏休みは姉たちが自宅に帰省するとのこと。肉が好きで、他者にも「肉を食え」と勧めるシーンが多い。身体能力が高く、殺気を感じることができる。生き物を狩るのも好きで、実際に素潜りで魚などを捕まえている。オカリナを吹くと動物が寄ってくる。日本文化に詳しいクラスメイトの神崎颯馬とは親友。出会った当初は突っかかるような態度だった大神晃牙とも徐々に友情を育んでいった。
『!!』では3年生進級直後に祖国に一時帰国し、家庭の事情を精算した。秋ごろ、ドラマ『ラブ・アンド・ビースト』にて難しい役を演じ切ったことで、演技への造詣が深くなった（『深層＊裏腹に潜んだBeast』）。星奏館では遊木真、守沢千秋と同室で、部屋は2階にある。事務所横断企画である『シャッフル企画』では、ES1年目は『舞闘会』（ぶとうかい）として紅郎、斑、鉄虎、ジュンと共に参加した。『SS』予選会において与えられた『指令』は「肉を口にしたり、話題に出したりしてはならない」。

#### Ra*bits（ラビッツ）
「ちいさくてかわいい」をテーマとするファンシーユニット。 テーマカラーは水色。『！』では梅雨頃から図書室を拠点に練習している。春に1年生が中心となって結成したばかりのユニット。メインストーリーでは敗北したが、着実に実力を伸ばし、12月のスタフェスでは1年メンバーだけで後半戦に進出した。リーダーの仁兎なずなを親、1年3人を子に例えてウサギの親子に見立てられることがある。2018年8月のストーリープレゼンキャンペーンで1位になったユニットストーリーは「追憶＊マリオネットの糸の先」。
『!!』では「好戦的なスタプロやコズプロでは、可愛いものは搾取される」と判断し、『リズムリンク』に所属している。なずなのアイドル活動休止中は真白友也がリーダーを務め、なずな復帰後も友也がリーダーを続投する。藍良曰く「モンペ気味のファンが多い」とのこと。なお、イベントでなずなの復帰及び友也のリーダー続投が明らかにされて以降、公式ホームページやゲーム内での2人のプロフィールが更新されている。
真白 友也（ましろ ともや）
声 - 比留間俊哉
演 - 宮崎湧
身長：167cm（『！』）→168cm（『!!』） / 体重：53kg / 誕生日：3月29日 / 血液型：A型 / 所属学年・クラス：夢ノ咲学院1-A（『！』）→2-B（『!!』） / 部活：演劇部 / サークル：劇団『ドラマティカ』・いきものクラブ（アニマルズ）（『!!』） / キャッチフレーズ：普通が一番……じゃだめ！（『！』）→普通で真面目が取り柄（『!!』）
仁兎なずな曰く「普通の子」。発言もはっきりしており、真面目で常識のある性格。反面、周囲に巻き込まれがちで苦労性な一面を持ち、個性的な周囲に対して「普通」である自分に思い悩むこともある。動物に好かれやすい。クラスメイトの紫之創とは中学からの友達で、彼を誘って学院に忍び込み、日々樹渉主演の「眠りの森の美女」の公演を見たことが切っ掛けで演劇部に入部した。入部後は彼の本性に幻滅し、「変態仮面」と呼んで嫌っている(しかし、渉には好かれ、女装させられるなど色々と面倒事に巻き込まれている)。前述の通り渉の奇行の被害者ではあるものの、尊敬はしているようであり、【ミステリーステージ】で共通の趣味が発覚してから距離が縮まった。【ミステリーステージ】における渉の「昔語り」については、内容の真偽はともかく渉の素顔が見えたと考えており、「あの泣き顔を笑顔にしてやりたくなった」と語る。友也は、いつか渉を笑顔にできる答えを見つけたときにそれを渉に示せるよう、今はまだ遠い存在である渉に追いついていくことを誓った。同じく演劇部員の氷鷹北斗には心酔しており、時々行きすぎた発言が飛び出すこともある。役作りの時は自分を殺して役を上書きするという手法を取り、演劇の才能なら遙かに北斗を上回る(北斗に才能がなさすぎるともいう)。【返礼祭】では渉をインスパイアしたかのような口上を見せた他、なずなから次期リーダーに任命されている。
『!!』当初ではアイドル活動をセーブしていたなずなのサポートを受けながら『Ra*bits』のリーダーを行っており、なずな復帰後も継続してリーダーを務める。なずなの復帰ライブを開催するつもりだったが事務所の事情で立ち消えになり、他のユニットからの援助と自分たちの資金を使って「ポップンパーティー」を開催した。星奏館では礼瀬マヨイと同室で、部屋は1階にある。事務所横断企画である『シャッフル企画』では、ES1年目は『Flambé！』（フランベ）として燐音、スバル、弓弦、茨と共に参加した。『SS』予選会において与えられた『指令』は「女装をしてはならない」、『裏指令』は「プロデューサーの居場所を他のアイドルに伝えてはならない」、『裏指令』に逆らった場合の罰則は「仁兎なずなを退学させる」。SSではRa*bits他メンバーが「サンクチュアリ」で活動をする中で1人だけ5歳まで記憶が退行した渉と共に「ダークサイド」に迷い込み、記憶がない状態の彼と交流する。
仁兎 なずな（にと なずな）
声 - 米内佑希
演 - 大崎捺希
身長：160cm / 体重：49kg （『！』、『!!』）→50kg（ES2年目）/ 誕生日：4月27日 / 血液型：O型 / 所属学年・クラス：夢ノ咲学院3-B（『！』） / 部活：テニス部（『！』） / サークル：いきものクラブ（アニマルズ）・神秘部（『!!』） / キャッチフレーズ：可憐に噛み付くウサギ（『！』）→夢に向かってジャンプ！（『!!』）
『！』では『Ra*bits』リーダー。愛称は「に〜ちゃん」。元気で明るく人懐っこい性格。噛み癖があり、疲れたり感情が高まったりすると呂律が回らなくなる。学級委員長、テニス部部長にして放送委員長。所属するユニットによって自分の印象が変わるよう工夫している(『Valkyrie』所属時は斎宮宗の人形として歌以外では口を開かない、『Ra*bits』所属時はユニットモチーフになぞらえてウサギグッズを集め可愛いお弁当を作る、など)。一部に熱狂的なファンがおり、『Ra*bits』の握手会で騒ぎになったことがある。放送委員になったのは『Valkyrie』休止のきっかけとなったような音響事故を事前に防ぐためだったが、立場上情報の簡単な統制、操作なども行える様子。学業よりアイドル活動を優先する夢ノ咲の中では、学生生活を楽しもうとしている希有なアイドル。ユニットメンバーや同級生など近い他者を「〜ちん」と呼んでいるが、それ以外の人物は苗字を呼び捨てで呼ぶ。 一年前までは『Valkyrie』に所属し、看板役を務めていた。『Valkyrie』所属時は影片みか同様宗のことを「お師さん」と呼んでいた他、みかのことも「みかちん」と呼んでいた。『Valkyrie』は宗の演出となずなのボーイソプラノを売りにしていたが、声変わりによって思うように歌えなくなり、舞台上では録音を流すことになる（最初は一時的な風邪と認識していた描写もある）。【金星杯】で『Valkyrie』が旧『fine』に敗北して以降、宗が憔悴して『Valkyrie』の活動頻度は減少。一時はみかと共に宗を支えようとしたが、渉の提案を受け、新年度には『Ra*bits』に所属し一年生を指導するようになる。『Valkyrie』を離れ『Ra*bits』に所属した理由は「宗やみかを笑顔にしたかったから」。七夕祭の『fine』対『Valkyrie』の対戦ではアナウンスを担当し、『Valkyrie』を「かつての帝王」と褒め称えた。スタフェスでは風邪を引いた宗からみかを託され、「ドリフェス開始時に二人以上舞台にいること」という規定から、一年生の後押しもあり『Valkyrie』として舞台に立った。『Ra*bits』所属後も陰ながら『Valkyrie』を気に掛ける描写があったが、『Valkyrie』が宗とみかの二人体制に舵を切り替えたこと、『Ra*bits』が一年生三人だけでスタフェスの後半戦に勝ち進んだことから、返礼祭でアイドル活動を一時的に休止し、大学生になることを宣言した。ペットとして兎を飼っている。
『!!』では大学に通いながらもホールハンズを使って友也達と連絡を取るにとどめている。【MDM】では『Ra*bits』として舞台に立ち、その後「ポップンパーティー」で本格的に復帰したが、リーダーは友也に任せている。復帰後は星奏館に引っ越し、3階の部屋で月永レオ・逆先夏目と同室になる。事務所横断企画である『シャッフル企画』では、ES1年目は『XXVeil』（ヴェール）として泉、真、颯馬、HiMERU共に参加した。『SS』予選会において与えられた『指令』は「『Ra*bits』にライブ対決をさせてはならない」。
紫之 創（しの はじめ）
声 - 高坂知也
演 - 櫻井圭登（あんステフェスまで） →熊谷魁人（第5弾から）
身長：165cm / 体重：50kg（『！』、『!!』）→51kg（ES2年目） / 誕生日：7月15日 / 血液型：AB型 / 所属学年・クラス：夢ノ咲学院1-A（『！』）→2-B（『!!』） / 部活：紅茶部 / サークル：ティーパーティ（フレイヴァー）・アーカイブス（ビブリオン）（『!!』） / キャッチフレーズ：はにかみ笑顔でおもてなし（『！』）→あなたの心に幸せサーヴ（『!!』）
なずな曰く「いい子」。優しいが、自己アピールが苦手で一歩引きがちな性格。手先が器用で、裁縫が得意。家はあまり裕福ではない。お守りとしてラベンダーのサシェを持ち歩いている。他人と話す時は同級生・年下であっても敬語を使うが、弟妹にはタメ口で接している。紅茶部では先輩2人に可愛がられている。校内アルバイトで仲良くなったスバルに懐いており、一緒に天体観測したり手作りのお菓子を食べたりしている他、「しののん」という呼び方をスバルにだけ許している。メインストーリーでは創が学院の理不尽さに触れ涙を流した姿がスバルを刺激し、これが革命の大きなきっかけになった。クラスメイトの真白友也とは中学からの友達で、彼に誘われて学院に忍び込んで公演を見たことがある他、学院に入学したのも友也の誘いがあったからである。しかし、時々友也に対する愛情表現が行きすぎることがある。『Ra*bits』内では一番の力持ちであり、【ミステリーステージ】前に倒れた友也をお姫様抱っこして走ったことがある。
『!!』では紅茶部の面々への「お兄ちゃん」呼びが定着してしまい、色々誤解されている。また、後輩である白鳥藍良とは親交を結んでいる。星奏館では氷鷹北斗、蓮巳敬人と同室で、部屋は2階にある。『！』ストーリー終盤より「美少女先輩」と呼ばれる同事務所所属の先輩アイドルの存在が明らかになっており、その人物との繋がりもあって「可愛い」仕事をすることがある。事務所横断企画である『シャッフル企画』では、ES1年目は『Branco』（ブランコ）として桃李、藍良、宙と共に、ES2年目は『EVIL NUM+』（イービルナンバー）として夏目、北斗、ひなた、凛月と共に参加した。『SS』予選会において与えられた『指令』は「買い物の際に小銭を使ってはならない」。
天満 光（てんま みつる）
声 - 池田純矢（2023年11月まで）→小林大紀（2023年12月以降）
演 - 夏目雄大（第4弾まで） → 奥井那我人（あんステフェスから）
身長：167cm（『！』）→168cm（『!!』） / 体重：54kg （『！』、『!!』）→56kg（ES2年目）/ 誕生日：9月7日 / 血液型：O型 / 所属学年・クラス：夢ノ咲学院1-B（『！』）→2-B（『!!』） / 部活：陸上部 / サークル：スポーツサバイバー・お泊まりレジャー隊（『!!』） / キャッチフレーズ：ダッシュダ〜ッシュ（『！』）→一等賞のスーパースター☆（『!!』）
仁兎なずな曰く「悪い子」。明るく元気な性格。同級生、先輩を問わず他者を「ちゃん」付けで呼ぶ（先輩の場合は「〜ちゃん先輩」）。考えるより先に行動するタイプで、じっとしている方が少ない。教師の椚章臣によく叱られている様子。好きなことは走ることとパンで、足の速さは陸上の大会で上位に入賞できるほど。クラスメイトの春川宙と仲良し。突拍子もないアイデアを提案し、ライブの演出などに貢献することがある。元気印ではあるものの、陸上選手としての進路とアイドルとしての進路の選択や自らの成長と「かわいい」を売りにするユニットの方針との乖離に対して思い悩んだこともある。バレンタインデーには日頃の感謝を込めて、陸上部の先輩達にチョコレートを贈るために奔走した。
『!!』の星奏館では高峯翠・七種茨・青葉つむぎと同室で、部屋は2階にある。ドラマ出演を機に女性人気が高騰している。秋ごろ、ボールが直撃して一時的に記憶喪失になってしまった（『Wander！ブラックバニー in UNDERLAND』）。事務所横断企画である『シャッフル企画』では、ES1年目は『√AtoZ』（ルートエートゥジー）として薫、千秋、ニキ、夏目と共に参加した。『SS』予選会において与えられた『指令』は「ダッシュをしてはならない」。
ES2年目に行われたオーディションTHUNDERBOLT CHALLENGE 4pieceでは【美食街】に配属され、ナイスドリームユニット【PIKAPIKA】に選ばれる。

#### 紅月（あかつき）
和の伝統芸能を基調としたパフォーマンスが持ち味のユニット。『！』では個人個人の実力が高く、派手さはないが各々が非常に完成された動きを見せ、実力は『fine』に次ぐ2位。ユニット内の掟が厳しく、ファンサービスなどもあまり行わないが、その硬派さが人気を集めている。天祥院英智の革命の際は、『fine』の敵を消す暗部として活躍しており、3年生卒業に際して解散させようとしていた。卒業後は『UNDEAD』と同じくリズムリンクで活動している。テーマカラーは赤。2018年8月のストーリープレゼンキャンペーンで1位になったユニットストーリーは「決別！思い出と喧嘩祭」。
『!!』では『リズムリンク』に所属している。【アイドルロワイヤル】では『Crazy:B』の被害に遭ったものの、一から実績を積み重ねることでファンの期待に応えようとしている。2025年1月9日に伊吹が追加メンバーとして加入した。
蓮巳 敬人（はすみ けいと）
声 - 梅原裕一郎
演 - 小松準弥（あんステフェスまで） → 宮澤佑（第5弾より）
身長：178cm / 体重：60kg（『！』、『!!』）→61kg（ES2年目） / 誕生日：9月6日 / 血液型：A型 / 所属学年・クラス：夢ノ咲学院3-A（『！』） / 部活：弓道部（『！』） / サークル：劇団『ドラマティカ』・ES講座 敬人塾・アーカイブス（漫画会）（『!!』） / キャッチフレーズ：無限語りのインテリスター（『！』）→浮世も歌で彩る蓮華（『!!』）
生徒会副会長にして、『紅月』リーダー。冷静沈着で生真面目な性格。口癖は「度し難い」。弓道部部長。クラスメイトの天祥院英智とは幼馴染の間柄。また、零とは昔からの友人。学院の腐敗を憂い、英智の右腕として生徒会の復権を行った。革命に当たっては英智とは方向性が大きく異なり、英智は五奇人を倒すことを考えたが、敬人は五奇人を中心に学院をもり立てることを考えていた。『Trickstar』の革命後は英智を信頼しつつも意図を読みきれず、戸惑う場面もある。規則違反が嫌いだがそれ以上に曲がったことが嫌い。楽曲レンタル制度や校内アルバイトなども整備し、管理している。『S3』設置後はドリフェスの申請処理に忙殺された。かつては零や晃牙と『デッドマンズ』というユニットを組んでいた。紅月は敬人個人を中心として集まったユニットで、硬い信頼で結ばれている。節分祭でネタにされるほど大豆が苦手。猫が好きで、弓道場に住み着いた猫の里親探しなども行った。【七夕祭】では、ファンから「私を弓矢で射貫いて☆」という願い事をされた。
『!!』ではリズリン上層部と折り合いが悪く、仕事を干されて時間を持て余している。サミットではリズリンの代表だが、滅多にサミットに顔を出さない。星奏館では氷鷹北斗・紫之創と同室で、部屋は2階にある。事務所横断企画である『シャッフル企画』では、ES1年目は『Ring.A.Bell』（リングアベル）として翠、真緒、レオ、英智と共に参加した。『SS』予選会において与えられた『指令』は「予選会の間、『紅月』の方針を決めてはならない」、『裏指令』は「他ユニットからの共演依頼（ライブ対決も含む）を断ってはならない」、『裏指令』に逆らった場合の罰則は「日本国内にある寺を可能なかぎり無差別に焼き払う」。
神崎 颯馬（かんざき そうま）
声 - 神永圭佑、斎賀みつき（幼少期）
演 - 樋口裕太（あんステフェスまで） → 古畑恵介（第5弾のみ）→神永圭佑（第6弾から）
身長：173cm（『！』）→174cm（『!!』） / 体重：55kg（『！』、『!!』）→56kg（ES2年目） / 誕生日：4月20日 / 血液型：A型 / 所属学年・クラス：夢ノ咲学院2-A（『！』）→3-B（『!!』） / 部活：海洋生物部 / サークル：ティーパーティー（Kaori）・ニキズキッチン・いきものクラブ（オーシャンズ）（『!!』） / キャッチフレーズ：新星気鋭の武士ドル（『！』）→現代駆ける、神馬の武士ドル（『!!』）
真面目で真っ直ぐな性格。実家は剣道道場で、常に日本刀を帯刀しており、武士のような言動を取る。ミスを犯すと切腹しようとするなど、時代錯誤な行動もしばしばみられる。料理が得意であり、和洋中を一通り作れる腕前を持つ。基本的に年功序列を大切にし先輩を敬うが、同じ部活の羽風薫だけは「海洋生物部の面汚し」「助平」などと呼び、嫌っている。和の文化つながりで『流星隊』の仙石忍と親交がある他、留学生である『UNDEAD』の乙狩アドニスに日本文化について頻繁に質問されている。カタカナ語に弱く、作中ではカタカナ語・英単語をしゃべる場合は（乙狩アドニス・HiMERUの名前を含め）全てひらがなに変換されている。地元の旧家の出身で、深海奏汰の実家とは家同士の縁があり、無意識に奏汰を尊重する節がある。
『!!』では冬の『SS』予選会にて、今まで知られていなかった"戦争の才能"を発揮する。また颯馬の実家に関して、深海の家の「神」が道を踏み外したときに「刀」として「神」を「切り裂く」役目を担っていることが明らかになる。しかし颯馬自身は、血まみれの刃としてではなく、ファンのために歌い踊るアイドルとして生きることを喜びとしている。星奏館では仙石忍・朱桜司と同室で、部屋は3階にある。事務所横断企画である『シャッフル企画』では、ES1年目は『XXVeil』（ヴェール）として泉、真、なずな、HiMERUと共に参加した。『SS』予選会において与えられた『指令』は「魚介類を食してはならない」。
鬼龍 紅郎（きりゅう くろう）
声 - 神尾晋一郎
演 - 上田堪大（あんステフェスまで） → 栁川瑠衣（第5弾）→ 武子直輝（第6弾より）
身長：180cm（『！』）→181cm（『!!』） / 体重：65kg （『！』、『!!』）→66kg（ES2年目）/ 誕生日：1月26日 / 血液型：O型 / 所属学年・クラス：夢ノ咲学院3-B（『！』） / 部活：空手部（『！』） / サークル：武道家『心』・お泊まりレジャー隊（『!!』） / キャッチフレーズ：ひとつ貫く任侠の心（『！』）→喧嘩裁縫、鬼にお任せあれ（『!!』）
真面目で義理堅く、面倒見がいい性格。強面な見た目だが、裁縫が特技。校内アルバイトも兼ねて、数々のユニット衣装の製作を手掛けている。空手部部長で、【龍王戦】では負けなしの「学院最強」。部員の南雲鉄虎からは「大将」と慕われている。斎宮宗とは幼馴染で紅郎の母から裁縫を教わった裁縫仲間。守沢千秋とは学院入学後に仲良くなった。中学時代は毎日喧嘩に明け暮れていたが、そのせいで母親の死に立ち会えず、不良仲間との縁を切るために学院に入学した。見た目から敬遠されがちだった自分に、校内アルバイトを整備し居場所を作ってくれた蓮巳敬人に恩を感じている。3-Bで真面目に授業に参加しているという理由から、仁兎なずながValkyrieに所属している時から親交がある(他の3-Bの面子は『三奇人』や月永レオであり、基本的に真面目に参加しない)。妹を溺愛している。
『!!』では十月ごろ、【天下布武】ライブの衣装作成をとおして、借り物ではない自分自身の衣装づくりを思い出す。星奏館では衣更真緒・斎宮宗・瀬名泉と同室で、部屋は3階にある。事務所横断企画である『シャッフル企画』では、ES1年目は『舞闘会』（ぶとうかい）として斑、鉄虎、アドニス、ジュンと共に参加した。『SS』予選会において与えられた『指令』は「衣装まわりの仕事をしてはならない」。
滝 維吹（たき いぶき）
声 - 小林千晃
身長：165cm / 体重：51kg / 誕生日：1月21日 / 血液型：B型 / キャッチフレーズ：維吹が起こす大嵐（ハリケーン）（4piece）→胸に新風、吹き込むイブキ（紅月）
沖縄生まれアメリカ育ちで飄々としているが喧嘩っ早いところもある。年の割に口が達者で、論理的な思考の持ち主。ナイスPにオーディション番組【4piece】に呼ばれ、興味が湧いたので参加している。2025年1月9日に紅月の追加メンバーとして加入した。
【4piece】では第三会場である『双鶏塔』に配属された。

### NEW DIMENSION（ニューディメンション）
ESビルの7階に事務所を構える。既存の型にはまらない・はまれないアイドルを支援する振興事務所。アイドルの育成事業に力を入れており、まだまだ人材募集中。マルチプレーヤー創出を掲げ、劇場の経営などにも携わる。アイドル、スタッフ共に年齢層が低く、ES四大事務所の中での序列も底辺だが、会いたいと思ったときにすぐ会える身近さと将来性を売りにしている。夏頃には経営破綻寸前だった。所長も登場人物たちと同年代であることが示唆されている。

#### Knights（ナイツ）
騎士をモチーフにしたユニット。リリース当初は4人で活動しておりリーダーは一時的に不在とされていたが、2015年9月よりレオが実装され5人ユニットとなった。『！』ではあまり防音設備の整っていないスタジオをたまり場にしている。他ユニットと比べ、個人のレベルが高いことが特徴で、ファンサービスが一番厚い。奔放なメンバーが多いためか、ユニットとしての活動時以外は基本的に個人の自由意思を尊重していたが、一年間を通じて家族のような暖かみを持つ集団になっていく。元々『チェス』という作曲の得意な古豪ユニット があり、全校生徒の半数が在籍するほどの規模だったが、やる気のある生徒は少数だった。天祥院英智が提案したドリフェス制度の導入で大人数ユニットのメリットがなくなり、複数の駒の名前のユニットに分裂、淘汰の末『Knights』だけが生き残った。【デュエル】【ジャッジメント】などの特殊な形式のドリフェスを行っている。テーマカラーは紺。2018年8月のストーリープレゼンキャンペーンで1位になったユニットストーリーは「反逆！王の騎行」。
『!!』では「ニューディメンション」所属。ビッグ3の一角だが、様々な歪みを抱えており、ビッグ3の中では最も不安定。リーダーを司に交代した。衣更真緒に「喧嘩上等の『Knights』」と評されており、ユニット内でメンバーが対立した場合などはユニット内で対決ライブを行って決めることが多い。夢ノ咲学院内で大勢の新入りを抱えており、十月初旬以降は学院のプロデュース科に育成を任せている。
朱桜 司（すおう つかさ）
声 - 土田玲央、高橋李依（幼少期）
演 - 北川尚弥
身長：167cm（『！』）→168cm（『!!』） / 体重：54kg （『！』、『!!』）→55kg（ES2年目）/ 誕生日：4月6日 / 血液型：A型 / 所属学年・クラス：夢ノ咲学院1-B（『！』）→2-A（『!!』） / 部活：弓道部 / サークル：アーカイブス（ビブリオン）・スイーツ会 ・ティーパーティー（Kaori）（『!!』） / キャッチフレーズ：お姉さま、Repeat after me♪（『！』）→忠誠を誓う聖騎士（ホーリーナイト）（『!!』）
朱桜家の一人息子にして次期当主。普段は真面目で大人びているが、子供っぽい一面もある。入学当時は『Knights』のメンバーは個人主義だったため先輩、後輩としての交流が少なく、ユニット合宿に憧れている。家の関係で姫宮桃李や天祥院英智らと入学前から面識があり、英智を「天祥院のお兄さま」と慕う一方、桃李とは現在は憎まれ口を叩き合う喧嘩仲間となっている。昔に名を馳せた武家の子息だが、現在朱桜家は落ち目らしく、桃李との口論のネタになっている。天祥院家と提携して事業を展開する場面もある。朱桜一族は劇場（持っていた土地を天祥院家に売ったことで建設されたが管理は朱桜家が行っている）や客船を所有している。 英語の発音が流暢で、他人に聞き取れないことがあるためゆっくりと言い直す場面もある（ゲーム中ではカタカナ語をしゃべる際、そのほとんどが英単語のスペリングで表示される）。ユニット内では最年少の為、末っ子として可愛がられている。レオの停学後に『Knights』に加入したため、当初はユニットリーダーは泉だと認識していた。レオのことを唯一「王さま」ではなく「Leader」と呼んでいる。厳しくしつけられたため、高校に入ってスナック菓子を初めて食べ感動し、その後も駄菓子を好んでいる。ストレスがたまると甘いものを食べる癖があり、泉からは「デブになるよぉ」と怒られる場面もある。掛け合いボイス実装により、泉以外のユニットメンバーに尽くお菓子を与えられていることが発覚した。『Knights』加入のきっかけは【返礼祭】で語られた。レオの跡を継いで『Knights』の王になると決まった際に、朱桜家の当主を暫定的に継ぐこと・今後は朱桜家としてもアイドル業界をバックアップしていくことを宣言した。特技は騎射で、家が武家の名家故か朱桜家が所有する山で幼い頃から練習していた。
『!!』では『Knights』のリーダー（王さま）として活躍している。メインストーリーでは天城燐音の要請を受け、分家の桜河こはくを保護した。サミットではニューディの代表を務めているが、「ニューディが滅びようとも『Knights』は滅びない」など身内を第一とする言動が目立ち、つむぎがフォローしている。こはくのことは大切に思っているようである（そのためかメインストーリー第一部で桜河こはくを拉致監禁した）。星奏館では仙石忍・神崎颯馬と同室で、部屋は3階にある。『SS』予選会において与えられた『指令』は「ユニット上限以上の『Knights』メンバー（すでに別ユニットとして独立しているものも含む）を関西地域に同伴したり、連絡を取ったりしてはならない」、『裏指令』は「『Knights』はライブ対決をしてはならない」、『裏指令』に逆らった場合の罰則は「桜河一族をお取り潰しにした上で、その関係者と絶縁すること」。
月永 レオ（つきなが れお）
声 - 浅沼晋太郎
演 - 橋本祥平
身長：168cm（『！』）→169cm（『!!』） / 体重：53kg （『！』、『!!』）→54kg（ES2年目）/ 誕生日：5月5日 / 血液型：O型 / 所属学年・クラス：夢ノ咲学院3-B（『！』） / 部活：弓道部（『！』） / サークル：劇団『ドラマティカ』・お泊まりレジャー隊（『!!』） / キャッチフレーズ：予測不可能の王様（『！』）→創り上げる歌騎士（シンギングナイト）（『!!』）
『Knights』リーダー→音楽担当。リリース当初は登場しておらず、2015年9月に史上初の新規キャラクターとして実装された。2年時の春休みに事件を起こして停学になり、その後も3年生の夏の終わりまで休学状態だった。個人で見ると無邪気な天才作曲家だが、ユニットリーダーとしては冷酷かつ冷静に振る舞う。ドリフェスを戦に例え、率先して他のユニットを排除しようとする。ファンからの通称は「レオさま」「王さま」で、ユニットメンバーからも「王さま」と呼ばれるが、本人はそう呼ばれることを苦手としている。自分はまとめ役には向いていないと認識しているが、自分をアイドルに引き戻してくれた朱桜司に恩を感じリーダーとしての振る舞いを身に付けようとしている。返礼祭で玉座を司に譲り、目のハイライトの位置が変化した。他人の顔や名前を覚えるのが苦手で、他人の名前を呼ぶ際は名前の一部分を取った（主に二文字の）独特なあだ名で呼ぶ癖がある。自他共に認める音楽の天才であり、学生ながら学校外で作曲で収入を得たり表彰を受けたりする描写がある。霊感（インスピレーション）が湧くと、所構わず作曲活動に没頭する癖がある。弓道にも才能を持ち、滅茶苦茶な姿勢で正確に射る。蓮巳敬人がレオの放置した曲を楽曲レンタル制度に登録したため、学内でもそれなりの金額を得ている。中学生の妹を溺愛しているが、妹の前ではクールな兄として接している。三毛縞斑とは親友で、休学中に一緒に海外に行ったことがある。アイドルになった理由は、自分の作った曲を幸せな方向に活かしたかったから。 ドリフェス制度導入前（『チェス』解体前）の『チェス』最後のリーダーであり、『Knights』の名付け親。夢ノ咲学院入学後、作曲の得意な古豪ユニット『チェス』に所属し、瀬名泉も『チェス』に誘う。レオの曲に泉が歌詞をつけながら活動していたが、レオの才能が周囲の妬みを買う。ドリフェス制度導入後に泉と二人で『Knights』を結成（後に朔間凛月も加わる）。『チェス』の残党をドリフェスで負かし続け、学院中の恨みを買った。イベント「反逆！王の騎行」にて仁兎なずな・鬼龍紅郎・天祥院英智と共に『ナイトキラーズ』という臨時ユニットを結成し、『Knights』にジャッジメントを仕掛けた。復帰当初は自らを「舞台に立つ資格がない」と語り、『Knights』のライブも欠席しがちだったが、司の尽力や泉の言葉を受けてハロウィン辺りから徐々にアイドルとしての活動回数を増やしていく。返礼祭では『Knights』の王の座を司に譲った。休学中に海外に仕事の伝手を作っており、卒業後は世界中で活躍する他、天祥院英智の「ES計画」に関与している。
『!!』では作曲家を本業としているがアイドル活動も続けている。白鳥藍良曰く「ESで最も注目度の高い大人物」の一人で、年収ならESでも指折り。海外での活動が目立っている。人の名前と顔を覚えることが苦手で、『Knights』の新入生を覚えきれていない様子。よく道に迷っている。星奏館では仁兎なずな・逆先夏目と同室だが、ほとんど寮室にいない。星奏館の部屋は3階にある。夏頃には『Knights』を「かつての『チェス』に似ている」と感じ、後輩を見守るために日本に留まっている。『SS』予選会において与えられた『指令』は「一日一曲、新曲を作曲すべし」。
THUNDERBOLT CHALLENGE 4pieceでは【王子城】に配属され、ナイスドリームユニット【MODE/E】に選ばれる。
瀬名 泉（せな いずみ）
声 - 伊藤マサミ、釘宮理恵（幼少期）
演 - 高崎翔太
身長：172cm （『！』、『!!』）→174cm（ES2年目）/ 体重：61kg（『！』、『!!』）→60kg（ES2年目） / 誕生日：11月2日 / 血液型：A型 / 所属学年・クラス：夢ノ咲学院3-A（『！』） / 部活：テニス部（『！』） / サークル：ニキズキッチン・いきものクラブ（オーシャンズ）（『!!』） / キャッチフレーズ：モデル界のシニカル王子（『！』）→夢追う望騎士（ウィッシングナイト）（『!!』）
プライドが高く、傍若無人だが芯が通った性格。売れっ子モデルで、カロリー管理の徹底など仕事に関してはストイックな面も見せる。海老が好物。春の時点でモデル活動は休止していたが、夏頃からモデル仲間の鳴上嵐に誘われて同じ事務所に加入し、再開している。嵐とは今でこそ気心が知れた間柄だが、かつてはモデルの仕事を取ったり取られたりしていた。キッズモデル出身の遊木真とは先輩後輩の関係で、特別気に入っている。学院に「ゆうくん包囲網」を張っており、居場所の特定や隠し撮りなどを行っている。ストレスが溜まると真を構い倒し、ユニットの後輩である嵐や朱桜司、部活動で親交のある姫宮桃李にあきれられている。モデル時代の写真は真と一緒のもの以外全て破棄している。転校生や昔馴染の真、一時期一緒になる機会があった葵ゆうた、ユニットの後輩である司らに対しては兄ぶるが、一人っ子。冬にスタジオに炬燵を持ち込んだ張本人。テニス部副部長。両親のことをパパ・ママと呼んでいる。栄養管理の観点から食べ物に気を遣っているため、料理は普通に上手。朔間凛月のケーキは見た目以前にカロリーを気にして口にしない。言葉にはしないが月永レオの曲をかなり気に入っており、不採用になったレオの曲も手元に保存して大切にしている。親しくない相手には突き放した言動を取るが、一度親しくなった相手には世話を焼く。他者から自分に向けられる感情に対して鈍いところがあり、レオには「鈍感ラブコメ主人公」と評されている。 夢ノ咲学院入学後、レオと出会い、彼に誘われて『チェス』に加入した。二年になってから嵐も『チェス』に勧誘した。ドリフェス制度導入に伴い、『チェス』が離散した後はレオと二人で『Knights』を設立した。泉の方針に従い、『Knights』が攻撃的なドリフェスを繰り返すも、学院中の恨みを買って負け戦を繰り返し消耗していく。レオが停学になってからは『Knights』の臨時リーダーを務めた。【DDD】ではかつての自分たちと同じようにアイドルに夢を抱く『Trickstar』に反感を覚え、真を監禁したが、その結果『Knights』は『SS』への出場権を失ってしまう。真とは夏に和解した。クリスマスには真に手作りの「I　LOVE　YOU」のマフラーを、レオに手袋と帽子を贈った。卒業後はフィレンツェでモデルに専念するが、要請があればKnightsの活動にも参加するとのこと。大切なものが傷付きそうになると加害者を徹底的に排除しようとする泉の姿勢から、レオはユニットを『Knights』と命名し、渉にも「『騎士』さん」と呼ばれている。
『!!』ではフィレンツェで暮らしており、押しかけるレオに食事などを提供している。『Knights』の仕事がある時は日本に帰国する。星奏館では衣更真緒・斎宮宗・鬼龍紅郎と同室で、部屋は3階にある。【MDM】では『ALKALOID』に『Knights』の先鋒として宣戦布告した。『SS』予選会において与えられた『指令』は「司の命令には必ず従うべし」。
ES2年目に行われたオーディションTHUNDERBOLT CHALLENGE 4pieceでは【双鶏塔】に配属され、ナイスドリームユニット【TearS】に選ばれる。
朔間 凛月（さくま りつ）
声 - 山下大輝、諸星すみれ（幼少期）
演 - 荒牧慶彦
身長：170cm （『！』、『!!』）→171cm（ES2年目）/ 体重：54kg（『！』、『!!』）→55kg（ES2年目） / 誕生日：9月22日 / 血液型：AB型 / 所属学年・クラス：夢ノ咲学院2-B（『！』） / 部活：紅茶部 / サークル：ティーパーティー（フレイヴァー）・クラフトモンスター（『!!』） / キャッチフレーズ：眠れる冷笑の黒王子（『！』）→夜を見守る吸血鬼騎士（ヴァンパイアナイト）（『!!』）
マイペースでまわりに無関心な性格だが、一度懐に入れると大切にする。特技はピアノで、放課後に学院の音楽室に忍び込んでは演奏をしている。日中は日陰で寝て過ごすことが多く、そのせいで一年留年している（高1を2回やっている）。授業態度は良くないが頭の回転が速く、『Knights』内では参謀役を担っている。その頭の良さから学年上位の学力を持つ朱桜司に勉強を教えることもある。羽風薫のことを「薫さん」と呼び尊敬している(理由は「自分にできなかったことをしてくれたから」)。料理、特にお菓子作りが得意で、外見は奇抜で不気味になるが味はプロ級。スイーツコンテストで優勝したことがあるが、その見た目の不気味さゆえにレシピだけが採用され販売されることになった。ハンドメイドのアクセサリーも作れる。クラスメイトの衣更真緒とは家が近所で、幼馴染の間柄であり、「唯一の家族」と語るほど執着している。紅茶部創立メンバーの片割れで、天祥院英智と親交がある。『Knights』内では創立メンバー二人の次に古株で、『Knights』のことを彼なりに大切にしている。 朔間零の弟で同じように吸血鬼を自称するが、兄と違って血を飲むことを厭う様子はないほか、日光やニンニクに弱いなど、兄よりも吸血鬼らしい面を見せる。また、喫茶店などでは兄と同じくトマトジュースを選ぶ(本人曰く「血と同じ色のものを飲むと安心する」)。かつて零に約束を破られたことで深く傷付いた経験があり、それゆえに「約束」は死んでも守る主義。基本的に三奇人・朔間零の弟として扱われることを嫌うが、返礼祭で兄ではない凛月自身を求められたことをきっかけに、少しずつ自分から前に出ようとしている。
『!!』では『Knights』の仕事精査と人材管理を担い、新人がユニットを辞める際は個人的にフォローを行うよう心がけている。星奏館の旧館の空き部屋を仮眠室代わりにしていた。本館では影片みかと同室で、部屋は1階にある。『SS』予選会において与えられた『指令』は「兄（朔間零）と連絡を取ってはならない（零のほうから連絡を取ってきても無視すること）」。
鳴上 嵐（なるかみ あらし）
声 - 草摩そうすけ（2015年7月17日まで）→北村諒（2015年7月18日以降）、小林ゆう（幼少期）
演 - 北村諒
身長：175cm（『！』）→176cm（『!!』） / 体重：59kg / 誕生日：3月3日 / 血液型：B型 / 所属学年・クラス：夢ノ咲学院2-B（『！』）→3-B（『!!』） / 部活：陸上部 / サークル：劇団『ドラマティカ』・プリティ5（『!!』） / キャッチフレーズ：世界も輝きもこの手にしちゃう（『！』）→いつでも頼れる姉騎士（シスターナイト）（『!!』）
気さくで明るく、何事もそつなくこなす。『Knights』の中では「女王（クイーン）」を自称し、転校生に対してはお姉ちゃんを自称している。いわゆるオネエ言葉を使い、「男らしい」と言われることを嫌う。入学前からモデルをしており、元先輩モデルの椚章臣を尊敬している。クラスメイトの影片みかとは自他共に認める親友。瀬名泉とは学院入学前からのモデル仲間で、気心が知れた間柄。夏頃に、モデル活動を休止していた泉を自分の事務所に誘った。キッズモデルをしていた遊木真とはあまり面識がなかった。料理上手で、ショコラフェスでは他のユニットにチョコレート菓子の作り方を教えた。平和主義者で、『Knights』がアットホームなユニットになったのは嵐の影響が大きい。個人主義者が多い『Knights』の中で喧嘩が起きると仲裁役に回る。泉がリーダー業を禁じられたDDD直後は一時的にリーダーの役割を担ったことがある。好きがすぎて一年生のころに章臣と似た髪色で眼鏡をかけていた時期がある。入学時に泉が「ユニットに所属していた方が楽だから」と『チェス』に誘ったものの、『チェス』分裂・抗争期には『Knights』と敵対したらしき描写もある。助っ人として何度か『Knights』としてライブをしていたが、正式な加入は月永レオの停学とほぼ入れ替わりだったため、レオ復学後まではそれほど親しくなかった。かつて大切な人を亡くした経験があり、時折学院内の慰霊碑を訪れる。にゃんこと名付けた猫を飼っている。
『!!』では星奏館に居住しており、1階の部屋で南雲鉄虎・HiMERUと同室。『Knights』の苦情窓口を担っている。『SS』予選会において与えられた『指令』は「個人的な買い物をしてはならない（仕事に必要なものをSSL$で購入するのは問題ないが、なるべく控えるべし）」。

#### Switch（スウィッチ）
『！』では設立されたばかりの奇抜でエンターテイメントなユニット。『五奇人』と旧『fine』のどちらもが所属しており、災厄を回避する「幸せの魔法」をかける魔法使いをモットーとしている。『！』のテーマカラーは黄色と黄緑、『!!』のテーマカラーは黄緑のみ。2018年8月のストーリープレゼンキャンペーンで1位になったユニットストーリーは「迷い星＊揺れる光、プレアデスの夜」。
『!!』ではつむぎの進路に合わせて「ニューディメンション」に所属し、学院の頃と同じメンバーで活動を続けている。アイドルとしては評価されにくい売り方をしており、飛びぬけて売れている訳ではないがマニアがいる。8月上旬に【盂蘭盆会】というドリフェスを企画し、『ALKALOID』をはじめとする弱小ユニットに機会を与えようとしている。
逆先 夏目（さかさき なつめ）
声 - 野島健児、岡咲美保（幼少期）
演 - 木津つばさ
身長：168cm（『！』）→170cm（『!!』）→171cm（ES2年目） / 体重：53kg（『！』、『!!』）→54kg（ES2年目） / 誕生日：2月4日 / 血液型：AB型 / 所属学年・クラス：夢ノ咲学院2-A（『！』）→3-B（『!!』） / 部活：ゲーム研究部 / サークル：劇団『ドラマティカ』・ガーデニア・ES講座 茨塾（『!!』） / キャッチフレーズ：嘘と本音の合わせ鏡（『！』）→未来を導く魔法使い（マジシャン）（『!!』）
元「五奇人」の一人にして、『Switch』リーダー。占い師としての収入がある。皮肉屋で天邪鬼な性格。母親も有名な占い師で、「迷い星＊揺れる光、プレアデスの夜」では風邪を引いた母の代わりに占い師としてテレビ番組に出演した。『五奇人』の先輩を兄のように慕っており、他の四人を「にいさん」と呼ぶ（1年時は渉のみ「師匠」と呼んでいた）。天祥院英智を始めとする生徒会メンバーを快く思っていないが、ドリフェス制度により学院が活性化した事実も認めている。渉の弟子で、「魔術師」「占い師」を自称する。あちこちに秘密基地を持ち、学院の抜け道や校内への侵入ポイントに詳しい。ユニットメンバーのつむぎとは入学前より面識があり、たびたび物理的なツッコミ（専用SE付）を行う他、つむぎが自虐的な言動をすると苛立った様子を見せるが、大切には思っている様子。宙を我が子のように可愛がっている。宙と真と3人で、VRゲーム開発も行っている。しゃべり方が独特であり、ゲーム中では語尾がカタカナで表示されるか、もしくはセリフのフォントが他登場人物とは変わる。幼い頃は魔除けのため、女装して女の子の振りをしていた。そのため、つむぎの親が経営していた芸能スクールでは「天才美少女のなつめちゃん」と覚えられていた。
『!!』では『ALKALOID』にメッセージを送り【盂蘭盆会】に招待した。星奏館に住んでおり、3階の部屋で仁兎なずな・月永レオと同室。『SS』予選会において与えられた『指令』は「東北地域の活性化をしなければならない」、『裏指令』は「夏目自身がリーダーとして中心となり活動を行わなければならない」、『裏指令』に逆らった場合の罰則は「夏目の母親を、ありとあらゆる国内外のマスコミから糾弾させる」。
春川 宙（はるかわ そら）
声 - 山本和臣
演 - 世古口凌
身長：163cm（『！』）→165cm（『!!』）→166cm/ 50kg（『！』、『!!』）→51kg（ES2年目）/ 誕生日：7月1日 / 血液型：B型 / 所属学年・クラス：夢ノ咲学院1-B（『！』）→2-A（『!!』） / 部活：ゲーム研究部 / サークル：あそび部・ES講座 茨塾（『!!』） / キャッチフレーズ：春色ふわふわアイドル（『！』）→夢を届ける魔法使い（マジシャン）（『!!』） / 体重：50kg / 誕生日：7月1日 / 血液型：B型 / 所属学年・クラス：夢ノ咲学院1-B（『！』）→2-A（『!!』） / 部活：ゲーム研究部 / サークル：あそび部・ES講座 茨塾（『!!』） / キャッチフレーズ：春色ふわふわアイドル（『！』）→夢を届ける魔法使い（マジシャン）（『!!』）
明るくマイペースな性格で、独特なコミュニケーションを取る。音やにおいに色を感じる共感覚の持ち主。同級生の葵ひなた、クラスメイトの天満光と仲がいい。人物の人格や感情の揺らぎを「色」として捉え、素直に口に出す。物体の「色」から落とし物の持ち主を見つけることもできる。葵兄弟を「ひなたは油彩、ゆうたは水彩」、月永レオを「月から見える地球みたいな色」と評するなど登場人物固有の色を感じ取る描写が多いが、一方でひなたになりきっていた友也の色をひなたと見間違えるなど人物によってはかなり揺らぐものであるような描写も存在する。パルクールで校内を移動することがある。テレビゲームが好き。ゲーム研究会所属。『Switch』に所属している理由は二人に出会って好きになったからで、二人に近付いた理由は荒廃した学院で綺麗な「色」をしていたから。逆先夏目を「ししょ～」、青葉つむぎを「せんぱい」と呼び、二人のような魔法使い（他者を幸せにできる技術を持つ人）を目指している。
『!!』では『Crazy:B』の「色」を見て悪酔いした。星奏館では日々樹渉・明星スバル・三毛縞斑と同室で、部屋は1階にある。『SS』予選会において与えられた『指令』は「仕事として行う場合以外、デジタルゲームをしてはならない（『SSVRS』は仕事なので問題ない）」。
ES2年目に行われたオーディションTHUNDERBOLT CHALLENGE 4pieceでは【闘技場】に配属され、ナイスドリームユニット【PIKAPIKA】に選ばれる。
青葉 つむぎ（あおば つむぎ）
声 - 石川界人、小松未可子（幼少期）
演 - 工藤大夢
身長：176cm（『！』）→176cm（『!!』） / 体重：58kg / 誕生日：8月7日 / 血液型：O型 / 所属学年・クラス：夢ノ咲学院3-B（『！』） / 部活：手芸部（『！』） / サークル：アーカイブス（ビブリオン）・神秘部（『!!』） / キャッチフレーズ：幸せ紡ぐブルーバード（『！』）→幸せ運ぶ魔法使い（マジシャン）（『!!』）
気弱な委員長気質。他人と話す時は同級生・下級生であっても敬語を使う。普段は穏やかな性格だが、神経質な面もある。痛みに鈍い。不幸体質で、運勢や占いの結果をよく気にしているが、吸血鬼は信じていない。ユニットリーダーの逆先夏目とは幼い頃、つむぎの親が経営していた芸能スクールで出会っており、現在もどつかれても笑って許す。夏目の「魔法」が通じない相手。一年前までは『fine』に所属していたが、当時は髪が短く眼鏡もかけておらず、現在とは雰囲気が違っていた。天祥院英智の親友になりたかった。旧『fine』メンバーの元リーダーで、革命が終わるまでメンバーをつなぎ止めた。同じ元fineのメンバーで現在は学外にいる乱凪砂に今でも慕われており、離れる際には「何かあったら電話するように」と言い含めていた。学業や実技、アイドル活動等に関しては優秀な人物だが、どこか鈍い。母親に愛されて育っているが、前述した芸能スクールは倒産している他、親が離婚したり再婚したり新興宗教にはまったりした上、本人も親の借金トラブルにも巻き込まれた様子。つむぎの母は夏目の母の顧客。
『!!』ではニューディの副所長として時折徹夜しながら仕事を行っている。春川宙に「卒業してから少し老け込んだ」と言われ、ショックを受ける。サミットではニューディの補佐役。星奏館では高峯翠・七種茨・天満光と同室で、部屋は2階にある。『SS』予選会において与えられた『指令』は「運営委員会に逆らってはならない」。

#### MaM（マム）
三毛縞斑のソロユニット。一人でも祭りのように盛りあげ、観客も巻き込むようなパフォーマンスを得意としている。『！』では本来ソロユニットは禁止されているが、『MaM』は特別に許可されている。新年度に移行する際に、ソロユニット制度は廃止されると明言されている。『！』のテーマカラーはモノクロ、『!!』のテーマカラーはグレー。2018年8月のストーリープレゼンキャンペーンで1位になったユニットストーリーは「花吹雪＊皐月の藤祭」。『!!』では『ニューディメンション』に所属している。
三毛縞 斑（みけじま まだら）
声 - 鳥海浩輔、遠藤綾（幼少期）
演 - 横井翔二郎
身長：180cm / 体重：64kg（『！』、『!!』）→65kg（ES2年目） / 誕生日：5月16日 / 血液型：A型 / 所属学年・クラス：夢ノ咲学院3-A（『！』） / 部活：陸上部（『！』） / サークル：ティーパーティー（Kaori）・武道家『心』（『!!』） / キャッチフレーズ：笑顔咲くお祭り男（『！』）→東奔西走の世界遊人（ワールドプレイヤー）（『!!』）
猪突猛進で豪快な性格。「みけじままだら」から「ママ」を自称し、他人にもママと呼ばれたがる。助っ人としてあらゆる場所に現れては、すぐにどこかへいってしまう放浪癖がある。笑顔を愛し、「お祭り」あるところどこへでも飛んでいく。祭りや学院の入り口で時折屋台を構えている。海外にも人脈を持っており、親友である月永レオの休学時には一緒に海外を放浪した。かつては流星隊に所属しており、千秋達の代では1年生の頃から有望株で、将来『流星隊』を率いることになるだろうと目されていた。当時のテーマカラーは紫（流星パープル）。五奇人に匹敵する実力者だが、海外へ交換留学に行っていたため、革命時は学院に不在だった。現在流星隊に所属する深海奏汰からは「ごろつき」と呼ばれている。陸上部部長。顔が広く、転校生とも幼い頃に交流があったと言うが、転校生は覚えていない。 三毛縞家は深海家に仕える一族で、斑も奏汰の遊び相手として幼い頃から知り合っていた。斑が奏汰の元にアイドルの雑誌を持ち込み、奏汰はアイドルという存在を知った。奏汰が斑の「妹の病気を治して欲しい」という願いを叶えられなかったことから、奏汰が「かみさま」ではない一人の人間であると知り、何度か奏汰を深海家から解放しようと試みた。行動を問題視され深海家からは遠ざけられたため、奏汰を『流星隊』の同輩である千秋に託し、自分は『流星隊』から脱退した。  『!!』では主に海外で活躍している。『fine』や『Knights』も直接対決を避けるとして、インターネット上の最強アイドル談義では名前が挙がっている。自らを「ヒーローと名乗る資格がない」と称する。両親が深海家の宗教を信仰しているため、奏汰を救って以降は家族との折り合いが悪く、両親の伝手を使っていたアイドル活動も振るわない様子。『ALKALOID』のレッスンのコーチを請け負おうとした。星奏館では日々樹渉、明星スバル、春川宙と同室で、部屋は1階にある。  夏よりこはくとのユニット『Double Face』としての活動も開始。アイドル活動もしつつ、アイドル業界に関わる不穏分子の排除のために暗躍している。こはくには自分に似たものを感じている様子。  『SS』予選会における『指令』は、『MaM』は『SS』予選会への参加条件を満たしていないため、『Double Face』として参加する前は与えられていなかった。『Double Face』として参加したあと、『SS』予選会において与えられた『指令』は「メンバー全員に一日一回『ありがとう』と言うべし」、『裏指令』は「『ゲートキーパー』と手を組み、『ゲートキーパー』の指示通りに動かなければならない」、『裏指令』に逆らった場合の罰則は「斑の妹を殺す」。

#### Special for Princess!（スペシャルフォープリンセス）
2024年11月結成。THUNDERBOLT CHALLENGE 4pieceの選抜外メンバー4名で結成された、二つの心を持ったドリーミーなユニット。コンセプトに沿ったパフォーマンスが特徴。通称「エスプリ」。雑誌やCM、ネットの配信など若者らしいキャッチーなアプローチを中心に行っている。テーマカラーはドリーミーピンクとメランコリーバイオレット。ファンのことは『ハートちゃん』と呼んでいる。
エス / 冴霧 笑主（さぎり えす）
声 - 豊島修平
身長：160cm / 体重：50kg / 誕生日：9月12日 / 血液型：B型 / キャッチフレーズ：アイドルはおれの冒険（アドベンチャー）！
『Special for Princess!』リーダー。チャレンジ精神旺盛で、いつでも元気溌剌な性格。身体や口を動かしていて忙しないが、冒険好きで何かと器用。父も元アイドルだったが、飛行機事故で他界している。ナイスPにスカウトされて参加した【4piece】にわくわくしている。アイドルという新しい環境で、自分がどんな冒険に挑戦するのか楽しみにしており、アイドルとしての自分らしさを見つけたいと思っている。
【4piece】では第一会場である『王子城』に配属された。
カンナ / 名都 神無（なつ かんな）
声 - 榊原優希
身長：163cm / 体重：50kg / 誕生日：6月1日 / 血液型：A型 / キャッチフレーズ：オーダーしてもスマイルしません
人や物事を分析し、分類・判断するロボットのような少年。感情の起伏があまりなく、何かと簡単なコミュニケーションで済まそうとする。ナイスPにスカウトされてオーディション番組【4piece】に仕事の一環で参加している。身の安全が守られる環境であれば特別努力する気はなく、必要なことにのみ注力すれば良いと思っている。
【4piece】では第四会場である『闘技場』に配属された。
ユメ / 花群 冬芽（はなむら ふゆめ）
声 - 草野太一
身長：156cm / 体重：48kg / 誕生日：12月2日 / 血液型：O型 / キャッチフレーズ：あなたもきっとユメの世界♪
盲目的で利己主義的な少年。コスプレイヤーとしての活動経験があり、自分の見せ方にはこだわりがある。ナイスPにスカウトされ、エスに付いていく流れで参加している。自分自身の見せ方は自分が一番知っているつもりだが、エスが理想的なアイドルになってくれるのであれば努力は惜しまないつもりでいる。エスの父を「王子さま」と呼んでいた。兄がいる。
【4piece】では第一会場である『王子城』に配属された。
ライカ / 宝丈 萊香（ほうじょう らいか）
声 - 照井悠希
身長：158cm / 体重：48kg / 誕生日：5月22日 / 血液型：B型 / キャッチフレーズ：歌なら空を飛べる鳥！
明るくて腰は低いが、ちょっと手癖の悪い少年。歌が好き。常識が少々欠けており、『善いこと』の分別が曖昧になっている。ナイスPに歌を見込まれ、オーディション番組【4piece】に気構えることなく参加している。朔間兄弟とは遠い親戚。憧れの人と楽しくアイドルができて、歌をたくさんの人に聞いてもらいたいと思っている。
【4piece】では第二会場である『美食街』に配属された。

#### Double Face（ダブルフェイス）
三毛縞斑と桜河こはくによる2人組ユニット。こはくは『Crazy:B』としてはコズミックプロダクションに所属しているが、『Double Face』自体の所属事務所はニューディメンションとなる。テーマカラーはモスグリーン。2020年6月17日に実装が予告され、同年7月16日に詳細が明らかになった。ナイトキラーズなどといったイベント限定ユニットを除けば初の既存キャラのみで結成されたユニットとなる。活動の主目的はアイドルとしての活動ではなくESに仇なす存在への報復である。
2023年8月に行われたイベントのストーリーにおいて解散が描かれ、以降はユニットの情報もアプリ内・公式ホームページ内から閲覧できなくなっている。現行、公式ホームページに正式にデータが存在したことがあるユニットとしては唯一となる解散ユニット。
三毛縞 斑（みけじま まだら）
詳細は #MaM の項を参照。
桜河 こはく（おうかわ こはく）
詳細は #Crazy:B の項を参照。

### THUNDERBOLT CHALLENGE 4piece（サンダーボルトチャレンジフォーピース）
『Thunderbolt Entertainment』が主催するオーディション番組【THUNDERBOLT CHALLENGE 4piece】。通称【4piece】は、世界に羽ばたく『ドリームユニット』を結成するためにアイドルを審査する。主催するプロデューサーはナイスP（ナイス・アルネブ・サンダー）。ES2年目から登場。出場者のうち、笑主（エス）・神無（カンナ）・冬芽（ユメ）・萊香（ライカ）の4名により、「Special for Princess!」が結成された一方、伊吹は紅月の追加メンバーとして加入した。
ナイス・アルネブ・サンダー
声 - 鈴木崚汰
身長：180cm / 体重：67kg / 誕生日：9月3日 / 血液型：AB型 / キャッチフレーズ：元人気アイドルの精鋭プロデューサー
海外の総合エンターテインメント会社『Thunderbolt Entertainment』からやって来たプロデューサー。アイドル業界をさらに輝かせようとオーディション番組【4piece】を引っ提げて日本にやってきた。アイドルストーリー ナイス・アルネブ・サンダー『第一話』より本名は桟田善秀（さんだ よしひで）という。

### ナイスドリームユニット
「日本から世界へ羽ばたくアイドルを生み出す」と謳ったオーディション、【THUNDERBOLT CHALLENGE 4piece】を突破したアイドルによるユニット。パフォーマンス・ボーカル・ダンスというそれぞれのジャンルに特化したユニットである。

#### MODE/D（モード・ディー）
ダンスに特化したユニット。力強さと繊細さを兼ね備えた動きで見ている人たちを魅了する。キャッチコピーは「captures you and never lets go」。
衣更 真緒（いさら まお）
詳細は #Trickstar の項を参照。
守沢 千秋（もりさわ ちあき）
詳細は #流星隊 の項を参照。
巴 日和（ともえ ひより）
詳細は #Eve の項を参照。
月永 レオ（つきなが れお）
詳細は #Knights の項を参照。

#### TearS（ティアーズ）
ボーカルに特化したユニット。ときに力強く、ときに切なくなるような歌声で会場を沸かせる。キャッチコピーは「overflow as I think of you」。
天城 一彩（あまぎ ひいろ）
詳細は #ALKALOID の項を参照。
漣 ジュン（さざなみ じゅん）
詳細は #Eve の項を参照。
瀬名 泉（せな いずみ）
詳細は #Knights の項を参照。

#### PIKAPIKA（ピカピカ）
パフォーマンスに特化したユニット。それぞれの会場で見る人を意識し、あっと驚かす感動や衝撃で心を揺らす。キャッチコピーは「brightly illuminates you」。
日々樹 渉（ひびき わたる）
詳細は #fine の項を参照。
葵 ひなた（あおい ひなた）
詳細は #2wink の項を参照。
天満 光（てんま みつる）
詳細は #Ra*bits の項を参照。
春川 宙（はるかわ そら）
詳細は #Switch の項を参照。

### 『P機関』
アイドルを補佐するための組織。プレイヤー扮する「プロデューサー」もここに所属する。
あんず
声 - 坂本真綾（テレビアニメ版）
本作におけるプレイヤーの分身（名前変更可能）。「私立夢ノ咲学院」唯一の女子生徒で、プロデュース科所属の2年生。プロデュース科の在籍者は彼女のみなので、授業や教室はアイドル科2年A組と合同となる。ゲーム好きな弟がいる様子。手先が器用でユニット衣装を短期間で製作できる。仕事人間であり、プロデューサーとしての立場を徹底としている。アニメでビジュアルが判明した。
『!!』では『P機関』の中心人物として、ESのアイドル全体のプロデュースに関わっている。そのおかげで、業界内でも大物プロデューサーとして注目されている様子。また、夢ノ咲学院プロデュース科唯一の最上級生として、後輩の育成にもあたっている。
ESビルの中では『プロデューサー』と呼ぶよう天祥院英智からアイドルに言い渡されているが、夏あたりには名前呼びに戻っているアイドルも多く出ている。春にはスバルにインタビューを受けている。去年に引き続き、仕事に没頭し過ぎて残業してしまい、つむぎや椚に注意されているが、水曜日は早めに退勤してレディースデイで映画を見たり、日頃から化粧に気を使うようになるなど、前より女性らしさが出るようになった。真緒曰く「すっかり大人びた」とのこと。
SSにおいてはゲートキーパーの監視下に置かれる。しかし渡されたクレジットカードを限度額まで使うなど比較的好き勝手にふるまっている様子。
佐賀美 陣（さがみ じん）
声 - 樋柴智康
身長：178cm / 体重：65kg / 誕生日：12月11日 / 血液型：A型 / 担当：一般教養 / クラス：保健医 /  キャッチフレーズ：傍観する極楽ドクター
『！』では2-Aの担任にしてスポーツドクター。生徒の体調管理を任されているが、自分自身は一切管理できておらず、酒も煙草もたしなむ「医者の不養生」を体現したような人物。 暢気でマイペースな性格。保健室を半ば私物化している。夢ノ咲学院OBで元アイドル。椚章臣とはアイドル時代からの知り合いで先輩後輩の間柄。在学当時は流星隊の助っ人（流星レインボー）として活躍していた。漣ジュンの父親とは確執があった。北斗の父・誠矢とは知己で、北斗が幼い頃からの顔見知りであるため、度々北斗を「ほっちゃん」と呼ぶ。Saga計画ではアイドルに一時的に復帰する。
椚 章臣（くぬぎ あきおみ）
声 - 駒田航
身長：178cm / 体重：64kg / 誕生日：2月25日 / 血液型：A型 / 担当：生活指導 / クラス：声楽 /  キャッチフレーズ：冷徹な審判者
『！』ではアイドルの専門科目と生徒指導の担当で、生徒会顧問。真面目で神経質な性格で、他人にも自分にも厳しい。夢ノ咲学院OBで、かつてはマルチアイドルとして活躍していた。佐賀美陣とはアイドル時代からの知り合いで先輩後輩の間柄。かつてスーパーアイドルとしてアイドル業界を背負い込まされた陣の負担を間近で見ていたため、一握りの天才に負担を強いるアイドル業界を、大勢の凡人で支える仕組みに変革しようとする天祥院英智に共感する。モデルの後輩として泉や真を気に掛け、嵐には憧れられている。陣曰く、病気や怪我など、何らかの不可抗力で芸能界を引退したらしい。
氷鷹 誠矢（ひだか せいや）
声 - 三木眞一郎
身長：179cm / 体重：63kg / 誕生日：5月27日 / 血液型：A型 / キャッチフレーズ：閃光のホークアイ
氷鷹北斗の実の父親。メインストーリー第三部である「Saga」後編の公開に伴いビジュアルが公開される。サガ計画においては、『Eve』の二人を従えた『Lilith』を率い、北斗ら『Rain-bows』の前に立ちはだかった。誠矢の親も芸能人で、赤ん坊の頃から親のおまけとしてテレビに出演している。物心がつく前から子役として活躍し、夢ノ咲学院に入学した頃からアイドルとして大ブレイクした。結婚した頃に一時的に休暇を取ったものの、生まれてからのほぼ全てを芸能界で生きている純正アイドル。息子を「ほっちゃん」と呼び、妻と息子を溺愛しているが、北斗には反抗されている。ゲーム内で初めて登場した現役の大人のアイドル。佐賀美陣は「結婚しない昔ながらのアイドル」なので、妻子持ちのアイドルという点でも初。明星スバルの父親とは親友だった。立ち絵では結婚指輪をしている。北斗の幼少期に陣を家に招いたことがある他、新年にホームパーティーを開く描写がある。新年のホームパーティーに明星家を招くか悩んだことが、北斗の口から語られた。前述のとおり北斗のことを溺愛しているが、対決や論戦では一切手を抜かず、その実力と老獪さを遺憾なく発揮して容赦なく北斗の未熟さを突く冷酷さも持ち合わせている。
現在、『！』時代のキャラクターとしては唯一公式ホームページに記載がない（イベントには登場している）。
ゲートキーパー
声 - 武内駿輔
身長：179cm / 体重：70kg / 誕生日：- / 血液型：B型
『!!』から登場。「『SS』運営委員会」の関係者として『SS』の進行に関わる人物。 アイドルたちに対して高圧的で、とある人物とも因縁がある。
黒根 ひつぎ（くろね ひつぎ）
声 - 永塚拓馬
身長：158cm / 体重：47kg / 誕生日：12月21日 / 血液型：O型
『!!』から登場。夢ノ咲学院のプロデュース科に転入してきた男子生徒。落ち着きがなく会話が苦手で、少しでも話が長くなるとパンクしてしまう。入学した目的は「夢ノ咲学院の七不思議を調べること」。ある人物に恨みを抱いており、ゲートキーパーを「おじさん」と呼ぶなど謎が多い。
NEGI
ひつぎの別人格で、ひつぎは「お姉ちゃん」と呼んでいる。薫が管理を任されている地下ライブ場で過去の歌をカバーしている路上アーティスト的存在。この人格が出ている時はスカートを着用しており、その間の記憶はひつぎは覚えていないが、映像やメモを通して会話をすることは可能。

## 用語

### あんさんぶるスターズ！

#### ストーリー内用語
学院祭
毎年春に行われる、「S1」に相当するレベルのイベント。生徒会の仕切りで、一般客がたくさんくる。学院祭のしばらく前に前夜祭、後に後夜祭がある。アイドル科はユニット単位で出し物（喫茶店やヒーローショウなど）をする。部活動で出し物をするメンバーもいる。担当ライターは結城由乃。
校内アルバイト
校内で公式に認められているアルバイトのこと。掃除、ライブ衣装のデザインや縫製、洗濯、ドリフェス受付などがある。昔から慣習的に存在していたが、蓮巳が規則として正式に整備し、現在は生徒会が管理している。報酬として校内通貨を得ることができ、得た校内通貨はユニット活動の資金にできる（現金化もできるが換金レートは悪い）。楽曲レンタル制度（自分の作った楽曲を登録し、持ち歌が少ないユニットに有償で貸し出す制度）も校内アルバイトの一部に当たると考えられる。
体育祭
学院内で行われる秋のイベント。9月中旬に行われる。クラス、ユニット、部活動などの単位で活躍する。体育祭付近は公認のドリフェスは行われない。担当ライターは結城由乃。
追憶
過去編のこと。タイトルが「追憶」から始まるイベントストーリーは全て、DDD前の1年の間の出来事を回想する形となる。3年生は2年生、2年生は1年生、1年生は学外の見学者として登場する（留年している場合はこの限りではない）。「マリオネットの糸の先」「集いし三人の魔法使い（エレメント）」「春待ち桜と出会いの夜（ロケットスタート）」「モノクロのチェックメイト」「それぞれのクロスロード」「流星の篝火（メテオインパクト）」の6つがある。3年生を中心に過去の学院の様子を知ることができ、なぜ天祥院がドリフェス制度を導入したか・それにより天才達がどうなったか・なぜTrickstarが革命を志したか、を垣間見ることができる。追憶におけるプロデュースコースのイベントはストーリーに出てくるキャラクター視点となるため、転校生に対する対応と友人に対する対応の差を知ることができるのも醍醐味の一つ。追憶以外でも、時系列が「過去」のストーリーが挿入されることはある。担当ライターは日日日。
ドリフェス
正式名称は『ドリームアイドルフェスティバル』。2組のアイドルユニットがライブ中に歌や踊りの技術を競い優劣を付けるイベントで、夢ノ咲学院で行われるライブは説明がなければ全てドリフェスとなる。学院の伝統的なドリフェスとして、空手部主催の「龍王戦」、Knightsの「デュエル」「ジャッジメント」などがある。メインストーリーの一年前に天祥院英智が制度を改革し、ドリフェスへの参加歴や勝率、ドリフェス見学履歴を成績に反映するようにした。またその際、ドリフェスを規模に応じて「S1」「S2」「A1」「B1」にランク分けした（後に「S3」が作られた）。「S1」は年3回季節ごとに行われる最も大きなドリフェスで、学院内ほぼ全てのユニットが参加し、外部からも観客を呼ぶ（臨時で「S1」規模のドリフェスを新設することもある）。「S2」が生徒会公認のドリフェスで、観客は主にアイドル科以外の校内。「A1」は春に行われるドリフェスで新入生がメインとなる（なずなが初めてRa*bitsとして歌ったドリフェスがA1）。「B1」が生徒会の許可が無い非公式のドリフェスで、非公式ゆえにオリジナルの変わったルールが作られることが多い（肉弾戦可、チェスの駒になぞらえる、など）。前述の伝統的なドリフェスは当初全て「B1」に該当し、生徒会の取り締まり対象だったが、Trickstarの革命の結果認められるようになり、後に「S3」として生徒会に申請すれば認可されるよう整備された。「S3」認可にあたっては審査があり、「龍王戦」など一部のドリフェスは引き続き「B1」として取り締まられる見込み。ドリフェスは基本的に夢ノ咲学院内でのライブイベントであり、校外で行うライブはドリフェスではない普通のライブとなる。以下、主なドリフェスを示す。
DDD
メインストーリー内。春、主人公達の行動を見て、天祥院英智が特例で企画したドリフェス。優勝したユニットには、本来fineに与えられていた、年末の『SS』に夢ノ咲代表として出場する権利が与えられる。出場条件はユニットであることで、パフォーマンス開始時に舞台上にユニットメンバーが二人以上いる必要がある。メインストーリー内なのでライターは日日日。
七夕祭
「S1」のうちの一つ。7月7日（七夕）の頃に行われる。転校生が企画した最初のドリフェス。形式はKnightsの「デュエル」に似ており、同じ舞台の上で2つのユニットが同時にライブを行い、観客は応援するユニットの短冊を掲げて投票する。勝ったユニットはそのまま舞台に残る。負けたユニットは降壇し、次の挑戦者が登壇する（負けたユニットも一旦壇上から降りるだけで、再戦はできる）。勝ったユニットは、勝つたびに短冊に書かれたファンの願いを一つ叶えなければならない。屋外のステージで行うため、衣装は防水。担当ライターは日日日。

ハロウィンパーティ
「S1」のうちの一つ。10月31日（ハロウィン）に行われる。転校生が企画した。七夕以上の規模になった。仮装することが参加条件で、観客もアイドルも何らかの仮装を求められる。当日はアイドルは早朝に準備し、日が暮れるまで学院内を歩いて観客と交流。日が落ちてから順番にステージでライブを行う。サイリウムはカボチャの形をしている。ウェブアンケートから投票も行えるが、公式の勝敗はつかない。校内で生徒が手作りしたお菓子なども入手できる。10月末日を含むため、本ゲームでは11月上旬のイベントとなる。担当ライターは日日日。
スターライトフェスティバル（スタフェス）
「S1」のうちの一つ。12月25日（クリスマス）に行われる。午前（予選）と午後（本選）に分かれている。スタート時に全てのユニットに持ち点が配られる。午前中は学院中のステージでドリフェスを行い、勝ったユニットは負けたユニットのポイントを総取りできる。午前が終わった時点のポイント合計が上位に入ると、メインステージで行われる午後のドリフェスに参加できる。午後のドリフェスは点数が低い順に行い、点数が高いほど出番が後になる。参加条件はDDDと同じく、ユニットであること。夢ノ咲のほぼ全てのユニットが参加した。午前終了時の順位は、1位が『Trickstar』、2位が『UNDEAD』、4位が『fine』、5位以下に『Knights』、午後に出場できるギリギリの順位に『Ra*bits』。前々日に宣伝のための「イブイブライブ」も行われる。担当ライターは日日日。
ショコラフェス
2月14日（バレンタインデー）に行われる。「S1」と同程度の大規模なドリフェス。勝ち負けのない特殊なドリフェスで、全国のアイドル学校で一斉に行われる。参加するユニットの条件もなく、プログラムの順番に従ってユニットがライブを行う。バレンタインデーに贈り物をする側は海外では男女を問わないことから、夢ノ咲ではアイドルが観客を歌とチョコレートでもてなすイベントとなっている。観客側は、アイドルからチョコレートをもらうために、ショコラフェスに参加する全てのユニットのライブを見てスタンプを集める必要がある。アイドル側にとっては、自分のファンでない観客にライブを見てもらう貴重な機会となる。アイドルが準備するチョコレートはユニットごとに異なり、手作りするユニットも多いが、既製品を調達することもできる。『Knights』が優れた成績を収めた。担当ライターは結城由乃。
返礼祭
3月14日（ホワイトデー）に行われる。ホワイトデーと銘打っているものの、ストーリーのメインは所謂「3年生を送る会」。形式はショコラフェスと大差ない代わり、ユニットの参加申請、ライブの運営などは下級生が中心となって行う。3年生にとっては夢ノ咲の生徒として参加する最後のドリフェス。流星隊など代替わりするユニットの場合、返礼祭で次代のリーダーを発表する。3年生の卒業後の進路詳細が判明することが多い。ショコラフェスと同じくお菓子を配るが、ショコラフェスの混乱を受け、今回は全て業者が手配したもの。ショコラフェスの成績を踏まえてライブの順番や場所が準備される。担当ライターは日日日。

ユニット
ライブを行う小集団で、2 - 5人で構成される。ストーリー内では6人以上でも結成できるが、報酬はユニット単位であるため大人数にするメリットがないとされる。天祥院のドリフェス制度導入前は、大人数のユニットも存在した（むしろ大人数のユニットが基本で、「チェス」は全校生徒の半数以上が在籍した他、「流星隊」も1軍・2軍に分かれていた）。『！』のゲームシステム上では、1ユニットに5枚のカードを編成するため、6人以上のユニットを実装できない。唯一MaMだけが存在できないはずのソロユニットとして公認されているが、三毛縞卒業後は校則を改訂すると生徒会関係者が明言している。『!!』でのユニットは3-6人と定義されているが、コズプロは別カウントの様子。
臨時ユニット
普段所属しているユニットとは別に、一時的に別のメンバーとユニットを組むことができる。天祥院が知らない間に蓮巳が明文化した制度だが、天祥院も活用している。名前のついている臨時ユニットに、『ナイトキラーズ』『Rain-bows』『Ba-barrier』『Lilith』『トロイメライ』などがある。一度登録したものを解散させる描写は、正式なユニット・臨時ユニット共になく、例えば仁兎は書類上『Valkyrie』と『Ra*bits』の両方に所属しており、解散したはずの『デッドマンズ』は存続している上、臨時ユニット『ナイトキラーズ』はいつでも再結成できる。追憶における三毛縞の『流星隊』脱退届が受理されているかは不明。ユニット制度は夢ノ咲内の制度なので、メンバーが転校してしまった旧『fine』は、物理的に再結成できない。『!!』においては定期的に「事務所横断企画」が行われており、所属ユニットだけでなく所属事務所もバラバラな4～5人のユニットが度々誕生している。

SS
年末に日本中のトップアイドルが集う、夢ノ咲学院主催のライブイベント。優勝すると名実ともにその年を代表するトップアイドルとなる。メインストーリー2部に該当。
Project-Saga（サガ計画）
元トップアイドル・佐賀美陣が師匠役となり、現役の男子高校生アイドルを導くという、雑誌の連載企画。本計画に影響を受けて、似たようなプロジェクトが他にも生まれ、往年のアイドルが復帰するきっかけになったという。メインストーリー3部に該当。

#### ゲーム・イベント関連用語
スターメダル
アイテムの一つ。プロデュース中に動物のいる場所をタップするとドロップする。500枚集めるとレインボーロードを開放するために必要なレインボーキーが入手できる。300 - 5000枚集めると☆3 - ☆4の限定カードが入手できる。スターメダルで交換できる教師のカードは、アルバムから取り出せない観賞用カード。5000枚で交換できる☆4カードは、過去のイベント内で活躍しているのに枚数の都合上☆4・☆5にならなかった（専用スチルを付けられなかった）キャラクターのもので、☆4カードが実装されると該当ストーリーでもスチルが追加される。
ドリフェス特別大会
プレイヤーが参加できるゲーム内イベントの一種。事前に参加申請することで、毎月11日からの復刻期間中に、復刻イベントに参加できない代わりにドリフェス特別大会に参加できる。プレイヤーは5枚のカードでユニットを組み、LPを消費して他のプレイヤーにドリフェスを申し込む。ドリフェスに参加してポイントを稼ぐと、「レモンの蜂蜜漬け」や「お弁当」といった有効期限のないアイテムを入手できる。ドリフェス特別大会に参加した場合、復刻の期間は延長される。
虹色開花
才能開花したカードは、スターメダルで交換できるレインボーキーと大量のジュエルを使って、レインボーロードで更にステータスを上げることができる。レインボーロードを最大まで解放すると虹色開花となり、カードの枠が虹色のグラデーションに変わり、カードの絵にアイドルのサインが追加される。
復刻
過去のイベントをプレイすること。毎月11日15時から14日15時までと26日15時から29日15時までが復刻期間（2月の復刻期間は前半だけ）。ダイヤ15個を支払えば、半年以前の全てのイベントに復刻期間中の任意のタイミングで参加できる。ダイヤを支払ってから日付ベースで15日間、該当復刻に参加できるが、15日経つ前に中断することも可能。通常のイベントが10日間であるのに対し、復刻期間は15日間に延びている分、報酬に必要なポイント数も増えている（例えば、ポイントボーナス☆5は通常イベントでは110万だが復刻では170万）。得られるカードは各1枚までで、既に持っているカードは得ることができず、ライブ後のランダムドロップもない。ランキングボーナスのカードはスペシャルボーナスとして、該当イベントの当時のランキングのポイント数に比例する形で設定されている。

### あんさんぶるスターズ!!

#### ストーリー内用語
アンサンブルスクエア（ES）
4つの芸能事務所が入っているビルの名称。『!!』の4月に設立されたばかりで、現在の芸能界の中心地。20階にスターメイカープロダクション、18階にコズミックプロダクション、12階にリズムリンク、7階にニューディメンションの事務所が入っている。空中庭園や、地下にライブのできる劇場も構えている。近くに星奏館やセゾンアベニューがある。
サミット
ES首脳会談。各事務所の代表と補佐役が会談する場。『P機関』が監督兼議長であり、中立の仲介役となる。代表と補佐役は必ずしも固定ではなく、事務所の所長が代表とは限らない。
（スタプロの代表は天祥院英智、コズプロの代表は七種茨、リズリンの代表は蓮巳敬人、ニューディの代表は朱桜司である。補佐はスタプロは伏見弓弦、コズプロは2wink、リズリンは朔間零、ニューディは青葉つむぎである）
セゾンアベニュー
ESと同時期にできたショッピングモール。L$での支払いに対応している店舗もある。アベ町と略すアイドルもいる。
ドリフェス（D.L.F.S.）
ドリーム・ライブ・フルスコア・システムの略称。4つにランク分けされ、下から順に「N1」「R2」「R1」「SS」。「N1」は新人のための登竜門のドリフェスで、「N」は「新人（New Face）」の略称。「R1」は季節ごとに開かれている様子。
ビッグ3
ESのホームページに公開されているL$保持量ランキングで、L$保持量がカンストしている3つのユニット『fine』『Eden』『Knights』の総称。
ホールハンズ
ES所属のアイドルに支給されたスマートフォンに、デフォルトで入っているES限定のSNS。アイドル達の連絡手段。
星奏館
ESの所属アイドル達が住む寮。元々深海家の所有していた土地に建てられており、深海家に敬意を表するため「奏」の文字が入れられた。ES所属アイドルなら家賃はほぼ無料。新館と旧館があり、新館は2～4人部屋、旧館は4人部屋の描写がある。
ユニット
アイドルの小集団。2〜8名からなる。ES内ではユニット単位で行動することが基本。個人では食べていけないアイドルが寄り添ってできた仕組みで、夢ノ咲学院の制度がベースとなっている。事務所横断企画によって臨時で作ったユニットをシャッフルユニットと呼ぶことがある。
L$（リッドル）
ES内で流通しているお金で、仮想通貨のようなもの。相場は1L$=100円。ES周辺の施設で使用でき、日本円よりも安く物品を購入できる。主にESから公式に発注される仕事をこなすことで稼げる。食事等は現金でもまかなえるが、レッスン代や衣装代はL$でのみ支払える他、ユニット設立に当たってもL$でスターターキットを購入する必要がある。L$にはファンの好意や人気が如実に反映されるため、L$を稼ぐ量でアイドルとしての力量が分かるとされている。
L$保持量ランキング
ESの公式サイトで常時公開されているランキング。最も多くL$を保持するユニットはL$保持量がカンスト（1000万L$）しており、「ビッグ3」と呼ばれている。貯金額の多さのみを表しているため、Trickstarなどの稼いだらその分使うようなユニットはランキングに反映されにくい。
MDM
8月末日に開かれる、夏の終わりを告げる祭典。初年度におけるES最大の催し。出演には100万L$が必要。

#### あんさんぶるスターズ!! のゲーム用語
シャッフルイベント
特攻スカウトとイベントが一体となったイベント。通常、特攻スカウトとイベントは別々のストーリーだが、シャッフルイベントでは一つのストーリーの登場人物のカードが特攻スカウトとイベントのそれぞれに割り振られている。ポイントで報酬を得ることができる。Musicでは新曲がある。「シャッフルイベント」の名の通り、ストーリー上軸になるのは既に存在している既存ユニットではなくこのイベントのために事務所を跨いで選出されたメンバーが集まったシャッフルユニットである。Basicではポイントボーナスのほかにライブ達成報酬として「リボン」を獲得でき、それを報酬と交換可能。
ツアーイベント
特定のミッションが設定されているイベント。ポイントで報酬を得る以外に、ミッション報酬がある。ミッションをこなすことで、戦力が整っていなくても比較的容易に星5のカードを1枚入手できる（SS Finalではミッションをこなせば星5が2枚入手できた）。Musicにおける新曲はない。Basicでは一定回数のライブをクリアするたびに「公演」に挑戦でき、それぞれを特定の条件でクリアすることによって報酬を獲得できる。
ユニット新曲イベント
特定ユニットの箱イベント。ポイントで報酬を得ることができる。Musicでは対象ユニットの楽曲が実装される。Basicではシャッフルイベント同様ポイントボーナスのほかにライブ達成報酬として「リボン」を獲得でき、それを報酬と交換可能。

## 制作協力
- キャスティング - HALF H・P STUDIO
- ムービー - イクリエ
- BGM・SE - ユニークノート、Arte Refact
- テキスト協力 - 結城由乃、ゆーます、青春脚本
- 背景イラスト協力 - ぶるぅ・ぱんだ、すたじお月夜、岡田理恵子、岡田ゆみ、KINSHA
- 楽曲・振付制作協力 - フロンティアワークス
- MV演出 - ダンデライオンアニメーションスタジオ
- MVアニメーション - ダンデライオンアニメーションスタジオ、フライトユニット
- 背景演出制作 - クレイテックワークス、スタジオリント
- モーションキャプチャー協力 - バンダイナムコスタジオ、東映ツークン研究所、デジタル・フロンティア、LOGIC&MAGIC、cuore、マーザ・アニメーションプラネット
- 3Dキャラクターモデル - フライトユニット
- 3Dステージモデル - クレイテックワークス、ニューロン・エイジ、イクサ
- Live2D制作協力 - アプリファクトリーはるni
- デバッグ協力 - KINSHA、DIGITAL HEARTS

## メディアミックス

### テレビアニメ
2015年12月4日に行われたニコニコ生放送『ハピエレ公式生放送〜重大発表祭 冬の陣〜』にてアニメ化が発表された。当初は『あんさんぶるスターズ！THE ANIMATION』のタイトルで、ジェンコによるプロデュースで2017年放送予定だった が、2019年に延期が発表される。
その後、タイトルを『あんさんぶるスターズ！』と改めて制作が告知され 連続2クールアニメとして、2019年7月から12月までTOKYO MXほかにて放送された。

#### 制作（アニメ）
テレビアニメ版は先に上演されていた『あんさんぶるスターズ！ DREAM LIVE』（以下：『DREAM LIVE』）のリソースを活用したり、ライブ側の制作スタッフとも連携しつつも、デジタル作画などが導入された。たとえば、番組内で頻出するライブシーンの場合、マーザ・アニメーションプラネットによる『DREAM LIVE』用のデータをテレビアニメ向けに作り替えられている。ここで表情や目線などが修正ができない問題が発生したものの、これはディヴィッドプロダクションのデジタル作画チームが素材の上から作画で修正する形で対応した。

#### スタッフ（アニメ）
- 原作・キャラクター原案 - Happy Elements（カカリアスタジオ）[27]
- 監督 - 菱田正和[注 6][30][31]
- シリーズディレクター - ソエジマヤスフミ[27]
- シリーズ構成 - 日日日[26]
- チーフライター - 猪爪慎一[27]
- アニメーションキャラクターデザイン - 飯塚晴子、下谷智之、長田絵里[27]
- ミニキャライラスト制作 - 紙屋りな[30]
- 美術監督 - 山根左帆[27]
- 色彩設計 - 鈴木依里[27]
- 3D監督 - 日下大輔[27]
- 撮影監督 - 上條智也[27]
- 編集 - 長谷川舞[27]
- 音楽 - 加藤達也[26]
- 音楽プロデューサー - 桑原聖[26]
- 音響監督 - 濱野高年[27]
- 音楽制作 - フロンティアワークス
- プロデューサー - 青戸友香、宗村佳苗、千葉紘子、笠間寿高、秋本愛華
- アニメーションプロデューサー - 乙川将志
- アニメーション制作 - david production[26]
- 製作 - あんスタ！アニメ製作委員会（バンダイナムコアーツ、Happy Elements、フロンティアワークス、デイヴィッドプロダクション、ムービック）[26]

#### 主題歌

##### オープニングテーマ
「Stars' Ensemble!」
第1クールで使用。作詞は松井洋平、作曲・編曲は中土智博、歌はTrickstar、fine、UNDEAD、Knights、流星隊、Ra*bits、2wink、紅月、Valkyrie、Switch、MaMからなる「夢ノ咲ドリームスターズ」。
「キセキ」
第2クールで使用。作詞は松井洋平、作曲は桑原聖、編曲は酒井拓也と山本恭平。歌はTrickstar（第13、14、15、18、21、22話）あるいはEden（第16、17、19、20話）。第23話は両者が共に歌唱。

##### エンディングテーマ
「1st SING-ALONG☆」
第1、2話で使用。作詞はこだまさおり、作曲・編曲は山口朗彦、歌はTrickstar。
「IMMORAL WORLD」
第3、4話で使用。作詞はこだまさおり、作曲・編曲、矢鴇つかさ、歌はUNDEAD。
「メイド・イン・トキメキ♪」
第5、6話で使用。作詞はこだまさおり、作曲・編曲は大隅知宇、歌はRa*bits。
「月下無双、紅の舞」
第7、8話で使用。作詞は松井洋平、作曲は本多友紀、編曲は酒井拓也、歌は紅月。
「Mischievous Party Time!!」
第9、10話で使用。作詞は松井洋平、作曲は福田陽司、鈴木一史、編曲は鈴木一史、歌は2wink。
「始まりのファンタジア」
第11、12話で使用。作詞は松井洋平、作曲・編曲はRasmus Faber、歌はfine。
「メテオ・スクランブル☆流星隊！」
第13、14話で使用。作詞は松井洋平、作曲・編曲は岩崎貴文、歌は流星隊。
「Magic for your "Switch"」
第15、16話で使用。作詞はこだまさおり、作曲・編曲は中土智博、歌はSwitch。
「愉快痛快 That's alright!」
第17、18話で使用。作詞はナオト・インティライミ、佐伯youthK、作曲はナオト・インティライミ、編曲は大久保薫、歌はMaM。
「凱旋歌」
第19、20話で使用。作詞は松井洋平、作曲・編曲はKon-K、歌はValkyrie。
「Promise Swords」
第21、22話で使用。作詞はこだまさおり、作曲は桑原聖、編曲は酒井拓也、歌はKnights。
「Awakening Myth」
第23話で使用。作詞は松井洋平、作曲はTAKAROT & Funk Uchino、編曲はTAKAROT、歌はEden。
「Stars' Ensemble!」
第24話で使用。作詞は松井洋平、作曲・編曲は中土智博、歌は夢ノ咲ドリームスターズ。

##### 挿入歌
「CHERRY HAPPY STREAM」
作詞はMel*、作曲・編曲は矢鴇つかさ。歌はTrickstar（第1話）または氷鷹北斗（前野智昭）、明星スバル（柿原徹也）、遊木真（森久保祥太郎） 。
「RIOT WOLF」
第1話で使用。作詞はこだまさおり、作曲・編曲は中土智博、歌は大神晃牙（小野友樹）。
「Joyful×Box*」
第2、22話で使用。作詞はMel*、作曲・編曲は酒井拓也。歌はRa*bits（第2話）または天満光（池田純矢）、真白友也（比留間俊哉）、紫之創（高坂知也）（第22話）。
「歓迎☆トゥ・ウィンク雑技団」
第2話で使用。作詞はMel*、作曲・編曲は矢鴇つかさ、歌は2wink。
「ONLY YOUR STARS!」
第2、12話で使用。作詞は松井洋平、作曲・編曲は中土智博、歌はTrickstar。
「Gate of the Abyss」
第3、7話で使用。作詞は松井洋平、作曲は桑原聖、編曲は山本恭平、歌はUNDEAD（第3話）、大神晃牙（小野友樹）（第7話）。
「Melody in the Dark」
第3、12話で使用。作詞はMel*、作曲・編曲は原田篤、歌はUNDEAD。
「花燈の恋文」
第4話で使用。作詞はMel*、作曲・編曲は原田篤、歌は紅月。
「シュガー・スパイス方程式」
第4話で使用。作詞はMel*、作曲は桑原聖、編曲は酒井拓也、歌は2wink。
「Rebellion Star」
第4、5、8、9、10、22話で使用。作詞はMel*、作曲は桑原聖、編曲は酒井拓也。歌はTrickstar（第4、5、8、22話）または明星スバル（柿原徹也）、遊木真（森久保祥太郎）、衣更真緒（梶裕貴）（第9、10話）。
「聖少年遊戯」
第5、6話で使用。作詞は宝野アリカ、作曲・編曲は片倉三起也、歌は旧Valkyrie［斎宮宗（高橋広樹）、仁兎なずな（米内佑希）、影片みか（大須賀純）］。
「終わらないシンフォニア」
第7、12話で使用。作詞はMel*、作曲は桑原聖、編曲は原田篤、山本恭平、歌はfine。
「Love Ra*bits Party!!」
第9話で使用。作詞はこだまさおり、作曲・編曲は陶山隼、歌はRa*bits。
「Genuine Revelation」
第11話で使用。作詞は松井洋平、作曲は桑原聖、編曲は脇眞富、歌は旧fine［天祥院英智（緑川光）、乱凪砂（諏訪部順一）、巴日和（花江夏樹）、青葉つむぎ（石川界人）］。
「HEART→BEATER!!!!」
第12、22話で使用。作詞は松井洋平、作曲・編曲は中土智博、歌はTrickstar。
「天下無敵☆メテオレンジャー！」
第13話で使用。作詞はMel*、作曲は原田篤、編曲は酒井拓也、山本恭平、歌は流星隊。
「羽ばたきのフォルティシモ」
第14話で使用。作詞はこだまさおり、作曲・編曲は石濱翔、歌はfine。
「Temptation Magic」
第14話で使用。作詞はこだまさおり、作曲は桑原聖、編曲は酒井拓也、歌はSwitch。
「魅惑劇」
第15話で使用。作詞は宝野アリカ、作曲・編曲は片倉三起也、歌はValkyrie。
「Sunlit Smile!」
第17話で使用。作詞は松井洋平、作曲・編曲はh-wonder、歌はEve。
「Blooming World」
第18話で使用。作詞はこだまさおり、作曲・編曲は本間昭光、歌はMaM。
「Checkmate Knights」
第18話で使用。作詞はMel*、作曲は桑原聖、編曲は酒井拓也、歌は瀬名泉（伊藤マサミ）、朔間凛月（山下大輝）、鳴上嵐（北村諒）、朱桜司（土田玲央）。
「Crush of Judgment」
第18話で使用。作詞はMio Aoyama、作曲・編曲は加藤裕介、歌はナイトキラーズ。
「BREAKTHROUGH!」
第20話で使用。作詞は松井洋平、作曲はKOUGA、中村佳紀、編曲は中村佳紀、KOUGA、歌はTrickstar。
「The Beast of the End」
第20話で使用。作詞はこだまさおり、作曲は本多友紀、編曲は脇眞富、歌はAdam。
「1st SING-ALONG☆」
第21話で使用。作詞はこだまさおり、作曲・編曲は山口朗彦、歌はTrickstar。
「TRICK with TREAT!!」
第21話で使用。作詞は松井洋平、作曲は桑原聖、編曲は酒井拓也、矢鴇つかさ、歌は2wink with UNDEAD。
「Mischievous Party Time!!」
第22話で使用。作詞は松井洋平、作曲は福田陽司、鈴木一史、編曲は鈴木一史、歌は2wink。
「Silent Oath」
第22話で使用。作詞は松井洋平、作曲・編曲は山木隆一郎、歌はKnights。
「砂上ノ楼閣」
第22話で使用。作詞は松井洋平、作曲は矢鴇つかさ、編曲は加藤達也、歌は旧Valkyrie［斎宮宗（高橋広樹）、仁兎なずな（米内佑希）、影片みか（大須賀純）］。
「Magic for your "Switch"」
第22話で使用。作詞はこだまさおり、作曲・編曲は中土智博、歌はSwitch。
「メテオ・スクランブル☆流星隊！」
第22話で使用。作詞は松井洋平、作曲・編曲は岩崎貴文、歌は流星隊。
「IMMORAL WORLD」
第22話で使用。作詞はこだまさおり、作曲・編曲は矢鴇つかさ、歌はUNDEAD。
「WONDER WONDER TOY LAND」
第24話で使用。作詞はこだまさおり、作曲・編曲は陶山隼、歌は2wink。
「THE GENESIS」
第24話で使用。作詞は松井洋平、作曲は本多友紀、編曲は酒井拓也、歌はEden。
「Infinite Star」
第24話で使用。作詞はこだまさおり、作曲は桑原聖、編曲は酒井拓也、歌はTrickstar。

#### 各話リスト
| 話数       | サブタイトル               | 脚本             | 絵コンテ          | 演出                      | 作画監督                                                                                                | 総作画監督                                 |
| ---------- | -------------------------- | ---------------- | ----------------- | ------------------------- | --- | ------------------------------------------ |
| 第一話     | 新風                       | 日日日 猪爪慎一  | 櫓下純白          | ソエジマヤスフミ          | 清水勝祐 藤優子 森幸子 楠木智子 澤田知世                                                                | 飯塚晴子 下谷智之 清丸悟                   |
| 第二話     | 咆哮                       | 日日日 猪爪慎一  | ソエジマヤスフミ  | ソエジマヤスフミ          | 藤優子 たかはしなぎさ                                                                                   | 飯塚晴子 下谷智之 清丸悟                   |
| 第三話     | 決行                       | 堀内全           | 岩崎知子          | 江副仁美                  | 稲垣麻奈美 森幸子 Kim Yoon Joung                                                                        | 飯塚晴子 下谷智之 清丸悟                   |
| 第四話     | 開花                       | 猪爪慎一 堀内全  | 横内一樹          | 横内一樹                  | 楠木智子 清水勝祐 澤田知世 近響子                                                                       | 飯塚晴子 下谷智之 清丸悟                   |
| 第五話     | マリオネット 〜前編〜      | 猪爪慎一         | 岩崎知子 櫓下純白 | 青柳宏宜                  | 李少雷 劉雲留                                                                                           | 飯塚晴子 下谷智之 清丸悟                   |
| 第六話     | マリオネット 〜後編〜      | 猪爪慎一         | 岩崎知子          | 三室健太                  | 佐々木幸恵 三橋桜子 飯飼一幸 二宮奈那子 大和田直之 向山祐治 壇浦啓伸                                    | 飯塚晴子                                   |
| 第七話     | 皇帝                       | 日日日 猪爪慎一  | 中谷亜沙美        | 中谷亜沙美                | 森幸子 Cha Myoung Jun 下谷智之                                                                          | 飯塚晴子 下谷智之 清丸悟                   |
| 第八話     | 亀裂                       | 堀内全           | 数井浩子          | 江副仁美                  | Cha Myoung Jun 楠木智子 Ku Ja Cheon                                                                     | 飯塚晴子 下谷智之 清丸悟                   |
| 第九話     | 反撃                       | 堀内全           | 青柳宏宜          | 青柳宏宜                  | 三浦春樹 森幸子 清水勝祐                                                                                | 飯塚晴子 下谷智之 清丸悟                   |
| 第十話     | エレメント 〜前編〜        | ヤスカワショウゴ | 横内一樹          | 横内一樹                  | 楠木智子 川口裕子 Cha Myoung Jun                                                                        | 飯塚晴子 下谷智之                          |
| 第十一話   | エレメント 〜後編〜        | ヤスカワショウゴ | 岩崎知子          | 工藤寛顕                  | 森幸子 Cha Myoung Jun 三浦春樹                                                                          | 飯塚晴子 下谷智之 清丸悟                   |
| 第十二話   | 決着                       | 猪爪慎一         | ソエジマヤスフミ  | 中谷亜沙美                | 西村彩 楠木智子 石橋大輔 中谷亜沙美                                                                     | 飯塚晴子 下谷智之 清丸悟                   |
| 第十三話   | スーパーノヴァ             | 柿原優子         | 三室健太          | 三室健太                  | 澤田知世 Cha Myoung Jun 森幸子 入江俊博 川口裕子                                                        | 飯塚晴子 下谷智之 清丸悟                   |
| 第十四話   | 七夕祭 〜前編〜            | ヤスカワショウゴ | 江副仁美          | 江副仁美                  | 牛島希 上原結花子 三浦春樹 木下由衣 森幸子 森藤希子                                                     | 飯塚晴子 下谷智之 清丸悟                   |
| 第十五話   | 七夕祭 〜後編〜            | ヤスカワショウゴ | 岩崎知子          | 青柳宏宜                  | 入江俊博 森幸子 楠木智子 Cha Myoung Jun                                                                 | 飯塚晴子 下谷智之 清丸悟                   |
| 第十六話   | サマーライブ 〜前編〜      | 猪爪慎一         | 横内一樹          | 横内一樹                  | 野村雅史 Cha Myoung Jun 胡陽樹 藤優子 澤田知世                                                          | 飯塚晴子 下谷智之 清丸悟 松元美季 川口裕子 |
| 第十七話   | サマーライブ 〜後編〜      | 猪爪慎一         | 中谷亜沙美        | 中谷亜沙美                | 近響子 Cha Myoung Jun 中谷亜沙美 森幸子 上原結花子 古賀美裕紀 入江俊博 千葉山夏恵 Ku Ja Cheon           | 飯塚晴子 下谷智之 清丸悟 松元美季 川口裕子 |
| 第十八話   | ジャッジメント             | 猪爪慎一         | 江副仁美          | 鈴木恭兵                  | 澤田知世 楠木智子 近響子 藤優子 森幸子 三浦春樹 重本和佳子                                              | 飯塚晴子 清丸悟 松元美季 川口裕子          |
| 第十九話   | オータムライブ 〜前編〜    | 柿原優子         | 藤本ジ朗          | 工藤寛顕                  | 西村彩 髙阪雅基 重本和佳子 牛島希                                                                       | 下谷智之 清丸悟 川口裕子                   |
| 第二十話   | オータムライブ 〜後編〜    | 柿原優子         | 櫓下純白          | 青柳宏宜                  | 森幸子 髙阪雅基 上原結花子 近響子 入江俊博                                                              | 下谷智之 松元美季 清丸悟 川口裕子          |
| 第二十一話 | ハロウィンパーティ         | ヤスカワショウゴ | 江副仁美          | 江副仁美                  | 三浦春樹 西村彩 澤田知世 藤優子 井上美香 玉置敬子 深谷悠貴 冨田泰弘 藤本真由 重内悠希                   | 下谷智之 清丸悟 中戸藍李                   |
| 第二十二話 | スターライトフェスティバル | 猪爪慎一         | 横内一樹          | 横内一樹                  | 森幸子 上原結花子 西村彩 木下由衣 Cha Myoung Jun 吉田隆彦 柳瀬譲二 入江俊博 近響子 藤優子               | 飯塚晴子 下谷智之 清丸悟 中戸藍李 川口裕子 |
| 第二十三話 | 努力                       | 猪爪慎一         | ソエジマヤスフミ  | 中谷亜沙美                | 澤田知世 中谷亜沙美 近響子 千葉山夏恵 西村彩 木下由衣 森幸子 森藤希子                                   | 飯塚晴子 中戸藍李 清丸悟 川口裕子          |
| 第二十四話 | 奇跡                       | 猪爪慎一         | ソエジマヤスフミ  | 江副仁美 ソエジマヤスフミ | 楠木智子 木下由衣 森幸子 西村彩 森藤希子 藤優子 大川美穂子 三浦春樹 入江俊博 澤田知世 千葉山夏恵 近響子 | 下谷智之 清丸悟 川口裕子 中戸藍李 飯塚晴子 |

#### 放送局
| 放送期間                     | 放送時間                     | 放送局       | 対象地域 | 備考                  |
| ---------------------------- | ---------------------------- | ------------ | -------- | --------------------- |
| 2019年7月7日 - 12月22日      | 日曜 22:30 - 23:00           | TOKYO MX     | 東京都   |                       |
|                              | 日曜 23:00 - 23:30           | KBS京都      | 京都府   |                       |
| 2019年7月8日 - 12月23日      | 月曜 0:30 - 1:00（日曜深夜） | サンテレビ   | 兵庫県   |                       |
|                              | 月曜 2:05 - 2:35（日曜深夜） | テレビ愛知   | 愛知県   |                       |
| 2019年7月10日 - 12月25日     | 水曜 0:00 - 0:30（火曜深夜） | BS11         | 日本全域 | BS放送 / 『ANIME+』枠 |
| 2019年8月1日 - 2020年1月16日 | 木曜 1:55 - 2:21（水曜深夜） | 長崎文化放送 | 長崎県   | 『あに。』枠          |

| 配信期間                 | 配信時間           | 配信サイト |
| ------------------------ | ------------------ | --- |
| 2019年7月7日 - 12月22日  | 日曜 22:30 - 23:00 | AbemaTV |
| 2019年7月11日 - 12月26日 | 木曜 12:00 更新    | アニメ放題 J:COMオンデマンド dアニメストア Netflix バンダイチャンネル ひかりTV ビデオパス Hulu milplus U-NEXT Amazonプライム・ビデオ GYAO!ストア TSUTAYA TV DMM.com ニコニコ動画 HAPPY!動画 ビデオマーケット music.jp ムービーフル Rakuten TV |

#### BD / DVD
| 巻 | 発売日         | 収録話          | 規格品番  | 規格品番  |
| 巻 | 発売日         | 収録話          | BD限定版  | DVD限定版 |
| -- | -------------- | --------------- | --------- | --------- |
| 1  | 2019年9月26日  | 第1話 - 第3話   | BCXA-1453 | BCBA-4953 |
| 2  | 2019年10月25日 | 第4話 - 第6話   | BCXA-1454 | BCBA-4954 |
| 3  | 2019年11月26日 | 第7話 - 第9話   | BCXA-1455 | BCBA-4955 |
| 4  | 2019年12月25日 | 第10話 - 第12話 | BCXA-1456 | BCBA-4956 |

#### ピクチャードラマ
DVD&Blu-ray各巻映像特典ピクチャードラマ。
- 脚本 - 猪爪慎一
- ミニキャライラスト制作 - 紙屋りな

| 和数 | サブタイトル | 出演                                 |
| ---- | ------------ | ------------------------------------ |
| 01   | 軽音部       | 朔間零、大神晃牙、葵ひなた、葵ゆうた |
| 01   | 空手部       | 鬼龍紅郎、南雲鉄虎                   |
| 02   | 演劇部       | 日々樹渉、氷鷹北斗、真白友也         |
| 02   | テニス部     | 仁兎なずな、遊木真、姫宮桃季、瀬名泉 |
| 03   | 海洋生物部   | 深海奏汰、羽風薫、神埼颯馬           |
| 03   | 忍者同好会   | 仙石忍                               |
| 04   | 紅茶部       | 朔間凛月、天祥院英智、紫之創         |
| 04   | ゲーム研究部 | 逆先夏目、春川宙                     |

#### ラジオ（アニメ）
あんさんぶるスターズ！ THE ANIMATION に〜ちゃん☆忍の放課後RADIO
アニメイトチャンネルにて2017年より配信。メインパーソナリティは米内佑希（仁兎なずな 役）、新田杏樹（仙石忍 役）。本配信に先駆けて2016年11月12日には「あんさんぶるスターズ! THE ANIMATION」に〜ちゃん☆忍の放課後RADIO in アニメイト新宿のタイトルでライブ配信された。

### 劇場アニメ
完全新作「あんさんぶるスターズ！！-Road to Show!!-」が、2022年3月4日に公開された。

#### スタッフ（劇場アニメ）
- 原作 - Happy Elements[38][39]
- 監督 - 菱田正和[38][39]
- チーフディレクター - 中谷亜沙美[38][39]
- 特技監督 - 三室健太[38][39]
- 脚本 - 木野誠太郎[38][39]
- キャラクター原案 - Happy Elements[38][39]
- アニメーションキャラクターデザイン・総作画監督 - 飯塚晴子[38][39]
- 美術監督 - 宮本実生[38][39]
- 色彩設計 - 鈴木依里[38][39]
- 撮影監督 - 上條智也[38][39]
- 編集 - 長谷川舞[38][39]
- 音楽プロデューサー - 桑原聖[38][39]
- 音楽 - 加藤達也[38][39]
- 音響監督 - 濱野高年[38][39]
- アニメーション制作 - david production[38][39]
- ミニキャライラスト制作 - 紙屋りな[39]
- 配給 - バンダイナムコアーツ[39]
- 製作 - あんスタ！！アニメ製作委員会

#### 主題歌（劇場アニメ）
「Life is so Dramatic!!」
歌は白鳥藍良（天﨑滉平）、桜河こはく（海渡翼）、葵ひなた（斉藤壮馬）、遊木真（森久保祥太郎）、衣更真緒（梶裕貴）、礼瀬マヨイ（重松千晴）、朔間凛月（山下大輝）、瀬名泉（伊藤マサミ）、朔間零（増田俊樹）、乱凪砂（諏訪部順一）からなる特別ユニット「SCREEN10」。

#### 同時上映（劇場アニメ）
公開1周目から4周目には、内容の異なる「ぶくスタ The WORLD」が週替りで同時上映された。天祥院英智の発案により、アイドル達が世界各地へ武者修行へ行くという内容。制作はイクリエ。

### Webアニメ
イベント「追憶*集いし三人の魔法使い」のストーリーを中心に映像化した3DCGアニメ『あんさんぶるスターズ！！追憶セレクション「エレメント」』が、2023年4月2日に東京ガーデンシアターで先行上映後、同月6日から11日にかけてYoutubeにて配信された。逆先夏目の視点から、一年前の夢ノ咲学院で起きたfineと五奇人のエピソードを描く。
第2期として、イベント「追憶*それぞれのクロスロード」のストーリーを中心に映像化した『あんさんぶるスターズ！！追憶セレクション「クロスロード」』が、2023年11月3日にパシフィコ横浜展示ホール A・Bホールで先行上映後、同月10日から15日にかけてYoutubeにて配信。
第3期として、『あんさんぶるスターズ！！追憶セレクション「チェックメイト」』が、2024年3月3日にパシフィコ横浜で先行上映後、同月10日から15日にかけてYoutubeにて配信。

#### スタッフ（Webアニメ）
- シナリオ原案 - 日日日[40]
- 監督 - ヤマサキオサム[40]
- シリーズ構成・脚本 - 猪爪慎一[40]
- 音楽 - 川井憲次[40]
- アニメーション制作 - ダンデライオンアニメーションスタジオ[40]
- 製作 - Happy Elements[40][44]、カカリアスタジオ（エレメント）[40]

### 舞台
2015年12月4日に行われたニコニコ生放送『ハピエレ公式生放送〜重大発表祭 冬の陣〜』にて舞台化が発表され、2016年より上演されている。本作での主人公である転校生は、一切登場せずに物語が描かれる。随所に挿入されるライブパートのみサイリウムやうちわなどの応援グッズが使用可能となる。
第1弾から第8弾まで、赤澤ムックが脚本を、宇治川まさなりが演出を担当していた。新シリーズよりほさかようが脚本と演出を担当している。また、劇団『ドラマティカ』シリーズは、伊勢直弘がACT1からACT3まで脚本と演出を担当、ACT4からは浅井さやかが脚本、山本一慶が演出を担当している。
公演Blu-rayおよびDVDの発売元は、マーベラス（第1弾から第8弾）、劇団『ドラマティカ』製作委員会（劇団『ドラマティカ』シリーズ）、あんステ製作委員会（新シリーズ）。CDの発売元はマーベラス（旧シリーズ）、劇団『ドラマティカ』製作委員会（劇団『ドラマティカ』シリーズ）。

#### 公演リスト

##### メインストーリー＆スピンオフ
原作のメインストーリーもしくは、イベントストーリーを再構築した内容。
第1弾『あんさんぶるスターズ！オン・ステージ』
2016年6月18日から26日までAiiA 2.5 Theater Tokyoで上演された。メインストーリーの第1章から第4章を再構築した内容となっている。
第2弾『あんさんぶるスターズ！オン・ステージ』〜Take your marks!〜
2017年1月5日から17日までAiiA 2.5 Theater Tokyoで、2017年1月25日から29日まで梅田芸術劇場 シアター・ドラマシティで上演された。メインストーリーの第4章から第5章を再構築した内容となっている。
第3弾『あんさんぶるスターズ！エクストラ・ステージ』〜Judge of Knights〜
2017年4月15日に幕張メッセで行われたイベント「あんさんぶるスターズ!2nd Anniversary ファン感謝祭」で発表された。
2017年9月7日から18日までシアター1010で、2017年9月22日から24日まで新神戸オリエンタル劇場で上演された。原作のイベントストーリー『反逆! 王の騎行』を基にしたスピンオフ作品。
第4弾『あんさんぶるスターズ！オン・ステージ』〜To the shining future〜
2018年1月19日から21日まで梅田芸術劇場 シアター・ドラマシティで、2018年1月25日から2月5日までシアター1010で上演された。メインストーリー第1部の完結編となっている。
ライブ『あんステフェスティバル』
2018年9月22日から24日まで横浜文化体育館で、2018年9月26日・27日に神戸ワールド記念ホールで開催された。
本公演を以て、伏見弓弦役の渡邉駿輝以外のfineのキャスト3名、紅月のキャスト3名が本作品から卒業した。
第5弾『あんさんぶるスターズ！エクストラ・ステージ』〜Memory of Marionette〜
2018年12月28日から30日まで天王洲 銀河劇場で、2019年1月10日から14日まで日本青年館ホールで、2019年1月18日から20日まで京都劇場で、2019年1月25日から2月3日まで梅田芸術劇場メインホールで、2019年2月6日から7日までアルモニーサンク北九州ソレイユホールで、2019年2月14日から15日まで仙台国際センター大ホールで上演された。原作のイベントストーリー『追憶*マリオネットの糸の先』、『演舞 天の川にかける思い』、『挑戦！ 願いの七夕祭』を基にしたスピンオフ作品。
第6弾『あんさんぶるスターズ！エクストラ・ステージ』〜Destruction × Road〜
2019年8月22日から23日まで梅田芸術劇場メインホールで、2019年8月30日から9月10日まで品川プリンスホテル ステラボールで、2019年9月14日から29日まで天王洲 銀河劇場で上演された。原作のイベントストーリー『出航！海上の海賊フェス』、『追憶＊それぞれのクロスロード』を基にしたスピンオフ作品。
第7弾『あんさんぶるスターズ！エクストラ・ステージ』～Night of Blossoming Stars～
2019年12月28日から29日まで福岡サンパレス ホテル＆ホールで、2020年1月9日から13日まで日本青年館ホールで、2020年1月16日から24日まで大阪メルパルクホールで、2020年1月31日から2月1日まで名古屋市公会堂で上演された。原作のイベントストーリー『迷い星＊揺れる光、プレアデスの夜』『追憶＊春待ち桜と出会いの夜』を基にしたスピンオフ作品。
第8弾『あんさんぶるスターズ！エクストラ・ステージ』～Meteor Light〜
2021年4月10日から25日まで天王洲 銀河劇場で、2021年5月13日から5月16日まで品川プリンスホテル ステラボールで上演された。原作のイベントストーリー『追憶＊流星の篝火』のエピソードを基にしたスピンオフ作品。
新シリーズ第1弾『あんさんぶるスターズ！THE STAGE』-Track to Miracle-
2022年2月19日から2月27日まで日本青年館ホールで、2022年3月4日から3月13日までAiiA 2.5 Theater Kobeで上演された。原作のメインストーリー第二部「キセキ」シリーズの『輝石☆前哨戦のサマーライブ』と『軌跡☆電撃戦のオータムライブ』を基にした二幕構成となっている。
新シリーズ第2弾『あんさんぶるスターズ！THE STAGE』-Witness of Miracle-
2022年10月7日から16日まで品川プリンスホテル ステラボール、2022年10月21日から28日まで京都劇場、2022年11月3日から6日までCOOL JAPAN PARK OSAKA WWホールで上演された。原作のメインストーリー第二部「キセキ」シリーズの『奇跡☆決勝戦のウインターライブ』基にしている。
ライブ『あんさんぶるスターズ！THE STAGE』-Party Live-
2023年3月25日 - 26日、ぴあアリーナMMで開催された。

##### 劇団『ドラマティカ』シリーズ
原作内に登場する演劇サークル・劇団『ドラマティカ』に焦点を当てたシリーズ。
劇団『ドラマティカ』ACT1／西遊記悠久奇譚
2021年10月23日から10月27日まで日本青年館で、2021年11月1日から11月7日までAiiA 2.5 Theater Kobeで、2021年11月12日から11月14日までTACHIKAWA STAGE GARDENで上演された。
劇団『ドラマティカ』ACT2／Phantom and Invisible Resonance
2022年6月24日から7月3日まで品川プリンスホテル ステラボールで、2022年7月8日から7月10日まで東大阪市文化創造館 Dream House 大ホールで、2022年7月14日から7月24日まで京都劇場で上演された。
劇団『ドラマティカ』ACT3／カラ降るワンダフル！
2023年10月17日から22日まで品川プリンスホテル ステラボールで、2023年10月27日から11月5日までサンケイホールブリーゼで、2023年11月17日から19日までキャナルシティ劇場で上演された。
劇団『ドラマティカ』ACT4／魔女とお菓子の家
2024年8月23日から9月8日まで品川プリンスホテル ステラボールで上演された。

#### キャスト（舞台）
エクストラ・ステージのメインユニットは青背景。
|              | 2016年 第1弾 | 2017年 第2弾 | 2017年 第3弾 | 2018年 第4弾 | 2018年 あんステフェス | 2018年 - 2019年 第5弾 | 2019年 第6弾 | 2019年 - 2020年 第7弾 | 2021年 第8弾 | 2021年 『ドラマティカ』ACT1 | 2022年 新シリーズ 第1弾 | 2022年 『ドラマティカ』ACT2 | 2022年 新シリーズ 第2弾 | 2023年 Party Live | 2023年 『ドラマティカ』ACT3 | 2024年 『ドラマティカ』ACT4 |
| Trickstar    | Trickstar    | Trickstar    | Trickstar    | Trickstar    | Trickstar             | Trickstar             | Trickstar    | Trickstar             | Trickstar    | Trickstar                   | Trickstar               | Trickstar                   | Trickstar               | Trickstar         | Trickstar                   | Trickstar                   |
| ------------ | ------------ | ------------ | ------------ | ------------ | --------------------- | --------------------- | ------------ | --------------------- | ------------ | --------------------------- | ----------------------- | --------------------------- | ----------------------- | ----------------- | --------------------------- | --------------------------- |
| 明星スバル   | 小澤廉       | 小澤廉       | -            | 小澤廉       | 小澤廉                | -                     | -            | 小澤廉                | -            | -                           | 竹中凌平                | -                           | 竹中凌平                | 竹中凌平          | -                           | -                           |
| 氷鷹北斗     | 山本一慶     | 山本一慶     | -            | 山本一慶     | 山本一慶              | -                     | -            | 山本一慶              | -            | 山本一慶                    | 山本一慶                | 山本一慶                    | 山本一慶                | 山本一慶          | 山本一慶                    | 山本一慶                    |
| 遊木真       | 松村泰一郎   | 松村泰一郎   | -            | 松村泰一郎   | 松村泰一郎            | -                     | -            | 松村泰一郎            | -            | -                           | 松村泰一郎              | -                           | 松村泰一郎              | 松村泰一郎        | -                           | -                           |
| 衣更真緒     | 谷水力       | 谷水力       | -            | 谷水力       | 谷水力                | -                     | -            | 谷水力                | -            | -                           | 谷水力                  | -                           | 谷水力                  | 谷水力            | -                           | -                           |
| fine         |              |              |              |              |                       |                       |              |                       |              |                             |                         |                             |                         |                   |                             |                             |
| 天祥院英智   | -            | 前山剛久     | 前山剛久     | 前山剛久     | 前山剛久              | 笹森裕貴              | -            | -                     | -            | -                           | 笹森裕貴                | -                           | 笹森裕貴                | -                 | -                           | -                           |
| 日々樹渉     | -            | 安井一真     | 安井一真     | 安井一真     | 安井一真              | 萩尾圭志              | -            | -                     | -            | 安井一真                    | -                       | 安井一真                    | 安井一真                | 安井一真          | -                           | 安井一真                    |
| 伏見弓弦     | -            | 野嵜豊       | 野嵜豊       | 野嵜豊       | 渡邉駿輝              | 渡邉駿輝              | -            | -                     | -            | -                           | 飯山裕太                | -                           | 飯山裕太                | -                 | -                           | -                           |
| 姫宮桃李     | -            | 星元裕月     | 星元裕月     | 星元裕月     | 星元裕月              | 副島和樹              | -            | -                     | -            | -                           | -                       | -                           | -                       | -                 | -                           | -                           |
| UNDEAD       |              |              |              |              |                       |                       |              |                       |              |                             |                         |                             |                         |                   |                             |                             |
| 大神晃牙     | 赤澤遼太郎   | 赤澤遼太郎   | -            | 赤澤遼太郎   | 赤澤遼太郎            | -                     | 赤澤遼太郎   | -                     | -            | -                           | -                       | -                           | -                       | -                 | -                           | -                           |
| 朔間零       | 小南光司     | 小南光司     | -            | 小南光司     | 小南光司              | -                     | 小南光司     | -                     | -            | -                           | -                       | -                           | -                       | 小南光司          | -                           | -                           |
| 羽風薫       | 奥谷知弘     | 奥谷知弘     | -            | 奥谷知弘     | 奥谷知弘              | -                     | 奥谷知弘     | -                     | -            | -                           | -                       | -                           | -                       | -                 | -                           | -                           |
| 乙狩アドニス | 瑛           | 瑛           | -            | 瑛           | 瑛                    | -                     | 瑛           | -                     | -            | -                           | -                       | -                           | -                       | -                 | -                           | -                           |
| Knights      |              |              |              |              |                       |                       |              |                       |              |                             |                         |                             |                         |                   |                             |                             |
| 月永レオ     | -            | -            | 橋本祥平     | 橋本祥平     | 橋本祥平              | -                     | -            | -                     | -            | -                           | -                       | 橋本祥平                    | -                       | 橋本祥平          | -                           | -                           |
| 瀬名泉       | 高崎翔太     | -            | 高崎翔太     | 高崎翔太     | 高崎翔太              | -                     | -            | -                     | -            | -                           | -                       | -                           | -                       | -                 | -                           | -                           |
| 鳴上嵐       | 北村諒       | -            | 北村諒       | 北村諒       | 北村諒                | -                     | -            | -                     | -            | -                           | -                       | 北村諒                      | -                       | 北村諒            | -                           | -                           |
| 朔間凛月     | -            | -            | 荒牧慶彦     | 荒牧慶彦     | 荒牧慶彦              | -                     | -            | -                     | -            | -                           | -                       | -                           | -                       | 荒牧慶彦          | -                           | -                           |
| 朱桜司       | -            | -            | 北川尚弥     | 北川尚弥     | 北川尚弥              | -                     | -            | -                     | -            | -                           | -                       | -                           | -                       | 北川尚弥          | -                           | -                           |
| 流星隊       |              |              |              |              |                       |                       |              |                       |              |                             |                         |                             |                         |                   |                             |                             |
| 守沢千秋     | -            | 佐伯亮       | -            | 佐伯亮       | 佐伯亮                | -                     | 佐伯亮       | -                     | 佐伯亮       | -                           | -                       | -                           | 佐伯亮                  | 佐伯亮            | -                           | -                           |
| 深海奏汰     | -            | 石井祐輝     | -            | 堀海登       | 堀海登                | -                     | 堀海登       | -                     | 井澤巧麻     | -                           | -                       | -                           | -                       | 井澤巧麻          | -                           | -                           |
| 南雲鉄虎     | 小西成弥     | 小西成弥     | -            | 小西成弥     | 小西成弥              | -                     | 小西成弥     | -                     | 中西智也     | -                           | -                       | -                           | -                       | 中西智也          | -                           | -                           |
| 高峯翠       | -            | 村川翔一     | -            | 村川翔一     | 村川翔一              | -                     | 一ノ瀬竜     | -                     | 松井勇歩     | -                           | -                       | -                           | -                       | 松井勇歩          | -                           | -                           |
| 仙石忍       | -            | 深澤大河     | -            | 深澤大河     | 深澤大河              | -                     | 深澤大河     | -                     | 深澤大河     | -                           | -                       | -                           | -                       | 深澤大河          | 深澤大河                    | -                           |
| Ra*bits      |              |              |              |              |                       |                       |              |                       |              |                             |                         |                             |                         |                   |                             |                             |
| 仁兎なずな   | -            | -            | 大崎捺希     | 大崎捺希     | 大崎捺希              | 大崎捺希              | -            | 大崎捺希              | -            | -                           | -                       | -                           | -                       | 大崎捺希          | -                           | 大崎捺希                    |
| 紫之創       | 櫻井圭登     | -            | 櫻井圭登     | 櫻井圭登     | 櫻井圭登              | 熊谷魁人              | -            | 熊谷魁人              | -            | -                           | -                       | -                           | -                       | 熊谷魁人          | -                           | -                           |
| 真白友也     | -            | -            | 宮崎湧       | 宮崎湧       | 宮崎湧                | 宮崎湧                | -            | 宮崎湧                | -            | -                           | -                       | -                           | -                       | 宮崎湧            | 宮崎湧                      | -                           |
| 天満光       | -            | -            | 夏目雄大     | 夏目雄大     | 奥井那我人            | 奥井那我人            | -            | 奥井那我人            | -            | -                           | -                       | -                           | -                       | 奥井那我人        | -                           | -                           |
| 2wink        |              |              |              |              |                       |                       |              |                       |              |                             |                         |                             |                         |                   |                             |                             |
| 葵ひなた     | 山中健太     | 山中健太     | -            | 山中健太     | 山中健太              | -                     | -            | -                     | -            | -                           | -                       | -                           | -                       | -                 | -                           | -                           |
| 葵ゆうた     | 山中翔太     | 山中翔太     | -            | 山中翔太     | 山中翔太              | -                     | -            | -                     | -            | -                           | -                       | -                           | -                       | -                 | -                           | -                           |
| 紅月         |              |              |              |              |                       |                       |              |                       |              |                             |                         |                             |                         |                   |                             |                             |
| 鬼龍紅郎     | 上田堪大     | 上田堪大     | 上田堪大     | 上田堪大     | 上田堪大              | 柳川瑠衣              | 武子直輝     | -                     | 武子直輝     | -                           | -                       | -                           | -                       | 武子直輝          | -                           | -                           |
| 蓮巳敬人     | 小松準弥     | 小松準弥     | 小松準弥     | 小松準弥     | 小松準弥              | 宮澤佑                | 宮澤佑       | -                     | 宮澤佑       | -                           | -                       | -                           | -                       | -                 | -                           | -                           |
| 神崎颯馬     | 樋口裕太     | 樋口裕太     | 樋口裕太     | 樋口裕太     | 樋口裕太              | 古畑恵介              | 神永圭佑     | -                     | 神永圭佑     | -                           | -                       | -                           | -                       | 神永圭佑          | -                           | -                           |
| Valkyrie     |              |              |              |              |                       |                       |              |                       |              |                             |                         |                             |                         |                   |                             |                             |
| 斎宮宗       | -            | -            | -            | -            | -                     | 山崎大輝              | -            | -                     | -            | 山崎大輝                    | -                       | 山崎大輝                    | -                       | 山崎大輝          | -                           | 山崎大輝                    |
| 影片みか     | -            | -            | -            | -            | -                     | 猪野広樹              | -            | -                     | -            | -                           | -                       | -                           | -                       | -                 | -                           | 猪野広樹                    |
| Switch       |              |              |              |              |                       |                       |              |                       |              |                             |                         |                             |                         |                   |                             |                             |
| 逆先夏目     | -            | -            | -            | -            | -                     | -                     | -            | 木津つばさ            | -            | 木津つばさ                  | -                       | -                           | -                       | 木津つばさ        | 木津つばさ                  | -                           |
| 青葉つむぎ   | -            | -            | -            | -            | -                     | -                     | -            | 工藤大夢              | -            | -                           | 工藤大夢                | -                           | 工藤大夢                | -                 | -                           | 工藤大夢                    |
| 春川宙       | -            | -            | -            | -            | -                     | -                     | -            | 世古口凌              | -            | -                           | -                       | -                           | -                       | -                 | -                           | -                           |
| MaM          |              |              |              |              |                       |                       |              |                       |              |                             |                         |                             |                         |                   |                             |                             |
| 三毛縞斑     | -            | -            | -            | -            | -                     | -                     | -            | -                     | 横井翔二郎   | -                           | -                       | -                           | -                       | 横井翔二郎        | 横井翔二郎                  | -                           |
| Adam         |              |              |              |              |                       |                       |              |                       |              |                             |                         |                             |                         |                   |                             |                             |
| 乱凪砂       | -            | -            | -            | -            | -                     | -                     | -            | -                     | -            | 松田岳                      | 松田岳                  | 松田岳                      | 松田岳                  | 松田岳            | 松田岳                      | -                           |
| 七種茨       | -            | -            | -            | -            | -                     | -                     | -            | -                     | -            | -                           | 橋本真一                | -                           | 橋本真一                | 橋本真一          | 橋本真一                    | -                           |
| Eve          |              |              |              |              |                       |                       |              |                       |              |                             |                         |                             |                         |                   |                             |                             |
| 巴日和       | -            | -            | -            | -            | -                     | -                     | -            | -                     | -            | -                           | 宮城紘大                | -                           | 宮城紘大                | -                 | -                           | -                           |
| 漣ジュン     | -            | -            | -            | -            | -                     | -                     | -            | -                     | -            | -                           | 岸本勇太                | -                           | 岸本勇太                | 岸本勇太          | 岸本勇太                    | -                           |

#### スタッフ（舞台）
第1弾から第8弾
- 原案 - あんさんぶるスターズ！（Happy Elements K.K）
- 演出 - 赤澤ムック
- 脚本 - 宇治川まさなり
- 音楽 - 角谷和俊
- 制作委員会 - あんステ製作委員会（マーベラス、Happy Elements K.K、フロンティアワークス）

新シリーズ
- 原作 - あんさんぶるスターズ！（Happy Elements株式会社）
- 脚本・演出 - ほさかよう
- 主催 - あんステ製作委員会（フロンティアワークス、Happy Elements K.K[注 10]）

劇団『ドラマティカ』シリーズ
- 原作 - あんさんぶるスターズ！！（Happy Elements株式会社）
- 脚本 - 伊勢直弘（ACT1からACT3）、浅井さやか（ACT4）
- 演出 - 伊勢直弘（ACT1からACT3）、山本一慶（ACT4）
- 音楽 - Arte Refact（ACT1からACT3）、はるきねる（ACT4）
- 振付 - 相原えみり（ACT1からACT3）、後藤健流（ACT4）
- 主催 - 劇団『ドラマティカ』製作委員会（フロンティアワークス、Happy Elements K.K）

#### 関連作品（舞台）
映像作品
| タイトル                                                                 | 発売日         | 規格品番              | 規格品番              |
| タイトル                                                                 | 発売日         | BD                    | DVD                   |
| ------------------------------------------------------------------------ | -------------- | --------------------- | --------------------- |
| あんさんぶるスターズ！オン・ステージ                                     | 2016年10月25日 | MJBD-40140            | MJBD-72200            |
| あんさんぶるスターズ！オン・ステージ 〜Take your marks!〜                | 2017年5月25日  | MJBD-40149            | MJBD-72218            |
| あんさんぶるスターズ！エクストラ・ステージ 〜Judge of Knights〜          | 2018年1月12日  | MJBD-40166            | MJBD-72249            |
| あんステファンディスク Vol.1                                             | 2018年4月25日  | MJBD-40170            | MJBD-72260            |
| あんさんぶるスターズ！オン・ステージ 〜To the shining future〜           | 2018年6月1日   | MJBD-40175            | MJBD-72270            |
| あんステフェスティバル                                                   | 2019年1月11日  | MJBD-40189            | MJBD-72299            |
| あんステファンディスク Vol.2                                             | 2019年3月20日  | MJBD-40191            | MJBD-72301            |
| あんさんぶるスターズ！エクストラ・ステージ 〜Memory of Marionette〜      | 2019年6月7日   | MJBD-40196            | MJBD-72312            |
| あんさんぶるスターズ！エクストラ・ステージ 〜Destruction × Road〜        | 2019年12月27日 | MJBD-40209            | MJBD-72338            |
| あんさんぶるスターズ！エクストラ・ステージ 〜Night of Blossoming Stars〜 | 2020年6月10日  | MJBD-40217            | MJBD-72348            |
| あんステファンディスク Vol.3                                             | 2020年12月11日 | MJBD-40218            | MJBD-72349            |
| あんさんぶるスターズ！エクストラ・ステージ 〜Meteor Lights〜             | 2021年9月15日  | MJBD-40239            | MJBD-72382            |
| 劇団『ドラマティカ』 ACT1／西遊記悠久奇譚                                | 2022年4月27日  | FFXS-5001 / FFXS-5002 | FFBS-5001 / FFBS-5002 |
| 『あんさんぶるスターズ！THE STAGE』 -Track to Miracle-                   | 2022年7月27日  | FFXS-5003 / FFXS-5004 | FFBS-5003 / FFBS-5004 |
| 劇団『ドラマティカ』 ACT2／Phantom and Invisible Resonance               | 2022年12月21日 | FFXS-5005             | FFBS-5005             |
| 『あんさんぶるスターズ！THE STAGE』 -Witness of Miracle-                 | 2023年5月31日  | FFXS-5007             | FFBS-5007             |
| 『あんさんぶるスターズ!THE STAGE』 -Party Live-                          | 2023年12月22日 | FFXS-5009             | -                     |
| 劇団『ドラマティカ』 ACT3／カラ降るワンダフル!                           | 2024年7月24日  | FFXS-5011             | -                     |
| 劇団『ドラマティカ』 ACT4／魔女とお菓子の家                              | 2025年5月28日  | FFXS-5013             | -                     |

CD

### ライブ

#### ライブ『あんさんぶるスターズ！DREAM LIVE』
『あんさんぶるスターズ！DREAM LIVE』はキャラクターCGによるバーチャルライブ形式のライブツアー。略称は「スタライ」。
1st Tour Morning Star!
出演ユニット
- Trickstar
- UNDEAD
- Knights

開催日
- 2017年10月28日・10月29日・12月29日・12月31日
- 11月4日・11月5日
- 11月14日・15日
- 12月1日・2日

会場
- 豊洲PIT(2017年10月28日・10月29日・12月29日・12月31日)
- 仙台PIT(11月4日・11月5日）
- Zeep Nagoya(11月14日・11月15日)
- Zeep Namba(12月1日・12月2日)

2nd Tour Bright Star！
出演ユニット
- Trickstar
- UNDEAD
- Knights
- 紅月
- 2wink

開催日
2018年7月20日・7月21日・7月22日・7月23日

会場
- インテックス大阪
- 幕張メッセ

3rd Tour DOURLE STAR！
出演ユニット
ver.RISE
- Trickstar
- 流星隊
- Switch
- Knights

Ver.DEEP
- Trickstar
- 流星隊
- Switch
- UNDEAD
- 2Wink

開催日
- 2019年3月29日・3月30日・3月31日
- 4月19日・4月20日・4月21日

会場
- 幕張メッセ
- 京都パルスプラザ

4th Tour PRISM STAR
出演ユニット
SCATTER
- Trickstar
- 紅月
- Knights
- Switch
- Ra*bits
- Valkyrie

REFRACT
- Trickstar
- UNDEAD
- 流星隊
- 2wink
- Ra*bits
- Valkyrie

会場
- 幕張メッセ
- インテックス大阪

開催日
- 2019年11月15日・11月16日・11月17日
- 12月13日・12月14日・12月15日

5th Tour stargazer
出演ユニット
ALBA
- fine
- MaM
- Eden
- Trickstar
- 紅月
- UNDEAD
- Ra*bits
- Switch

SERATA
- fine
- MaM
- Eden
- Trickstar
- Knights
- 流星隊
- 2wink
- Valkyrie

会場
- インテックス大阪
- 幕張メッセ

開催日
- 2021年4月2日・4月3日・4月4日
- 2021年4月29日・4月30日・5月1日

BRAND NEW STARS
出演ユニット
- ALCALOID
- Crazy:B

会場
豊洲PIT
開催日
2021年9月3日・9月4日・9月5日
6th Tour Synchronic Spheres
出演ユニット
- fine
- Trickstar
- 流星隊
- ALKALOID
- Knights
- Switch
- Double Face
- MaM

会場
- 幕張メッセ
- インテックス大阪

開催日
- 2022年5月27日・5月28日・5月29日
- 2022年6月24日・6月25日・6月26日

7th Tour Allied Worlds
出演ユニット
- Eden
- Valkyrie
- 2wink
- Crazy:B
- UNDEAD
- Ra*bits
- 紅月

会場
- 幕張メッセ
- インテックス大阪

開催日
- 2022年11月25日・11月26日・11月27日
- 2022年12月16日・12月17日・12月18日

8th Tour Praesepe #Cancer
出演ユニット
- Trickstar
- ALCALOID
- Crazy:B
- UNDEAD
- Ra*bits
- 紅月
- Double Face

会場
- インテックス大阪
- 幕張メッセ

開催日
- 2024年4月5日・4月6日・4月7日
- 2024年5月24日・5月25日・5月26日

9th tour Trapezium #Orion
出演ユニット
- fine
- 流星隊
- Eden
- Valkylie
- 2Winik
- Knighits
- Switch

会場
- 幕張メッセ
- インテックス大阪

開催日
- 2024年11月22日・11月23日・11月24日
- 2024年12月

スタッフ
- 主催 - あんスタ！ドリームライブ製作委員会
- 制作 - 株式会社バンダイナムコライブクリエイティブ
- 企画制作 - クリプトン・フューチャー・メディア株式会社
- 制作協力 - マーザ・アニメーションプラネット株式会社

#### ES Music Garden
高精度リマスターされたMVと新たに制作されたMCパートによって構成された音楽イベント。TACHIKAWA STAGE GARDENと京都劇場で上演され、ニコニコ生放送での配信も行われた。また、TOHOシネマズにおいて“ディレイビューイング”として上映された他、パッケージ化もされている。
会場
- TACHIKAWA STAGE GARDEN
- 京都劇場

開催日
2021年3月21日

#### あんさんぶるスターズ! Starry Stage
キャスト(声優)によるライブ。略称は「スタステ」。
Starry Stage 1st -in 幕張メッセ-
出演ユニット
- 流星隊(帆世雄一、西山宏太朗、中島ヨシキ、渡辺拓海、新田杏樹)
- 紅月(梅原裕一郎、神尾晋一郎、神永圭介)
- Valkyrie(高橋広樹、大須賀純)
- Jin&Akiomi(樋柴智康、駒田航)

会場
幕張メッセイベントホール
開催日
2018年4月8日

Starry Stage 2nd -in 日本武道館-
出演者
昼の部
- UNDEAD(増田俊樹、細貝圭、小野友樹、羽多野渉)
- Knights(浅沼晋太郎、伊藤マサミ、山下大輝、北村諒、土田玲央)
- 流星隊(帆世雄一、西山宏太朗、中島ヨシキ、渡辺拓海、新田杏樹)
- Ra*bits(米内佑希、池田純矢、比留間俊哉、高坂知也)
- Valkyrie(高橋広樹、大須賀純)
- Jin&Akiomi(樋柴智康、駒田航)

夜の部
- UNDEAD(増田俊樹、細貝圭、小野友樹、羽多野渉)
- 流星隊(帆世雄一、西山宏太朗、中島ヨシキ、渡辺拓海、新田杏樹)
- Ra*bits(米内佑希、池田純矢、比留間俊哉、高坂知也)
- Valkyrie(高橋広樹、大須賀純)
- 樋柴智康、駒田航
- 浅沼晋太郎
- 伊藤マサミ
- 北村諒
- 土田玲央

会場
日本武道館
開催日
2019年1月13日
Starry Stage 3rd -5th Aniversaly-（中止）
出演ユニット
- 紅月(梅原裕一郎、神尾晋一郎、神永圭介)
- UNDEAD(増田俊樹、細貝圭、小野友樹、羽多野渉)
- fromKnights(伊藤マサミ、北村諒、土田玲央)
- 流星隊(帆世雄一、西山宏太朗、中島ヨシキ、渡辺拓海、新田杏樹)
- Ra*bits(米内佑希、池田純矢、比留間俊哉、高坂知也)
- Valkyrie(高橋広樹、大須賀純)
- fromSwicth(野島健児、山本和臣)
- 樋柴智康、駒田航
- ALKALOID(梶原岳人、天﨑滉平、重松千晴、中澤まさとも)(ゲスト)
- Crazy:B(安座上洋平、笠間淳、海渡翼、山口智広)(ゲスト)

会場
メットライフドーム
開催日
2020年4月25日・2020年4月26日

Starry Stage 4th-Star’s Parade-
出演ユニット
7月Day1
- 流星隊(帆世雄一、西山宏太朗、中島ヨシキ、渡辺拓海、新田杏樹)
- Valkyrie(高橋広樹、大須賀純)
- Ra*bits(米内佑希、池田純矢、比留間俊哉、高坂知也)
- fromSwicth(野島健児、山本和臣)
- Eden(諏訪部順一、花江夏樹、逢坂良太、内田雄馬)(特別出演)

7月Day2
- 流星隊(帆世雄一、西山宏太朗、中島ヨシキ、渡辺拓海、新田杏樹)
- Valkyrie(高橋広樹、大須賀純)
- Ra*bits(米内佑希、池田純矢、比留間俊哉、高坂知也)
- fromSwicth(野島健児、山本和臣)
- fine(緑川光、江口拓也、村瀬歩、橋本晃太朗)(特別出演)

8月Day1・Day2
- ALKALOID(梶原岳人、天﨑滉平、重松千晴、中澤まさとも)
- Crazy:B(阿座上洋平、笠間淳、海渡翼、山口智広)
- UNDEAD(増田俊樹、細貝圭、小野友樹、羽多野渉)
- 紅月(梅原裕一郎、神尾晋一郎、神永圭介)
- Knights(浅沼晋太郎、伊藤マサミ、山下大輝、北村諒、土田玲央)
- 流星隊(帆世雄一、西山宏太朗、中島ヨシキ、渡辺拓海、新田杏樹)
- Jin&Akiomi(樋柴智康、駒田航)

会場
ぴあアリーナMM
開催日
- 2021年7月18日・7月19日
- 2021年8月28日・8月29日

#### Ensemble Stars!! Cast Live Starry Symphony
キャスト(声優)によるライブ。略称は「スタフォニ」。スタステの後継。
1st the first light
出演ユニット
- 流星隊(帆世雄一、西山宏太朗、中島ヨシキ、渡辺拓海、新田杏樹)
- Crazy:B(阿座上洋平、笠間淳、海渡翼、山口智広)
- Ra*bits(米内佑希、池田純矢、比留間俊哉、高坂知也)
- fromSwitch(野島健児、山本和臣)

会場
ぴあアリーナMM
開催日
2023年9月30日・10月1日

2nd the dead of night
出演ユニット
- ALKALOID(梶原岳人、天﨑滉平、重松千晴、中澤まさとも)
- Valkyrie(高橋広樹、大須賀純)
- UNDEAD(増田俊樹、細貝圭、小野友樹、羽多野渉)
- 紅月(梅原裕一郎、神尾晋一郎、神永圭介)

会場
有明アリーナ
開催日
2024年2月10日・2月11日

3rd the midnighit sun
出演ユニット
1日目
- fine(緑川光、江口拓也、村瀬歩、橋本晃太朗)
- Eden(諏訪部順一、花江夏樹、逢坂良太、内田雄馬)
- Ra*bits(米内佑希、小林大紀、比留間俊哉、高坂知也)
- Knights(浅沼晋太郎、伊藤マサミ、山下大輝、北村諒、土田玲央)
- MaM(鳥海浩輔)

2日目
- Eden(諏訪部順一、花江夏樹、逢坂良太、内田雄馬)
- Ra*bits(米内佑希、小林大紀、比留間俊哉、高坂知也)
- Knights(浅沼晋太郎、伊藤マサミ、山下大輝、北村諒、土田玲央)
- ALKALOID(梶原岳人、天﨑滉平、重松千晴、中澤まさとも)
- Crazy:B(阿座上洋平、笠間淳、海渡翼、山口智広)

会場
さいたまスーパーアリーナ
開催日
2024年6月29日・6月30日
Ensemble Stars!! Cast Live Starry Symphony -Superbloom-
出演ユニット
1日目
- fine(緑川 光、江口 拓也、村瀬 歩、橋本 晃太朗)
- 流星隊(帆世 雄一、中島 ヨシキ、渡辺 拓海、新田 杏樹、西山 宏太朗)
- 2Wink(斉藤壮馬)
- Crazy:B(阿座上洋平、笠間淳、海渡翼、山口智広)
- 紅月(梅原裕一郎、神尾晋一郎、神永圭介)
- J&A(樋柴 智康、駒田 航)

2日目
- ALKALOID(梶原岳人、天﨑滉平、重松千晴、中澤まさとも)
- Eden(諏訪部順一、花江夏樹、逢坂良太、内田雄馬)
- UNDEAD(増田俊樹、細貝圭、小野友樹、羽多野渉)
- Switch(野島 健児、石川 界人、山本 和臣)
- Mam(鳥海浩輔)

3日目
- Trickstar(前野智昭、柿原徹也、森久保祥太郎、梶裕貴)
- Valkyrie(高橋広樹、大須賀純)
- Ra*bits(比留間俊哉、米内 佑希、小林 大紀、高坂 知也)
- Knighits(土田玲央、浅沼晋太郎、伊藤マサミ、山下大輝、北村諒)
- Special for Princess!(豊島 修平、榊原 優希、草野 太一、照井 悠希)

会場
さいたまスーパーアリーナ
開催日
2025年11月22日・11月23日・11月24日

#### あんさんぶるスターズ!! ユニットソングCDALKALOID &Crazy:B リリースライブ ～Kiss of Party～
ALCALOID、Crazy:BのユニットソングCDの発売を記念して行われた声優(キャスト)によるライブ。略称は「キスパ」。
出演ユニット
- ALCALOID(梶原岳人、天﨑滉平、重松千晴、中澤まさとも)
- Crazy:B(安座上洋平、笠間淳、海渡翼、山口智広)

会場
東京ドームシティホール
開催日
2020年10月25日

### 書籍

#### 小説
作者は日日日。ゲームの主人公である「転校生」の視点で物語が描かれている。特徴として、会話文のみで進むメインストーリーを元に、地の文が加筆された内容になっている。巻末には短編が書き下ろされている。2017年2月時点で、既刊4巻。
青春の狂想曲には「Trickstar」、革命児の凱歌「fine」のゲーム内で使用可能なシリアルコードが封入されている。
あんさんぶるスターズ！ 青春の狂想曲（2015年11月14日発売）ISBN 978-4-04-730753-7
あんさんぶるスターズ！ 革命児の凱歌（2015年11月14日発売）ISBN 978-4-04-730754-4
あんさんぶるスターズ！ 皇帝の帰還（2016年7月15日発売）ISBN 978-4-04-734103-6
あんさんぶるスターズ！ 歌声よ天まで届け（2016年8月16日発売）ISBN 978-4-04-734239-2

#### 公式ムック
あんさんぶるスターズ！ 公式DEBUT BOOK（2015年8月29日発売）ISBN 978-4-04-733044-3
あんさんぶるスターズ！ 公式ビジュアルファンブック（2016年6月30日発売）ISBN 978-4-04-733150-1
あんさんぶるスターズ！ magazineシリーズ
- vol.1 Trickstar（2016年8月29日発売）ISBN 978-4-04-892165-7
- vol.2 Knights（2016年9月29日発売）ISBN 978-4-04-892459-7
- vol.3 2wink（2016年10月31日発売）ISBN 978-4-04-892460-3
- vol.4 Ra*bits（2016年11月29日発売）ISBN 978-4-04-892461-0
- vol.5 流星隊（2016年12月31日発売）ISBN 978-4-04-892462-7
- vol.6 紅月（2017年1月30日発売）ISBN 978-4-04-892463-4
- vol.7 UNDEAD（2017年2月27日発売）ISBN 978-4-04-892464-1
- vol.8 Valkyrie（2017年3月29日発売）ISBN 978-4-04-892465-8
- vol.9 switch（2017年4月27日発売）ISBN 978-4-04-892466-5
- vol.10 fine（2017年5月31日発売）ISBN 978-4-04-892530-3
  - vol.10 アニメイト限定セット（2017年5月31日発売）

あんさんぶるスターズ！オフィシャルワークス（2017年5月31日発売）ISBN 978-4-04-733255-3
あんさんぶるスターズ！ 公式ビジュアルファンブックVol.2（2017年9月13日発売）ISBN 978-4-04-733264-5

#### 漫画
いずれも特徴として、本作での主人公である転校生は一切登場せず物語が進んでいる。
あんさんぶるスターズ！
月刊誌『ARIA』（講談社）にて2015年10月号 から2017年2月号まで連載されていた。全16話。作画は紗与イチ。メインシナリオを元としたストーリーである。また、単行本化の際、後述のスピンオフも併せて収録される。
- あんさんぶるスターズ！ 第1巻（2016年4月7日発売）ISBN 978-4-06-380831-5
- あんさんぶるスターズ！ 第1巻 ドラマCD付き特装版（2016年4月7日発売）ISBN 978-4-06-358816-3
- あんさんぶるスターズ！ 第2巻（2016年8月12日発売）ISBN 978-4-06-380866-7
- あんさんぶるスターズ！ 第2巻 缶バッジ付き特装版（2016年8月12日発売）ISBN 978-4-06-362336-9
- あんさんぶるスターズ！ 第3巻（2016年11月11日発売）ISBN 978-4-06-380889-6
- あんさんぶるスターズ！ 第3巻 缶バッジ付き特装版（2016年11月11日発売）ISBN 978-4-06-362344-4
- あんさんぶるスターズ！ 第4巻（2017年8月7日発売）ISBN 978-4-06-380938-1
- あんさんぶるスターズ！ 第4巻 缶バッジ付き特装版（2017年8月7日発売）ISBN 978-4-06-362376-5

あんさんぶるスターズ！スピンオフ
ウェブコミック『pixivコミック ARIA』にて2015年9月8日 から2017年2月1日まで連載（第63回以後掲載なし）。毎週水曜日更新だが休載期間あり。作画は紗与イチ。ショートストーリー形式で、部活・クラス・ユニット等をフィーチャーした内容である。
あんさんぶくぶスターズ！
ウェブサイト『ガルスタオンライン』にて2017年7月28日より2020年3月7日まで連載。2020年4月7日からタイトルを『あんさんぶくぶスターズ！！』に変更し継続中。作画は大川ぶくぶ。ゲーム内の「イベントストーリー」を4コマ漫画形式で描いた内容である。
- あんさんぶくぶスターズ！（2020年8月26日発売）ISBN 978-4-04-733487-8
- あんさんぶくぶスターズ!!（2022年12月16日発売）ISBN 978-4-04-733639-1

あんさんぶるスターズ！ Ready For Star
アプリ『マンガワン』（小学館）にて2019年7月7日 から2020年12月13日まで連載。隔週日曜日更新。全7話。作画は南々菜なな。なお、この作品のみ転校生（あんず名義）が登場している。
- あんさんぶるスターズ! Ready For Star 第1巻（2020年2月12日発売）ISBN 978-4-09-129523-1
- あんさんぶるスターズ! Ready For Star 第1巻 缶バッジ付き特装版（2020年2月12日発売）ISBN 978-4-09-943057-3
- あんさんぶるスターズ! Ready For Star 第2巻（2021年2月12日発売）ISBN 978-4-09-850374-2
- あんさんぶるスターズ! Ready For Star 第2巻 缶バッジ付き特装版（2021年2月12日発売）ISBN 978-4-09-943076-4

### ラジオ

#### Webラジオ
ラジオ「あんさんぶるスターズ！」〜夜闇の魔物に怯える子猫〜（ラジオ あんさんぶるスターズ よるやみのまものにおびえるこねこ）
は、音泉にて2015年4月13日より12月14日まで配信されたWebラジオ。全12回。第1回から第6回は隔週月曜日配信、第7回から第12回は月1回配信された。メインパーソナリティは増田俊樹（朔間零 役）、羽多野渉（乙狩アドニス 役）、小野友樹（大神 晃牙 役）、細貝圭（羽風薫 役）。DJCDが発売されている（あんさんぶるスターズ!のディスコグラフィ#DJCD参照）。
ゲスト
- 第7回 - 村瀬歩（姫宮桃李 役）
- 第8回 - 米内佑希（仁兎なずな 役）
- 第9回 - 山下大輝（朔間凛月 役）
- 第10回 - 浅沼晋太郎（月永レオ 役）
- 第11回 - 伊藤マサミ（瀬名泉 役）

あんさんぶるスターズ！！『ALKALOID』&『Crazy:B』のラジオスクエア!!は、音泉にて2019年11月29日より配信開始されたWebラジオ。新型コロナウイルス感染拡大防止の為、一時収録を中止していた期間もあるが、2020年11月27日にかけて配信された。
パーソナリティは「ALKALOID」の梶原岳人（天城一彩 役）、天﨑滉平（白鳥藍良 役）、重松千晴（礼瀬マヨイ 役）、中澤まさとも（風早巽 役）と「Crazy:B」の阿座上洋平（天城燐音 役）、笠間淳（HiMERU 役）、海渡翼（桜河こはく 役）、山口智広（椎名ニキ 役）。全放送データは「あんさんぶるスターズ！！ユニットソングCD ALKALOID & Crazy:B リリースライブ」の映像ソフトにディスクとして同梱されている。

#### 地上波
あんさんぶるスターズ!!Radio（あんさんぶるスターズラジオ）は、2022年8月6日より、文化放送『Snow Man 佐久間大介の待って、無理、しんどい、、』内にて放送のラジオ番組（20時40分頃 - ）。出演声優が毎回パーソナリティとして出演し、作品の魅力を紹介する。

### インターネット番組

#### 月刊 あんさんぶるスタジオ！（げっかん あんさんぶるスタジオ）
ニコニコ生放送にて2016年6月27日より配信されているWeb番組。月1回配信。公式略称は「月スタ」（つきスタ）。番組放送終了後には、ニコニコプレミアム会員限定の「おまけコーナー」がある。また、2017年8月26日にはShinjuku BLAZEで開催される『Knights単独イベントミニライブ』を特別編として配信。2021年5月よりYouTubeでの配信も開始している。
MC
- 2016年6月 - 2017年3月：浅沼晋太郎（月永レオ 役）
- 2017年7月[注 11] - ：小野友樹（大神晃牙 役）・神尾晋一郎（鬼龍紅郎 役）[注 12]
- 2022年10月 - ：米内佑希（仁兎なずな 役）・土田玲央（朱桜司 役）

配信日およびゲスト
※2017年1月、同年4月から6月、2020年2月、同年4月、5月、2022年以降の9月の放送はなし。
| タイトル                                             | 放送日時 | ゲスト |
| 2016年                                               | 2016年   | 2016年 |
| ---------------------------------------------------- | -------- | --- |
| 創刊号                                               | 6月27日  | 羽多野渉（乙狩アドニス 役） |
| 7月号                                                | 7月27日  | 土田玲央（朱桜司 役）、山下大輝（朔間凛月 役）、北村諒（鳴上嵐 役）、伊藤マサミ（瀬名泉 役）                                                                                    |
| 8月号                                                | 8月25日  | 中島ヨシキ（南雲鉄虎 役）、新田杏樹（仙石忍 役） |
| in 京まふ                                            | 9月18日  | 大須賀純（影片みか 役）、神尾晋一郎（鬼龍紅郎 役）、山本和臣（春川宙 役） |
| 10月号                                               | 10月27日 | 高橋広樹（斎宮宗 役）、大須賀純（影片みか 役） |
| 11月号                                               | 11月28日 | 斉藤壮馬（葵ひなた 役、葵ゆうた 役） |
| クリスマス特別号                                     | 12月25日 | 神尾晋一郎（鬼龍紅郎 役）、緑川光（天祥院英智 役）、米内佑希（仁兎なずな 役）                                                                                                   |
| 2017年                                               |          | |
| 2月号                                                | 2月11日  | 神永圭佑（神崎颯馬 役）、高坂知也（紫之創 役）、西山宏太朗（深海奏汰 役） |
| 3月号                                                | 3月23日  | 池田純矢（天満光 役） |
| 7月号                                                | 7月6日   | なし |
| 8月号                                                | 8月4日   | 村瀬歩（姫宮桃李 役） |
| 公式ニコ生特別編〜Knights単独イベントミニライブ〜    | 8月26日  | 浅沼晋太郎（月永レオ 役）、土田玲央（朱桜司 役）、山下大輝（朔間凛月 役） 北村諒（鳴上嵐 役）、伊藤マサミ（瀬名泉 役）                                                          |
| 9月号                                                | 9月21日  | 石川界人（青葉つむぎ 役） |
| 10月号                                               | 10月18日 | 野島健児（逆先夏目 役） |
| 11月号                                               | 11月21日 | 北村諒（鳴上嵐 役） |
| 12月号                                               | 12月18日 | 比留間俊哉（真白友也 役）、米内佑希（仁兎なずな 役） |
| 2018年                                               |          | |
| 1月号                                                | 1月23日  | 伊藤マサミ（瀬名泉 役）、高坂知也（紫之創 役） |
| 2月号                                                | 2月27日  | 細貝圭（羽風薫 役） |
| 3月号                                                | 3月27日  | 浅沼晋太郎（月永レオ 役） |
| 4月号                                                | 4月22日  | 帆世雄一（守沢千秋 役） |
| 5月号                                                | 5月28日  | 中島ヨシキ（南雲鉄虎 役） |
| 6月号                                                | 6月28日  | 渡辺拓海（高峯翠 役）、新田杏樹（仙石忍 役） |
| 7月号                                                | 7月30日  | 内田雄馬（漣ジュン 役） |
| 8月号                                                | 8月27日  | 赤澤遼太郎（舞台 大神晃牙 役）、上田堪大（舞台 鬼龍紅郎 役） |
| 9月号                                                | 9月13日  | 柿原徹也（明星スバル 役） |
| 10月号                                               | 10月19日 | 野島健児（逆先夏目 役） |
| 11月号                                               | 11月10日 | 浅沼晋太郎（月永レオ 役） |
| 12月号〜あんステスペシャル                           | 12月13日 | 山崎大輝（舞台 斎宮宗 役）、猪野広樹（舞台 影片みか 役）、大崎捺希（舞台 仁兎なずな 役） 宮崎湧（舞台 真白友也 役）、笹森裕貴（舞台 天祥院英智 役）、宮澤佑（舞台 蓮巳敬人 役） |
| 2019年                                               |          | |
| 1月号                                                | 1月20日  | 帆世雄一（守沢千秋 役）、樋柴智康（佐賀美陣 役） |
| 2月号                                                | 2月8日   | 梅原裕一郎（蓮巳敬人 役）、高橋広樹（斎宮宗 役） |
| 3月号                                                | 3月28日  | 村瀬歩（姫宮桃李 役） |
| 4月号                                                | 4月23日  | 山本和臣（春川宙 役） |
| 5月号                                                | 5月23日  | 大須賀純（影片みか 役） |
| 6月号                                                | 6月24日  | 高坂知也（紫之創 役） |
| 7月号                                                | 7月30日  | 西山宏太朗（深海奏汰 役）、神永圭佑（神崎颯馬 役） |
| 8月号                                                | 8月29日  | 緑川光（天祥院英智 役）、梅原裕一郎（蓮巳敬人 役） |
| 9月号                                                | 9月26日  | 中島ヨシキ（南雲鉄虎 役）、橋本晃太朗（伏見弓弦 役） |
| 10月号                                               | 10月26日 | 米内佑希（仁兎なずな 役）、比留間俊哉（真白友也 役） |
| 11月号                                               | 11月25日 | 阿座上洋平（天城燐音 役）、梶原岳人（天城一彩 役）、山口智広（椎名ニキ 役） |
| 12月号                                               | 12月22日 | 緑川光（天祥院英智 役）、増田俊樹（朔間零 役） |
| 2020年                                               |          | |
| あんさんぶるスターズ!!大発表会 〜BRAND NEW STARS!!〜 | 1月27日  | 森久保祥太郎（遊木真 役） |
| 3月号                                                | 3月31日  | 帆世雄一（守沢千秋 役） |
| 6月号                                                | 6月29日  | 池田純矢（天満光 役） |
| 7月号                                                | 7月16日  | 海渡翼（桜河こはく 役） |
| 8月号                                                | 8月17日  | 米内佑希（仁兎なずな 役）（ゲストMC）、高坂知也（紫之創 役） |
| 9月号                                                | 9月7日   | 高橋広樹（斎宮宗 役）、山口智広（椎名ニキ 役） |
| 10月号                                               | 10月26日 | 土田玲央（朱桜司 役） |
| 11月号                                               | 11月23日 | 伊藤マサミ（瀬名泉 役） |
| 12月号                                               | 12月14日 | 村瀬歩（姫宮桃李 役） |
| 2021年                                               |          | |
| 新年特別号                                           | 1月26日  | 前野智昭（氷鷹北斗 役）、柿原徹也（明星スバル 役）、森久保祥太郎（遊木真 役）、梶裕貴（衣更真緒 役）                                                                            |
| 2月号                                                | 2月10日  | 神永圭佑（神崎颯馬 役） |
| 3月号                                                | 3月25日  | 佐伯亮（舞台 守沢千秋 役）、井澤巧麻（舞台 深海奏汰 役）、中西智也（舞台 南雲鉄虎 役） 松井勇歩（舞台 高峯翠 役）、深澤大河（舞台 仙石忍 役）、横井翔二郎（舞台 三毛縞斑 役）   |
| 4月号                                                | 4月12日  | 天﨑滉平（白鳥藍良 役） |
| 5月号                                                | 5月10日  | 笠間淳（HiMERU 役） |
| 6月号                                                | 6月10日  | 渡辺拓海（高峯翠 役） |
| 7月号                                                | 7月10日  | 北村諒（鳴上嵐 役） |
| 8月号                                                | 8月28日  | 中澤まさとも（風早巽 役）、北村諒（鳴上嵐 役） |
| 9月号                                                | 9月6日   | 山本一慶（舞台 氷鷹北斗 役）、安井一真（舞台 日々樹渉 役） |
| 10月号                                               | 10月26日 | 米内佑希（仁兎なずな 役） |
| 11月号                                               | 11月25日 | 新田杏樹（仙石忍 役） |
| 12月号                                               | 12月13日 | 重松千晴（礼瀬マヨイ 役） |
| 2022年                                               |          | |
| 1月号                                                | 1月10日  | 柿原徹也（明星スバル 役）、森久保祥太郎（遊木真 役） |
| 2月号                                                | 2月25日  | 野島健児（逆先夏目 役） |
| 3月号                                                | 3月10日  | 高橋広樹（斎宮宗 役）、大須賀純（影片みか 役） |
| 4月号                                                | 4月12日  | 梶原岳人（天城一彩 役） |
| 5月号                                                | 5月26日  | 細貝圭（羽風薫 役） |
| 6月号                                                | 6月12日  | 神永圭佑（神崎颯馬 役） |
| 7月号                                                | 7月26日  | 土田玲央（朱桜司 役） |
| 8月号                                                | 8月27日  | 野島健児（逆先夏目 役） |
| 10月号                                               | 10月12日 | 橋本晃太朗（伏見弓弦 役） |
| 11月号                                               | 11月11日 | 高橋広樹（斎宮宗 役）、永塚拓馬（黒根ひつぎ 役） |
| 12月号                                               | 12月11日 | 阿座上洋平（天城燐音 役） |
| 2023年                                               |          | |
| 1月号                                                | 1月27日  | 中島ヨシキ（南雲鉄虎 役） |
| 2月号                                                | 2月10日  | 逢坂良太（七種茨 役） |
| 3月号                                                | 3月6日   | 前野智昭（氷鷹北斗 役）、高橋広樹（斎宮宗 役） |
| 4月号                                                | 4月12日  | 緑川光（天祥院英智 役）、増田俊樹（朔間零 役） |
| 5月号                                                | 5月28日  | 阿座上洋平（天城燐音 役） |
| 6月号                                                | 6月13日  | 比留間俊哉（真白友也 役） |
| 7月号                                                | 7月27日  | 海渡翼（桜河こはく 役） |
| 8月号                                                | 8月13日  | 村瀬歩（姫宮桃李 役） |
| 10月号                                               | 10月13日 | 中澤まさとも（風早巽 役） |
| 11月号                                               | 11月26日 | 梅原裕一郎（蓮巳敬人 役）、神永圭佑（神崎颯馬 役） |
| 12月号                                               | 12月13日 | 前野智昭（氷鷹北斗 役） |
| 2024年                                               |          | |
| 1月号                                                | 1月27日  | 山本和臣（春川宙 役） |
| 2月号                                                | 2月26日  | 逢坂良太（七種茨 役） |
| 3月号                                                | 3月11日  | 高坂知也（紫之創 役） |
| 『ALKALOID』&『Crazy:B』合同大型イベント直前特別号   | 4月13日  | 梶原岳人（天城一彩 役）、重松千晴（礼瀬マヨイ 役）、阿座上洋平（天城燐音 役）、笠間淳（HiMERU 役）                                                                              |
| 5月号                                                | 5月10日  | 浅沼晋太郎（月永レオ 役）、豊島修平（冴霧笑主 役）、草野太一（花群冬芽 役） |
| 6月号                                                | 6月27日  | 帆世雄一（守沢千秋 役）、照井悠希（宝丈萊香 役） |
| 7月号                                                | 7月28日  | 山口智広（椎名ニキ 役） |
| 8月号                                                | 8月27日  | 笠間淳（HiMERU 役） |
| 10月号                                               | 10月27日 | 鳥海浩輔（三毛縞斑 役） |
| 11月号                                               | 11月11日 | 森久保祥太郎（遊木真 役） |
| 12月号                                               | 12月28日 | 小林千晃（滝維吹 役） |
| 2025年                                               |          | |
| 1月号                                                | 1月12日  | 高橋広樹（斎宮宗 役）、大須賀純（影片みか 役） |
| 2月号                                                | 2月26日  | 石川界人（青葉つむぎ 役） |
| 3月号                                                | 3月11日  | 新田杏樹（仙石忍 役）、高橋広樹（斎宮宗 役） |
| 4月号                                                | 4月11日  | 村瀬歩（姫宮桃李 役）、阿座上洋平（天城燐音 役） |
| 5月号                                                | 5月28日  | 阿座上洋平（天城燐音 役）、野島健児（逆先夏目 役） |
| 6月号                                                | 6月26日  | 斉藤壮馬（葵ひなた 役、葵ゆうた 役） |
| 7月号                                                | 7月28日  | 重松千晴（礼瀬マヨイ 役） |

#### あんスタ！ユニソンMidnightリクエストアワー（あんスタ ユニソンミッドナイトリクエストアワー）
ニコニコ生放送にて、あんさんぶるスターズのユニットソングやソロ楽曲を、投稿者からのお便りに答えながら流していく不定期企画。現在第2回まで開催された。第1回は約4時間、第2回は約6時間の放送だった。媒体はニコニコ動画の生放送で、どちらもタイムシフト予約をしておけば放送から1カ月間は聞き返すことが可能。第1回ではユニットソング中心だったが、第2回では時間が延びたこと、全員のソロ曲が発売されたことから、ソロ曲も紹介された。第1回・第2回を通じて出席しているMCは神尾晋一郎（鬼龍紅郎役）と、桑原聖（あんスタ！ユニソンCD音楽プロデューサー）。ゲストとして、他のあんスタ声優の他に作詞家であるこだまさおりや松井洋平が登場する。音楽プロデューサーがMCを務めるため、収録風景や作詞・作曲に関わる逸話を聞くことができる。

#### ウキウキ♪ あんスタ情報局
YouTubeのあんスタチャンネルにおいて不定期に公開される、イラストやMVなどのメイキングやアプリの技術的な情報を発信する動画。「おじさんといっしょ」のマスコットキャラクターであるウキチ、わんダー、ジャンぴ～の3名が司会進行を務めるが、人の言葉は話さない。内容はテロップで理解することができる。

### CD
| 発売日                                    | タイトル                                                                              | 規格品番                     | 規格品番                     | 最高位                       |
| 発売日                                    | タイトル                                                                              | 初回盤                       | 通常盤                       | 最高位                       |
| ユニットソングCD 1stシーズン              | ユニットソングCD 1stシーズン                                                          | ユニットソングCD 1stシーズン | ユニットソングCD 1stシーズン | ユニットソングCD 1stシーズン |
| ----------------------------------------- | ------------------------------------------------------------------------------------- | ---------------------------- | ---------------------------- | ---------------------------- |
| 2015年10月28日                            | ユニットソングCD Vol.1 UNDEAD                                                         |                              | FFCG-0017                    | 8位                          |
| 2015年10月28日                            | ユニットソングCD Vol.2 Knights                                                        | FFCG-0018                    | 7位                          |                              |
| 2015年11月25日                            | ユニットソングCD Vol.3 fine                                                           | FFCG-0019                    | 9位                          |                              |
| 2015年11月25日                            | ユニットソングCD Vol.4 紅月                                                           | FFCG-0020                    | 8位                          |                              |
| 2015年12月23日                            | ユニットソングCD Vol.5 流星隊                                                         | FFCG-0021                    | 5位                          |                              |
| 2015年12月23日                            | ユニットソングCD Vol.6 2wink                                                          | FFCG-0022                    | 7位                          |                              |
| 2016年1月27日                             | ユニットソングCD Vol.7 Ra*bits                                                        | FFCG-0023                    | 6位                          |                              |
| 2016年1月27日                             | ユニットソングCD Vol.8 Trickstar                                                      | FFCG-0024                    | 4位                          |                              |
| ユニットソングCD 2ndシーズン              |                                                                                       |                              |                              |                              |
| 2016年9月28日                             | ユニットソングCD 2ndシーズン vol.1 UNDEAD                                             |                              | FFCG-0033                    | 5位                          |
| 2016年9月28日                             | ユニットソングCD 2ndシーズン vol.2 2wink                                              | FFCG-0034                    | 6位                          |                              |
| 2016年10月26日                            | ユニットソングCD 2ndシーズン vol.3 Knights                                            | FFCG-0035                    | 6位                          |                              |
| 2016年10月26日                            | ユニットソングCD 2ndシーズン Vol.4 紅月                                               | FFCG-0036                    | 10位                         |                              |
| 2016年11月23日                            | ユニットソングCD 2ndシーズン Vol.5 流星隊                                             | FFCG-0037                    | 5位                          |                              |
| 2016年11月23日                            | ユニットソングCD 2ndシーズン vol.6 Ra*bits                                            | FFCG-0038                    | 9位                          |                              |
| 2016年12月21日                            | ユニットソングCD 2ndシーズン vol.7 Valkyrie                                           | FFCG-0039                    | 6位                          |                              |
| 2016年12月21日                            | ユニットソングCD 2ndシーズン vol.8 Switch                                             | FFCG-0040                    | 11位                         |                              |
| 2017年1月25日                             | ユニットソングCD 2ndシーズン vol.9 fine                                               | FFCG-0041                    | 7位                          |                              |
| 2017年1月25日                             | ユニットソングCD 2ndシーズン vol.10 Trickstar                                         | FFCG-0042                    | 6位                          |                              |
| ユニットソングCD 3rdシーズン              |                                                                                       |                              |                              |                              |
| 2017年8月9日                              | ユニットソングCD 3rdシーズン vol.1 流星隊                                             |                              | FFCG-0053                    | 7位                          |
| 2017年8月9日                              | ユニットソングCD 3rdシーズン vol.2 Knights                                            | FFCG-0054                    | 2位                          |                              |
| 2017年9月6日                              | ユニットソングCD 3rdシーズン vol.3 fine                                               | FFCG-0055                    | 17位                         |                              |
| 2017年9月6日                              | ユニットソングCD 3rdシーズン Vol.4 Valkyrie                                           | FFCG-0056                    | 12位                         |                              |
| 2017年10月4日                             | ユニットソングCD 3rdシーズン Vol.5 2wink                                              | FFCG-0057                    | 4位                          |                              |
| 2017年10月4日                             | ユニットソングCD 3rdシーズン vol.6 UNDEAD                                             | FFCG-0058                    | 6位                          |                              |
| 2017年11月8日                             | ユニットソングCD 3rdシーズン vol.7 Ra*bits                                            | FFCG-0059                    | 13位                         |                              |
| 2017年11月8日                             | ユニットソングCD 3rdシーズン vol.8 紅月                                               | FFCG-0060                    | 10位                         |                              |
| 2017年12月6日                             | ユニットソングCD 3rdシーズン vol.9 Switch                                             | FFCG-0061                    | 7位                          |                              |
| 2017年12月6日                             | ユニットソングCD 3rdシーズン vol.10 Trickstar                                         | FFCG-0062                    | 6位                          |                              |
| 2018年1月10日                             | ユニットソングCD 3rdシーズン vol.11 MaM                                               | FFCG-0063                    | 9位                          |                              |
| ユニットCD EXTRA（「!」・「!!」両方記載） |                                                                                       |                              |                              |                              |
| 2017年7月26日                             | 佐賀美陣&椚章臣 アイドルソングCD                                                      |                              | FFCG-0052                    | 16位                         |
| 2018年2月21日                             | ユニットソングCD Eden                                                                 | FFCG-0071                    | 8位                          |                              |
| 2018年12月19日                            | 佐賀美陣&椚章臣 アイドルソング2                                                       | 配信限定                     |                              |                              |
| 2020年1月29日                             | ユニットソングCD ALKALOID                                                             | FFCG-0116                    | 10位                         |                              |
| 2020年1月29日                             | ユニットソングCD Crazy:B                                                              | FFCG-0117                    | 13位                         |                              |
| アルバムシリーズ                          |                                                                                       |                              |                              |                              |
| 2018年3月7日                              | アルバムシリーズ vol.01 流星隊                                                        | FFCG-0075                    | FFCG-0076                    | 2位                          |
| 2018年4月25日                             | アルバムシリーズ vol.02 Ra*bits                                                       | FFCG-0077                    | FFCG-0078                    | 6位                          |
| 2018年5月30日                             | アルバムシリーズ vol.03 Knights                                                       | FFCG-0079                    | FFCG-0080                    | 4位                          |
| 2018年6月27日                             | アルバムシリーズ vol.04 紅月                                                          | FFCG-0081                    | FFCG-0082                    | 9位                          |
| 2018年8月29日                             | アルバムシリーズ vol.05 UNDEAD                                                        | FFCG-0083                    | FFCG-0084                    | 3位                          |
| 2018年10月24日                            | アルバムシリーズ vol.06 Switch                                                        | FFCG-0085                    | FFCG-0086                    | 4位                          |
| 2018年10月24日                            | アルバムシリーズ vol.07 MaM                                                           | FFCG-0087                    | FFCG-0088                    | 9位                          |
| 2018年11月28日                            | アルバムシリーズ vol.08 Valkyrie                                                      | FFCG-0089                    | FFCG-0090                    | 5位                          |
| 2019年1月30日                             | アルバムシリーズ vol.09 fine                                                          | FFCG-0091                    | FFCG-0092                    | 5位                          |
| 2019年2月27日                             | アルバムシリーズ vol.10 2wink                                                         | FFCG-0093                    | FFCG-0094                    | 12位                         |
| 2019年4月24日                             | アルバムシリーズ vol.11 Trickstar                                                     | FFCG-0095                    | FFCG-0096                    | 5位                          |
| 2019年4月24日                             | アルバムシリーズ vol.12 Eden                                                          | FFCG-0097                    | FFCG-0098                    | 7位                          |
| その他の「!」関連CD                       |                                                                                       |                              |                              |                              |
| 2015年11月7日                             | オリジナル・サウンドトラック（2015年版）                                              |                              | STARS-1501                   |                              |
| 2021年12月22日                            | オリジナル・サウンドトラック（2021年版）                                              | FFCG-0198                    |                              |                              |
| ESアイドルソング season1                  |                                                                                       |                              |                              |                              |
| 2020年5月27日                             | ESアイドルソング season1 vol.01 Trickstar                                             |                              | FFCG-0118                    | 6位                          |
| 2020年7月29日                             | ESアイドルソング season1 vol.02 fine                                                  | FFCG-0119                    | 9位                          |                              |
| 2020年8月26日                             | ESアイドルソング season1 vol.03 Eden                                                  | FFCG-0120                    | 11位                         |                              |
| 2020年9月30日                             | ESアイドルソング season1 vol.04 Ra*bits                                               | FFCG-0121                    | 10位                         |                              |
| 2020年10月28日                            | ESアイドルソング season1 vol.05 Double Face                                           | FFCG-0122                    | 6位                          |                              |
| 2020年11月25日                            | ESアイドルソング season1 vol.06 Valkyrie                                              | FFCG-0123                    | 9位                          |                              |
| 2020年12月23日                            | ESアイドルソング season1 vol.07 Crazy:B                                               | FFCG-0124                    | 9位                          |                              |
| 2021年1月27日                             | ESアイドルソング season1 vol.08 ALKALOID                                              | FFCG-0125                    | 4位                          |                              |
| 2021年2月24日                             | ESアイドルソング season1 vol.09 UNDEAD                                                | FFCG-0126                    | 11位                         |                              |
| 2021年2月24日                             | ESアイドルソング season1 vol.10 流星隊                                                | FFCG-0127                    | 14位                         |                              |
| 2021年3月10日                             | ESアイドルソング season1 vol.11 2wink                                                 | FFCG-0128                    | 8位                          |                              |
| 2021年3月24日                             | ESアイドルソング season1 vol.12 紅月                                                  | FFCG-0129                    | 5位                          |                              |
| 2021年4月7日                              | ESアイドルソング season1 vol.13 Knights                                               | FFCG-0130                    | 3位                          |                              |
| 2021年5月26日                             | ESアイドルソング season1 vol.14 Switch                                                | FFCG-0131                    | 3位                          |                              |
| ESアイドルソング season2                  |                                                                                       |                              |                              |                              |
| 2021年6月9日                              | ESアイドルソング season2 vol.01 fine                                                  |                              | FFCG-0156                    | 11位                         |
| 2021年7月7日                              | ESアイドルソング season2 vol.02 Ra*bits                                               | FFCG-0157                    | 14位                         |                              |
| 2021年7月14日                             | ESアイドルソング season2 vol.03 Crazy:B                                               | FFCG-0158                    | 3位                          |                              |
| 2021年9月22日                             | ESアイドルソング season2 vol.04 Knights                                               | FFCG-0159                    | 4位                          |                              |
| 2021年11月24日                            | ESアイドルソング season2 vol.05 Eden                                                  | FFCG-0160                    | 9位                          |                              |
| 2022年1月19日                             | ESアイドルソング season2 vol.06 紅月                                                  | FFCG-0161                    | 12位                         |                              |
| 2022年1月19日                             | ESアイドルソング season2 vol.07 UNDEAD                                                | FFCG-0162                    | 7位                          |                              |
| 2022年2月2日                              | ESアイドルソング season2 vol.08 流星隊                                                | FFCG-0163                    | 5位                          |                              |
| 2022年3月9日                              | ESアイドルソング season2 vol.09 Trickstar                                             | FFCG-0164                    | 9位                          |                              |
| 2022年3月23日                             | ESアイドルソング season2 vol.10 ALKALOID                                              | FFCG-0165                    | 4位                          |                              |
| 2022年4月6日                              | ESアイドルソング season2 vol.11 2wink                                                 | FFCG-0166                    | 11位                         |                              |
| 2022年5月11日                             | ESアイドルソング season2 vol.12 Switch                                                | FFCG-0167                    | 14位                         |                              |
| 2022年5月11日                             | ESアイドルソング season2 vol.13 Valkyrie                                              | FFCG-0168                    | 9位                          |                              |
| 2022年5月25日                             | ESアイドルソング season2 vol.14 Double Face                                           | FFCG-0169                    | 20位                         |                              |
| ESアイドルソング season3                  |                                                                                       |                              |                              |                              |
| 2022年7月27日                             | ESアイドルソング season3 vol.01 Trickstar                                             |                              | FFCG-0213                    | 17位                         |
| 2022年8月17日                             | ESアイドルソング season3 vol.02 UNDEAD                                                | FFCG-0214                    | 10位                         |                              |
| 2022年9月7日                              | ESアイドルソング season3 vol.03 紅月                                                  | FFCG-0215                    | 15位                         |                              |
| 2022年10月12日                            | ESアイドルソング season3 vol.04 Switch                                                | FFCG-0216                    | 10位                         |                              |
| 2022年10月26日                            | ESアイドルソング season3 vol.05 Knights                                               | FFCG-0217                    | 8位                          |                              |
| 2022年12月7日                             | ESアイドルソング season3 vol.06 ALKALOID                                              | FFCG-0218                    | 9位                          |                              |
| 2023年1月11日                             | ESアイドルソング season3 vol.07 fine                                                  | FFCG-0219                    | 10位                         |                              |
| 2023年1月25日                             | ESアイドルソング season3 vol.08 Crazy:B                                               | FFCG-0220                    | 9位                          |                              |
| 2023年3月29日                             | ESアイドルソング season3 vol.09 MaM                                                   | FFCG-0221                    | 19位                         |                              |
| 2023年4月5日                              | ESアイドルソング season3 vol.10 Ra*bits                                               | FFCG-0222                    | 11位                         |                              |
| 2023年4月19日                             | ESアイドルソング season3 vol.11 流星隊                                                | FFCG-0223                    | 15位                         |                              |
| 2023年5月3日                              | ESアイドルソング season3 vol.12 Eden                                                  | FFCG-0224                    | 7位                          |                              |
| 2023年5月31日                             | ESアイドルソング season3 vol.13 Valkyrie                                              | FFCG-0225                    | 11位                         |                              |
| 2023年6月21日                             | ESアイドルソング season3 vol.14 2wink                                                 | FFCG-0226                    | 17位                         |                              |
| ESアイドルソング season5                  |                                                                                       |                              |                              |                              |
| 2024年5月28日                             | ESアイドルソング season5「SWINGIN' PARONIRIA」                                        |                              | 配信限定                     |                              |
| ESアイドルソング Extra                    |                                                                                       |                              |                              |                              |
| 2020年6月24日                             | ESアイドルソング Extra Jin & Akiomi                                                   |                              | FFCG-0149                    | 13位                         |
| 2022年2月23日                             | ESアイドルソング Extra fine & Eden                                                    | FFCG-0178                    | 4位                          |                              |
| 2023年6月28日                             | ESアイドルソング Extra オルタード & fine-O                                            | FFCG-0227                    | 8位                          |                              |
| 2024年6月26日                             | ESアイドルソング Extra ALKALOID & Crazy:B                                             | FFCG-0273                    |                              |                              |
| アルバムシリーズ『TRIP』                  |                                                                                       |                              |                              |                              |
| 2023年7月19日                             | アルバムシリーズ『TRIP』 vol.01 Crazy:B                                               | FFCG-0239                    | FFCG-0240                    | 6位                          |
| 2023年8月23日                             | アルバムシリーズ『TRIP』 vol.02 Ra*bits                                               | FFCG-0241                    | FFCG-0242                    | 9位                          |
| 2023年9月20日                             | アルバムシリーズ『TRIP』 vol.03 Double Face                                           | FFCG-0243                    | FFCG-0244                    | 10位                         |
| 2023年10月4日                             | アルバムシリーズ『TRIP』 vol.04 fine                                                  | FFCG-0245                    | FFCG-0246                    | 6位                          |
| 2023年11月8日                             | アルバムシリーズ『TRIP』 vol.05 Valkyrie                                              | FFCG-0247                    | FFCG-0248                    | 5位                          |
| 2023年12月6日                             | アルバムシリーズ『TRIP』 vol.06 2wink                                                 | FFCG-0249                    | FFCG-0250                    | 11位                         |
| 2023年12月20日                            | アルバムシリーズ『TRIP』 vol.07 ALKALOID                                              | FFCG-0251                    | FFCG-0252                    | 5位                          |
| 2024年1月24日                             | アルバムシリーズ『TRIP』 vol.08 UNDEAD                                                | FFCG-0253                    | FFCG-0254                    | 2位                          |
| 2024年2月7日                              | アルバムシリーズ『TRIP』 vol.09 紅月                                                  | FFCG-0255                    | FFCG-0256                    | 7位                          |
| 2024年2月21日                             | アルバムシリーズ『TRIP』 vol.10 Trickstar                                             | FFCG-0257                    | FFCG-0258                    | 8位                          |
| 2024年3月6日                              | アルバムシリーズ『TRIP』 vol.11 流星隊                                                | FFCG-0259                    | FFCG-0260                    | 4位                          |
| 2024年4月3日                              | アルバムシリーズ『TRIP』 vol.12 Switch                                                | FFCG-0261                    | FFCG-0262                    | 3位                          |
| 2024年5月8日                              | アルバムシリーズ『TRIP』 vol.13 Eden                                                  | FFCG-0263                    | FFCG-0264                    | 4位                          |
| 2024年5月22日                             | アルバムシリーズ『TRIP』 vol.14 Knights                                               | FFCG-0265                    | FFCG-0266                    | 1位                          |
| シャッフルユニットソングコレクション      |                                                                                       |                              |                              |                              |
| 2021年1月27日                             | シャッフルユニットソングコレクション vol.1                                            |                              | FFCG-0151                    | 5位                          |
| 2022年2月9日                              | シャッフルユニットソングコレクション vol.2                                            | FFCG-0179                    | 4位                          |                              |
| 2023年3月17日                             | シャッフルユニットソングコレクション vol.3                                            | FFCG-0228                    | 15位                         |                              |
| FUSION UNIT SERIES                        |                                                                                       |                              |                              |                              |
| 2021年6月9日                              | FUSION UNIT SERIES 01 Switch×Eden                                                     |                              | FFCG-0170                    | 8位                          |
| 2021年7月22日                             | FUSION UNIT SERIES 02 Ra*bits×Double Face                                             | FFCG-0171                    | 16位                         |                              |
| 2021年9月9日                              | FUSION UNIT SERIES 03 ALKALOID×Valkyrie                                               | FFCG-0172                    | 6位                          |                              |
| 2021年10月23日                            | FUSION UNIT SERIES 04 Trickstar×fine                                                  | FFCG-0173                    | 15位                         |                              |
| 2021年12月9日                             | FUSION UNIT SERIES 05 UNDEAD×紅月                                                     | FFCG-0174                    | 14位                         |                              |
| 2022年1月22日                             | FUSION UNIT SERIES 06 流星隊×Knights                                                  | FFCG-0175                    | 9位                          |                              |
| 2022年3月9日                              | FUSION UNIT SERIES 07 Crazy:B×2wink                                                   | FFCG-0176                    | 12位                         |                              |
| シャッフルユニットソング                  |                                                                                       |                              |                              |                              |
| 2024年4月27日                             | シャッフルユニットソング「Ringing evil phone」                                        |                              | 配信限定                     |                              |
| Anniversary song SERIES                   |                                                                                       |                              |                              |                              |
| 2021年6月23日                             | 6th Anniversary song「FUSIONIC STARS!!」                                              |                              | FFCG-0177                    | 14位                         |
| 2022年6月22日                             | 7th Anniversary song「Surprising Thanks!!」                                           | FFCG-0212                    | 32位                         |                              |
| 2023年6月28日                             | 8th Anniversary song「One with One」                                                  | FFCG-0238                    | 7位                          |                              |
| 2024年4月27日                             | 9th Anniversary song「LIMIT BREAK DREAMERS」                                          | 配信限定                     |                              |                              |
| その他の「!!」関連CD                      |                                                                                       |                              |                              |                              |
| 2020年8月26日                             | アプリ主題歌「BRAND NEW STARS!!」                                                     |                              | FFCG-0150                    | 20位                         |
| 2021年12月22日                            | オリジナル・サウンドトラック                                                          | FFCG-0201                    |                              |                              |
| 2023年3月24日                             | COVER SONG SERIES                                                                     | FFCG-0231                    | 14位                         |                              |
| アニメ関連CD                              |                                                                                       |                              |                              |                              |
| 2019年8月14日                             | OP「Stars' Ensemble!」                                                                |                              | FFCM-0096                    | 14位                         |
| 2019年8月28日                             | EDテーマ集 VOL.01                                                                     | FFCM-0098                    | 23位                         |                              |
| 2019年9月25日                             | EDテーマ集 VOL.02                                                                     | FFCM-0099                    | 22位                         |                              |
| 2019年10月23日                            | EDテーマ集 VOL.03                                                                     | FFCM-0100                    | 22位                         |                              |
| 2019年11月27日                            | EDテーマ集 VOL.04                                                                     | FFCM-0101                    | 25位                         |                              |
| 2019年12月11日                            | 第2クールOP「キセキ」                                                                 | FFCM-0097                    | 24位                         |                              |
| 2019年12月25日                            | EDテーマ集 VOL.05                                                                     | FFCM-0102                    | 15位                         |                              |
| 2020年2月26日                             | EDテーマ集 VOL.06                                                                     | FFCM-0103                    | 11位                         |                              |
| 2020年2月26日                             | オリジナルサウンドトラック                                                            | FFCM-0104                    |                              |                              |
| 2022年3月4日                              | 特別上映版「あんさんぶるスターズ!!-Road to Show!!-」 ミュージックコレクション         | FFCM-0113                    | 25位                         |                              |
| 舞台関連CD                                |                                                                                       |                              |                              |                              |
| 2018年9月12日                             | 舞台オリジナルソングCD                                                                |                              | MJSA-01252/3                 | 9位                          |
| 2022年7月6日                              | 劇団『ドラマティカ』ACT1/西遊記悠久奇譚 Sound Collection                              | FFCS-0002                    |                              |                              |
| 2023年5月31日                             | 劇団『ドラマティカ』ACT2/Phantom and Invisible Resonance Sound Collection             | FFCS-0004                    | 11位                         |                              |
| ラジオ関連CD（DJCD）                      |                                                                                       |                              |                              |                              |
| 2016年2月24日                             | ラジオあんさんぶるスターズ! ～夜闇の魔物に怯える子猫～ DJCDコレクション Trial Version |                              | OVCI-0002                    |                              |
| 2016年3月23日                             | ラジオあんさんぶるスターズ! ～夜闇の魔物に怯える子猫～ DJCDコレクション Vol.1         | OVCI-0003                    | 48位                         |                              |
| 2016年4月27日                             | ラジオあんさんぶるスターズ! ～夜闇の魔物に怯える子猫～ DJCDコレクション Vol.2         | OVCI-0004                    |                              |                              |
| 2016年5月25日                             | ラジオあんさんぶるスターズ! ～夜闇の魔物に怯える子猫～ DJCDコレクション Vol.3         | OVCI-0005                    | 31位                         |                              |

### イベント映像
- 私立夢ノ咲学院ドリームフェスティバル（2017年3月24日発売）

### モバイル
スマートフォン用のツールアプリ
- LINEスタンプ
  - あんさんぶるスターズ！（2016年2月配信）
  - あんさんぶるスターズ！ 第2弾（2016年5月配信）
  - あんさんぶるスターズ！ 第3弾（2017年6月配信）
  - あんさんぶるスターズ！ 第4弾（2017年10月配信[86]）
  - あんさんぶるスターズ!! 第1弾（2021年7月配信）
  - あんさんぶるスターズ!! 第2弾（2021年7月配信）
- LINE着せ替え
  - Trickstar（2016年12月配信）
  - UNDEAD（2016年12月配信）
  - fine（2016年12月配信）
  - 流星隊（2016年12月配信）
  - Knights（2016年12月配信）
  - Ra*bits（2016年12月配信）
  - 2wink（2016年12月配信）
  - 紅月（2016年12月配信）
  - Valkyrie（2016年12月配信）
  - Switch（2016年12月配信）

### 関連イベント・コラボレーション

#### 飲食店とのコラボレーション
「あんさんぶるスターズ！」×「アニメイトカフェ」
2015年よりアニメイトカフェおよびアニメイトカフェショップの一部店舗で開催された。関連商品の購入金額に応じてキャラクターバースデーブロマイドの配布、コラボメニューの注文特典としてコースターの配布。また、限定商品も販売された。ナゾメイトの参加型謎解きイベントも開催され、そのイベントは2016年7月に福島さくら遊学舎で出張開催された。
あんさんぶるスターズ！×HACOSTA
コスプレスペース HACOSTAの池袋本店および大阪日本橋店で開催。記念撮影チケットの購入特典として缶バッジを配布。また、コラボドリンクも販売された。ゲームをイメージしたオフィシャル撮影セットが両店舗共通で「私立夢ノ咲学院の教室」、池袋本店のみ「執事喫茶の背景」がコラボ期間中に実施された。

#### カラオケ店とのコラボレーション
アニメカラオケ
JOYSOUNDではキャラクターソングが<<アニメカラオケ>>として配信されている（一部除く）。アニメカラオケというカテゴリではあるが、専用にアニメーションが作られているわけではなく、ゲーム中のイラストが音楽に合わせて表示される。なお、アニメカラオケは家庭用ゲーム機などのJOYSOUNDでは配信されていない。
あんさんぶるスターズ！×カラオケの鉄人
2016年に一部店舗で実施された。コラボメニューの注文特典として描き下ろし缶バッジを配布。また、新宿大ガード店 および池袋東口2号店 ではコラボルームも同時期に開催された。

#### 宿泊施設とのコラボレーション
あんさんぶるスターズ！×BAYHOTEL
カプセルホテル「秋葉原BAY HOTEL」で2016年5月28日より『あんさんぶるスターズ コラボルーム』が開催されている。キャラクターが描かれたアメニティグッズの他、居室がコラボルーム仕様に変更されている。

#### インタネットサービスとのコラボレーション
きせかえテーマ あんさんぶるスターズ！
2016年6月1日より登場。スマートフォン版Yahoo!検索のテーマをあんさんぶるスターズ!のキャラクターに設定することができる。

#### ゲームとのコラボレーション
イケメン戦国◆時をかける恋
2015年10月27日から11月10日まで期間限定でコラボキャンペーンが開催された。『イケメン戦国』では織田信長が私立夢ノ咲学院の制服姿となった「あんさんぶるスターズ！×織田信長コラボアバター」を、『あんスタ』では姫宮桃李が織田信長の衣装をまとったコラボカードを、それぞれのゲーム条件を満たすことで入手できた。
LINE パズルタンタン
2015年12月28日から2016年1月12日まで開催されたコラボキャンペーン。紫乃創がLINE パズルタンタンに登場するパンダの着ぐるみ姿をしている。
夢王国と眠れる100人の王子様
2016年5月14日より期間限定で同時開催されたコラボイベント。『あんスタ』側には『夢100』より宝石の国の王子サイ、リド、ティーガの三名が、「夢王国と眠れる100人の王子様」には「あんさんぶるスターズ!」より、三奇人の日々樹渉、朔間零、深海奏汰が登場した。
また、コラボ記念キャンペーンとして、「あんさんぶるスターズ!」「夢王国と眠れる100人の王子様」「アニメイトタイムズ」の公式Twitterにおいて指定されたツイートの合計RTを超えることで、アプリ内アイテムが配布されるキャンペーンも開催されており、こちらは目標達成につき、後日配布された。
メルクストーリア - 癒術士と鈴のしらべ -
2017年9月14日から27日まで相互にコラボイベントが開催。
メルスト側にはKnightsの5人が登場し、あんスタ側にはトイフェル（声 - ランズベリー・アーサー）、フェイエル（声 - 岡本信彦）、ラヴィオル（声 - 津田健次郎）、オルトス（声 - 花江夏樹）が登場する。
なお、メルストにはボイスがないので担当声優は本コラボではじめて決定され、テレビアニメ版でも続投となった。
ラストピリオド -終わりなき螺旋の物語-
2018年2月14日から27日まで相互にコラボイベントが開催。
ラスピリ側にはTrickstarの4人、UNDEADの4人、Knightsの瀬名泉が登場し、あんスタ側にはネロ（声 - 逢坂良太）、ゼクス（声 - 小野友樹）、ペネトレイト（声 - 速水奨）、ハル（声 - 花江夏樹）、ミウが登場する。
なお、上記コラボ以降にあんスタ側においてラストピリオドのキャラがゲームに登場したことはないが、ラスピリ側では2019年にも2月と11月にコラボが行われており、前者では流星隊の5人が、後者ではValkylieの2人とRa*bitsの4人が参戦している。また、アニメ版ラストピリオド第10話「はぴえれ怪」はあんスタの世界を題材としたエピソードとなっており、Trickstar、UNDEAD、姫宮桃李、佐賀美陣がゲストキャラとして登場している。
うたの☆プリンスさまっ♪ Shining Live
2019年のエイプリルフール企画として「Dream Star Live」と題したコラボライブのストーリーを配信。
TrickstarがST☆RISH、fineがQUARTET NIGHTと共演した。
特設サイトで公開された計9個のスペシャルムービーではコラボライブの様子を、それぞれのアプリではライブ後の楽屋での様子が配信された。

#### アニメとのコラボレーション
ボールルームへようこそ
2017年8月14日から31日まで期間限定でコラボキャンペーンが開催。『あんスタ』に、富士田多々良（声 - 土屋神葉）、兵藤清春（声 - 岡本信彦）、赤城賀寿（声 - 富田健太郎）が登場。
弱虫ペダル
2018年6月19日から29日まで期間限定でコラボキャンペーンが開催。『あんスタ』に、小野田坂道（声 - 山下大輝）、巻島裕介（声 - 森久保祥太郎）、真波山岳（声 - 代永翼）、東堂尽八（声 - 柿原徹也）が登場。
KING OF PRISM -Shiny Seven Stars-
2019年6月15日から25日まで期間限定でコラボキャンペーンが開催。『あんスタ』に、一条シン（声 - 寺島惇太）、大和アレクサンダー（声 - 武内駿輔）、速水ヒロ（声 - 前野智昭）、香賀美タイガ（声 - 畠中祐）、十王院カケル（声 - 八代拓）が登場。
令和のデ・ジ・キャラット
9話劇中のゲーマーズ店頭にて『あんさんぶるスターズ』のプロモーション動画が流れる。

#### テーマパークとのコラボレーション
ハローキティ コラボイベント「招待！ハローキティと流星隊の夜」
「あんさんぶるスターズ！」のアプリ内期間限定イベントとして、2016年3月26日から4月10日まで開催された。流星隊のメンバーとハローキティがコラボしたストーリーである。余談であるが、プロデュースコースはサンリオピューロランドが舞台となっている。
また、当コラボイベントを記念し、2016年4月26日にはサンリオピューロランドにて『あんさんぶるスターズ!-流星隊-inサンリオピューロランド』が開催された。
ジョイポリすごろく with あんさんぶるスターズ！
東京ジョイポリスにて、2016年7月1日より期間限定で開催された。館内を周る回遊型すごろくアトラクションである。ポイント達成や指定マスに到達することで、ユニットごとの限定プロモーションビデオやオリジナルストーリーを楽しむことができる。なお、あんさんぶるスターズ！でアトラクションとのコラボレーションは、こちらが初となる。
あんさんぶるスターズ！in ナンジャタウン 〜キャット＊フェスティバル〜
ナンジャタウンにて、2018年11月22日から2019年1月20日まで開催されたイベント。作中に登場するアイドルたち12ユニットが園内各所のパネルやゲーム屋台の景品、オリジナルグッズ、ノベルティに登場した。
TVアニメ『あんさんぶるスターズ！』×富士急ハイランド
富士急ハイランドにて、2019年9月21日から11月4日まで開催された。流星隊メンバーが人気アトラクションの出発の合図や園内アナウンスを行うほか、流星隊メンバーのスタンプを集めて回るスタンプラリー、フォトスポットの設置、コラボフードやコラボフリーパス、オリジナルグッズの販売などが行われ、また周辺施設でもコラボの取り組みがあった。